# Liste der Biografien/Lam
Liste der Biografien |
Portal Biografien |
Personensuche
# |
A |
B |
C |
D |
E |
F |
G |
H |
I |
J |
K |
L |
M |
N |
O |
P |
Q |
R |
S |
T |
U |
V |
W |
X |
Y |
Z |
?
 
La |
Lb |
Lc |
Le |
Lg |
Lh |
Li |
Lj |
Ll |
Lm |
Lo |
Lp |
Lt |
Lu |
Lv |
Lw |
Lx |
Ly |
Lz
 
Laa |
Lab |
Lac |
Lad |
Lae–Lah |
Lai |
Laj |
Lak |
Lal |
Lam |
Lan |
Lao |
Lap |
Laq |
Lar |
Las |
Lat |
Lau |
Lav |
Law |
Lax |
Lay |
Laz
Die Liste der Biografien führt alle Personen auf, die in der deutschsprachigen Wikipedia einen Artikel haben. Dieses ist eine Teilliste mit 1299 Einträgen von Personen, deren Namen mit den Buchstaben „Lam“ beginnt.

## Lam
- Lam Cong, Joseph Quy (* 1975), römisch-katholischer Geistlicher, Augustinerpater und Professor für augustinische Studien
- Lam Lay Yong (* 1936), singapurische Mathematikhistorikerin
- Lam Siu Hang (* 1996), hongkong-chinesischer Tischtennisspieler
- Lam, Aïssata, mauretanische Frauenrechtlerin und Mikrofinanz-Expertin
- Lam, Aïssata Boudy (* 1980), mauretanische Fußballschiedsrichterin
- Lam, Angel (* 1978), chinesische Komponistin
- Lam, Arquímedes (* 1978), mexikanischer Radrennfahrer
- Lam, Barry (* 1949), taiwanischer Unternehmer
- Lam, Carrie (* 1957), chinesische Beamtin und PolitikerinCarrie Lam (* 1957)

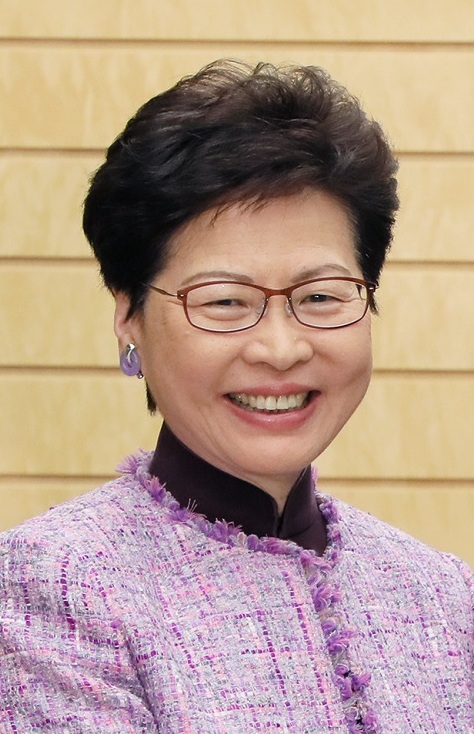
Carrie Lam (* 1957)

- Lam, Ching-ying (1952–1997), chinesischer Schauspieler und Regisseur
- Lam, Clement W. H., kanadischer Mathematiker
- Lam, David (1923–2010), kanadischer Politiker und Unternehmer
- Lam, Derek (* 1966), US-amerikanischer Modedesigner
- Lam, Doming (1926–2023), chinesischer Komponist, Dirigent und Musikproduzent
- Lam, Domingos Ka-Tseung (1928–2009), römisch-katholischer Bischof von Macau
- Lam, Frankie (* 1967), chinesischer Schauspieler und Sänger
- Lam, George (* 1947), Cantopop-Sänger, Singer, Songwriter, Musikproduzent und Schauspieler
- Lam, Hanna (1928–1988), niederländische Dichterin und Textautorin geistlicher Lieder
- Lam, Herman Johannes (1892–1977), niederländischer Botaniker
- Lam, Ivan (* 1994), chinesischer Menschenrechtsaktivist (Hongkong)
- Lam, Jan (1838–1886), österreichischer Journalist und Schriftsteller polnischer Nationalität
- Lam, Kai Tsun (* 1984), chinesischer Radrennfahrer (Hongkong)
- Lam, Matthew (* 1989), kanadischer Fußballspieler
- Lam, Mithan Jamshed (1898–1981), indische Anwältin und Aktivistin
- Lam, Monica S., US-amerikanische Informatikerin und Professorin an der Stanford University
- Lam, On Ki (* 1992), chinesische Sprinterin (Hongkong)
- Lam, Pou-chuen (1951–2015), chinesischer Synchronsprecher
- Lam, Raymond (* 1979), chinesischer Schauspieler und Sänger
- Lam, Ringo (1955–2018), chinesischer FilmregisseurRingo Lam (1955–2018)

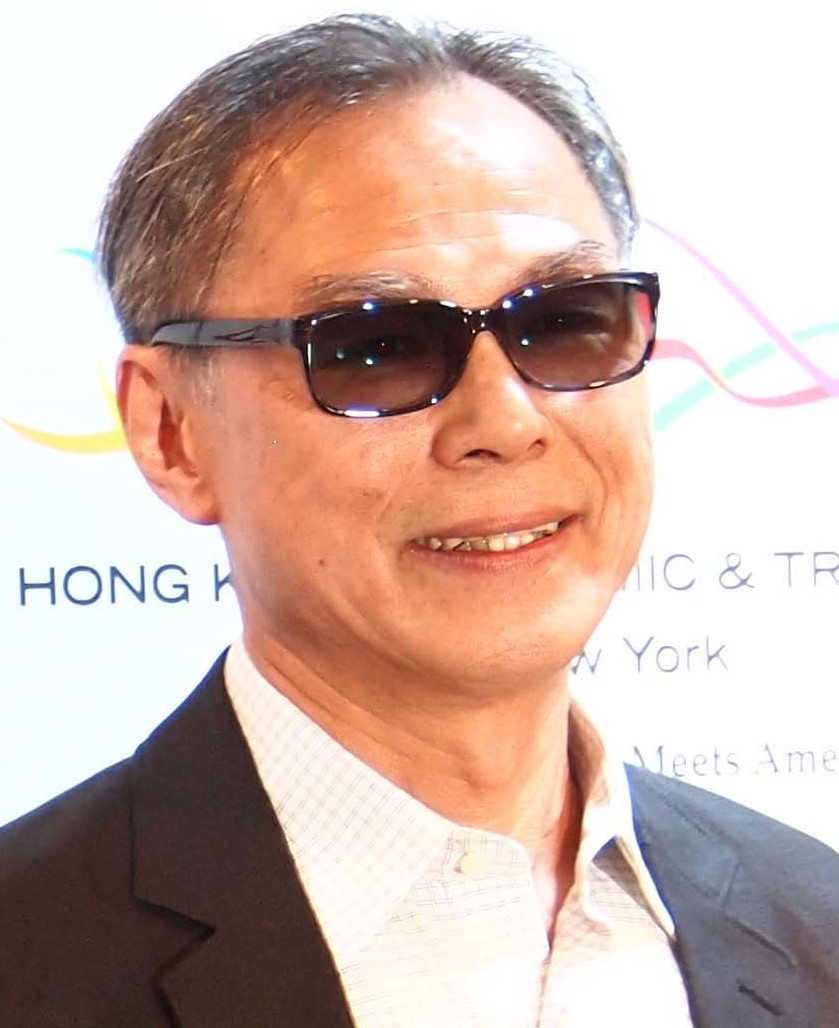
Ringo Lam (1955–2018)

- Lam, Royden (* 1975), chinesischer Dartspieler (Hongkong)
- Lam, Salimata, mauretanische Menschenrechtsaktivistin
- Lam, Sanderson (* 1994), englischer Snookerspieler
- Lam, Simon S. (* 1947), US-amerikanischer Informatiker
- Lam, Thomas (* 1993), finnischer Fußballspieler
- Lam, Timothy (* 1997), US-amerikanischer Badmintonspieler
- Lam, Tsit Yuen (* 1942), chinesisch-US-amerikanischer Mathematiker
- Lam, Wifredo (1902–1982), kubanischer Maler
- Lam, Willy Wo-Lap (* 1952), honkongischer Journalist, Politologe und Hochschullehrer
- Lam, Zhi Gin (* 1991), deutsch-Hongkonger Fußballspieler
- Lam-Moores, Holly (* 1990), britische Handballspielerin und -trainerin

### Lama
- Lamá (* 1981), angolanischer Fußballspieler
- Lama Gómez, Graciela de la (1933–2019), mexikanische Botschafterin
- Lama Shang (1123–1193), Begründer des Tshelpa-Kagyü-Zweiges der Kagyü-Schulrichtung des tibetischen Buddhismus
- Lama, Bernard (* 1963), französischer Fußballtorwart
- Lama, David (1990–2019), österreichischer Sportkletterer und AlpinistDavid Lama (1990–2019)

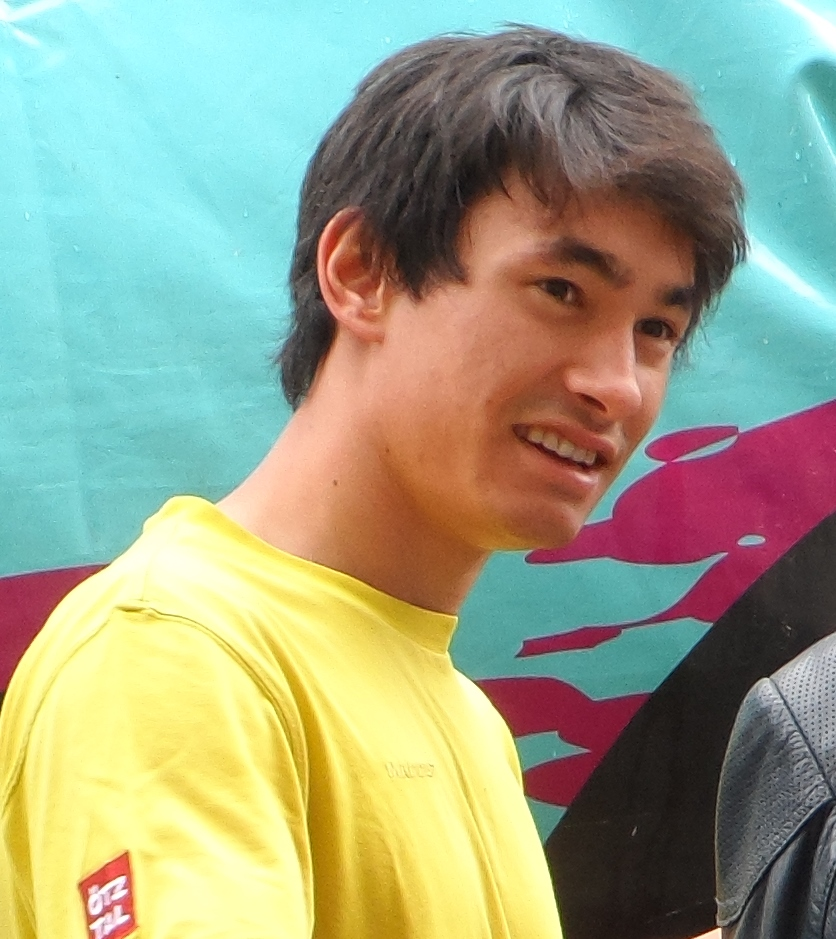
David Lama (1990–2019)

- Lama, Friedrich Ritter von (1876–1944), katholischer Schriftsteller, Publizist und Journalist, KZ-Häftling, NS-Opfer
- Lama, Giulia (1681–1747), venezianische Malerin des Barock
- Lama, Gonzalo (* 1993), chilenischer Tennisspieler
- Lama, Karl von (1841–1920), deutscher Buchhändler und Politiker (Zentrum), MdR
- Lama, Manolo (* 1962), spanischer Radiomoderator
- Lama, Manuel Arturo Merino de (* 1961), peruanischer Politiker
- Lama, Maurizio (1937–1968), italienischer Jazzmusiker (Piano, auch Orgel, Arrangement)
- Lama, Serge (* 1943), französischer Chanson-Sänger und Songschreiber
- Lama, Severin von (1883–1978), österreichischer Geistlicher, Gymnasial-Professor und Heiler
- Lama, Tenjen († 2023), nepalesischer BergsteigerTenjen Lama († 2023)

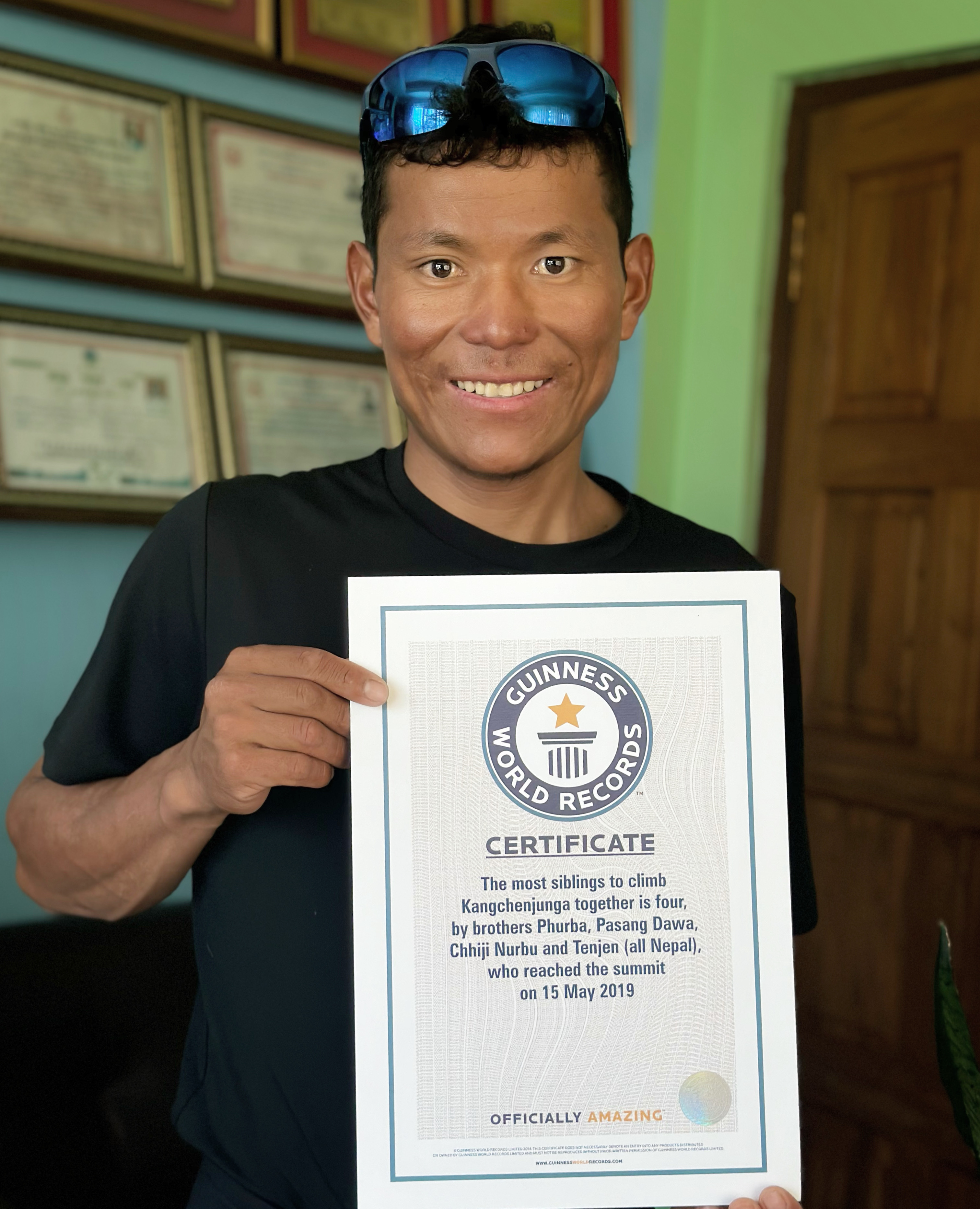
Tenjen Lama († 2023)

- Lamač, Karel (1897–1952), tschechischer Filmregisseur, Drehbuchautor und Schauspieler
- Lamachos († 414 v. Chr.), Athener Feldherr
- Lamade, Anika (* 1993), deutsche Schauspielerin
- Lamade, Bianka (* 1982), deutsche Tennisspielerin
- Lamade, Werner (* 1937), deutscher Basketballspieler
- LaMadeleine, Albert (1905–1986), kanadischer Fiddlespieler
- LaMadeleine, J. O. (1880–1973), kanadischer Fiddlespieler
- Lamadrid, José Luis (1930–2021), mexikanischer Fußballspieler
- Lamadrid, Ximena (* 1996), mexikanische Schauspielerin
- Lamagna, Ernesto (* 1945), italienischer Bildhauer und Maler
- Lamah, Roland (* 1987), belgischer Fußballspieler ivorisch-guineischer Abstammung
- Lamahewage, S. Anusha (* 1990), sri-lankische Leichtathletin
- Lamaison, Lydia (1914–2012), argentinische Film-, Fernseh- und Theaterschauspielerin
- LaMalfa, Doug (* 1960), US-amerikanischer Politiker der Republikanischen Partei
- Lamamra, Ramtane (* 1952), algerischer Politiker, Außenminister der Demokratischen Volksrepublik Algerien
- Laman Trip-de Beaufort, Henriëtte (1890–1982), niederländische Schriftstellerin und Historikerin
- Lamana, Adrián (* 1990), spanischer Schauspieler
- Lamanauskas, Saulius, litauischer Politiker
- Lamanauskas, Vincentas (* 1967), litauischer Bildungswissenschaftler, Professor an der Šiaulių universitetas, Politiker, stellvertretender Bildungsminister
- Lamanje, Abdel (* 1990), französischer Fußballspieler
- Lamanna, Angelo (* 1980), uruguayischer Fußballspieler
- Lamanna, Eugenio (* 1989), italienischer Fußballtorhüter
- Lamanna, Hugo (1913–1991), argentinischer Fußballspieler und -trainer
- Lamanna, Santiago (* 1992), uruguayischer Fußballspieler
- Lamanowa, Nadeschda Petrowna (1861–1941), russische Modedesignerin
- Lamanski, Wladimir Iwanowitsch (1833–1914), russischer Staatsmann und Diplomat
- Lamar, Bo (* 1951), US-amerikanischer Basketballspieler
- Lamar, Henry Graybill (1798–1861), US-amerikanischer Politiker
- Lamár, Ignác (1897–1967), Stadtoriginal in Bratislava
- Lamar, J. Robert (1866–1923), US-amerikanischer Politiker
- Lamar, John Basil (1812–1862), US-amerikanischer Politiker
- Lamar, Joseph Rucker (1857–1916), US-amerikanischer Jurist und Politiker
- Lamar, Kendrick (* 1987), US-amerikanischer Rapper und SongschreiberKendrick Lamar (* 1987)

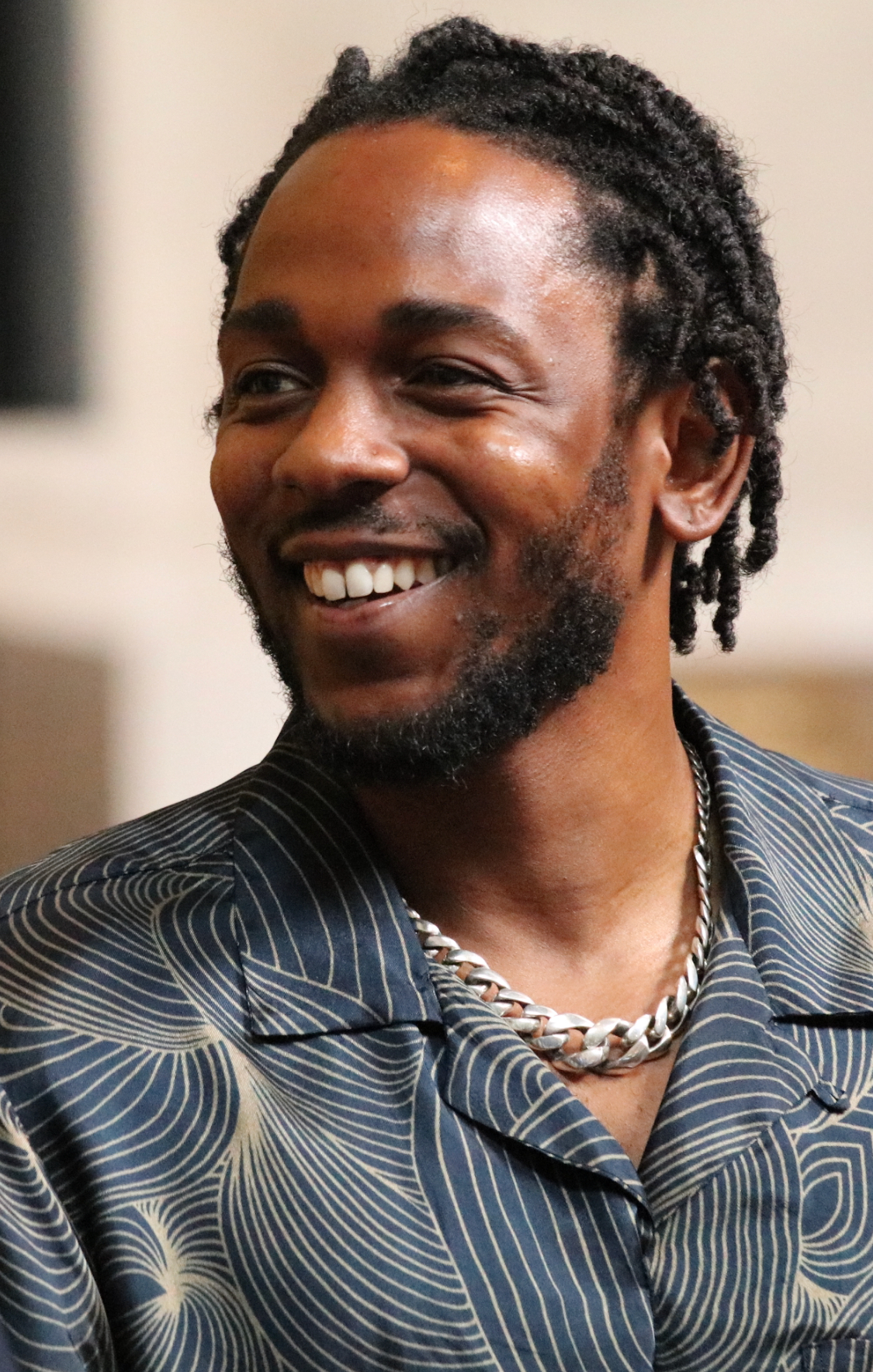
Kendrick Lamar (* 1987)

- Lamar, Lucius Quintus Cincinnatus (1825–1893), US-amerikanischer Politiker, Armeeoffizier und Jurist
- Lamar, Mirabeau B. (1798–1859), US-amerikanischer Politiker, Präsident der Republik Texas
- Lamar, Slim, US-amerikanischer Jazz- und Unterhaltungsmusiker (Klarinette, Tenorsaxophon) und Bandleader
- Lamar, William Bailey (1853–1928), US-amerikanischer Jurist und Politiker
- Lamarca, Carlos (1937–1971), brasilianischer Berufsoffizier
- Lamarca, Tania (* 1980), spanische Rhythmische Sportgymnastin
- Lamarche, Ben (* 1966), kanadischer Eisschnellläufer und Shorttracker
- Lamarche, Caroline (* 1955), belgische Schriftstellerin
- Lamarche, Marie-Pierre (* 1968), kanadische Eisschnellläuferin
- LaMarche, Maurice (* 1958), kanadischer Synchronsprecher und Komiker
- Lamarck, Jean-Baptiste de (1744–1829), französischer Botaniker und ZoologeJean-Baptiste de Lamarck (1744–1829)

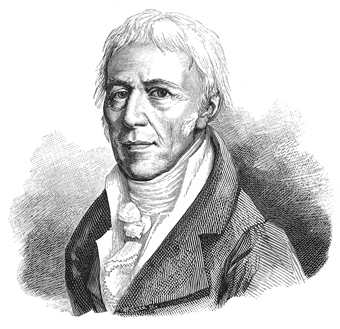
Jean-Baptiste de Lamarck (1744–1829)

- Lamare, Myriam (* 1975), französische Boxerin
- Lamare, Nappy (1907–1988), US-amerikanischer Jazzmusiker (Banjo, Gitarre, Gesang)
- Lamari, Fayza (* 1974), algerische Handballspielerin
- Lamarque Pons, Jaurés (1917–1982), uruguayischer Pianist und Komponist
- Lamarque, Jean Maximilien (1770–1832), französischer General und Politiker
- Lamarque, Libertad (1908–2000), argentinische Schauspielerin und Sängerin
- Lamarque, Yves (* 1967), französischer Ruderer
- Lamarr, Hedy (1914–2000), österreichisch-amerikanische Schauspielerin und ErfinderinHedy Lamarr (1914–2000)

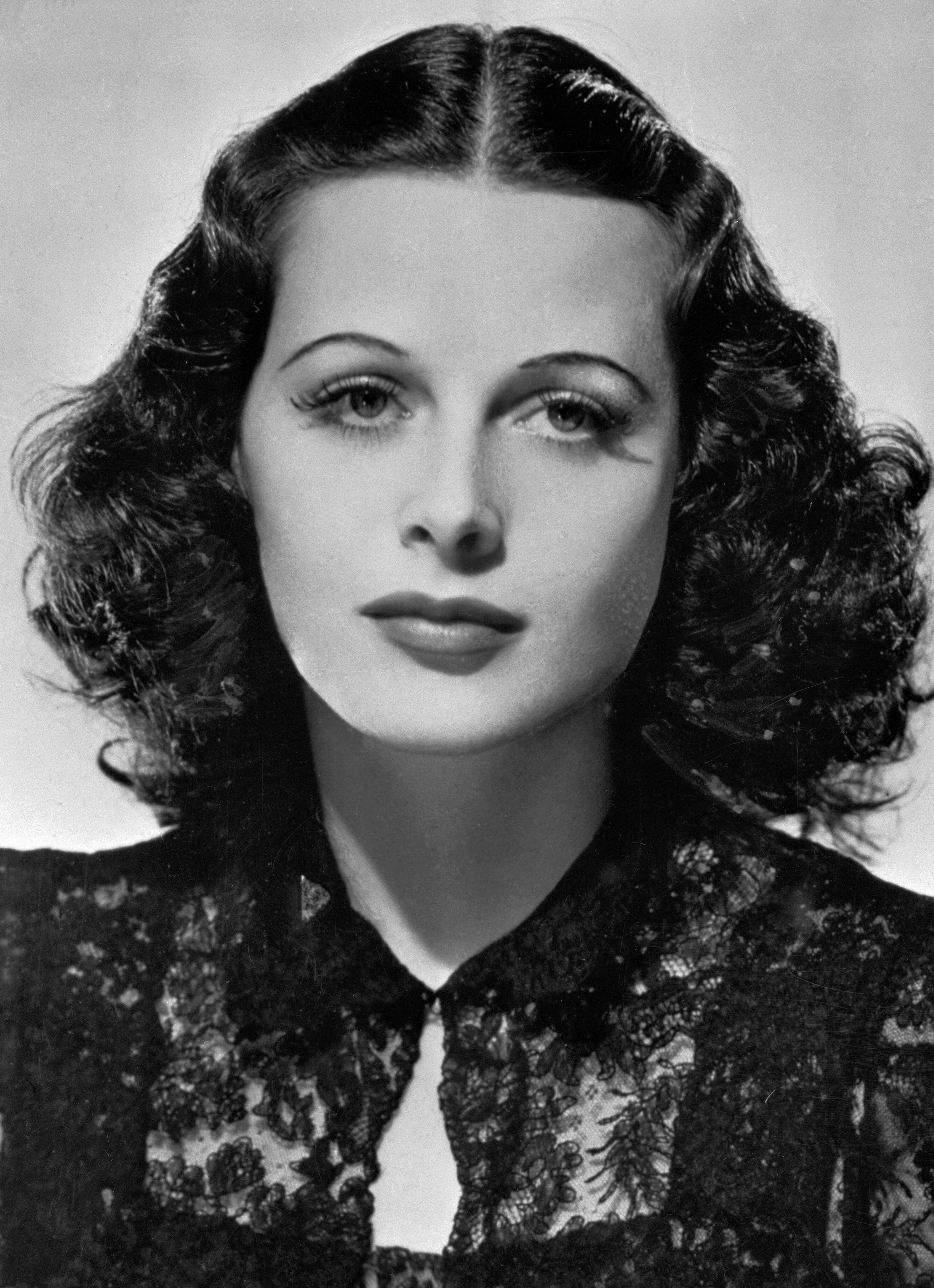
Hedy Lamarr (1914–2000)

- LaMarr, Phil (* 1967), US-amerikanischer Schauspieler und Komiker
- Lamarre, Émile (1886–1963), kanadischer Sänger (Bass)
- Lamarre, Kim (* 1988), kanadische Freestyle-Skisportlerin
- Lamarre, Olivier (* 1970), französischer Fußballschiedsrichter
- Lamarre, Thomas (* 1959), US-amerikanischer Kommunikationswissenschaftler und Japanologe
- LaMarsh, Julia (1924–1980), kanadische Autorin und Politikerin
- Lamartine Soares, José (1927–1985), brasilianischer Geistlicher, römisch-katholischer Erzbischof von Maceió
- Lamartine, Alphonse de (1790–1869), französischer Dichter, Schriftsteller und Politiker
- Lamartine, Gert Louis (1898–1966), deutscher Maler, Bildhauer und Innenausstatter
- Lamartine, Robert (1935–1990), französischer Fußballspieler
- Lamas, Andrés (* 1984), uruguayischer Fußballspieler
- Lamas, Fernando (1916–1982), argentinischer Schauspieler
- Lamas, José Ángel (1775–1814), venezolanischer Komponist
- Lamas, Lorenzo (* 1958), US-amerikanischer SchauspielerLorenzo Lamas (* 1958)

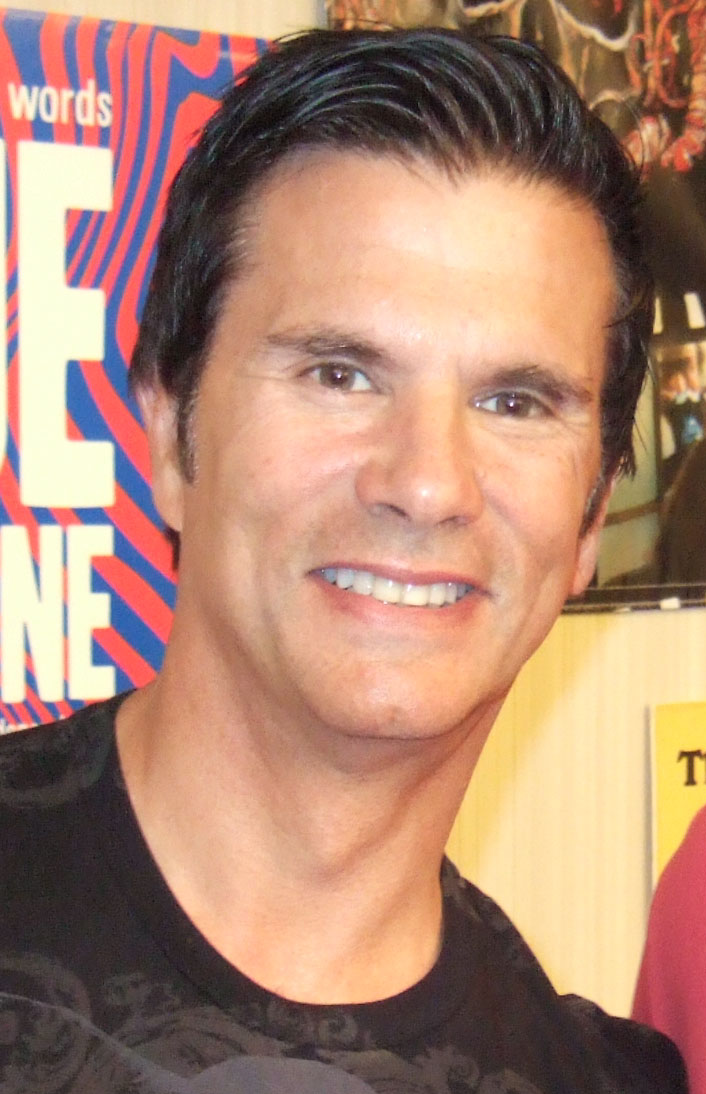
Lorenzo Lamas (* 1958)

- Lamas, Luis († 1864), Präsident Uruguays
- Lamas, Maria (1893–1983), portugiesische Autorin, Journalistin, Politikerin und Feministin
- Lamasine, Tristan (* 1993), französischer Tennisspieler
- Lamassoure, Alain (* 1944), französischer Politiker (UMP), Mitglied der Nationalversammlung, MdEP
- LaMastra, Paul (* 1941), US-amerikanischer Filmeditor
- Lamatsch, Andrea (* 1967), österreichische Schauspielerin
- Lamay, Joseph (1892–1961), Abgeordneter, Domkapitular und päpstlicher Hausprälat
- Lamazares, Antón (* 1954), spanischer Maler
- Lamaze, Eric (* 1968), kanadischer Springreiter, Olympiasieger 2008
- Lamaze, Fernand (1891–1957), französischer Arzt und Geburtshelfer
- Lamazou, Titouan (* 1955), französischer Maler, Schriftsteller und Segler

### Lamb
- Lamb, Aeta (1886–1928), britische Suffragette
- Lamb, Alfred William (1824–1888), US-amerikanischer Politiker
- Lamb, Andrew (* 1958), US-amerikanischer Jazzmusiker
- Lamb, Annabel (* 1955), britische Sängerin und Songwriterin
- Lamb, Arthur B. (1880–1952), US-amerikanischer Chemiker (Physikalische Chemie, Anorganische Chemie)
- Lamb, Ben (* 1985), US-amerikanischer Pokerspieler
- Lamb, Brady (* 1988), kanadischer Eishockeyspieler
- Lamb, Carl (1905–1968), deutscher Kunsthistoriker, Filmemacher und Fotograf
- Lamb, Caroline (1785–1828), britische SchriftstellerinCaroline Lamb (1785–1828)

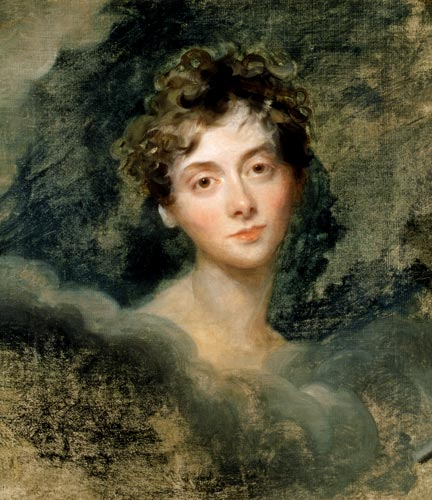
Caroline Lamb (1785–1828)

- Lamb, CeeDee (* 1999), US-amerikanischer American-Football-Spieler
- Lamb, Charles (1775–1834), englischer Dichter
- Lamb, Chris (1950–2009), britischer Molekularbiologe und Botaniker
- Lamb, Christina (* 1966), britische Journalistin
- Lamb, Christopher (* 1959), US-amerikanischer Schlagwerker und Hochschullehrer
- Lamb, Christopher (* 1989), US-amerikanischer Skispringer
- Lamb, Conor (* 1984), amerikanischer Politiker
- Lamb, Delbert (1914–2010), US-amerikanischer Eisschnellläufer
- Lamb, Derek (1936–2005), britisch-kanadischer Trickfilmer und Dokumentarfilmer
- Lamb, Dominique (* 1985), US-amerikanische Volleyballspielerin
- Lamb, Doron (* 1991), US-amerikanischer Basketballspieler
- Lamb, Dorothy (1887–1967), britische Klassische Archäologin
- Lamb, Douglas (* 1968), belizischer Radrennfahrer
- Lamb, Emily (1787–1869), britische Adlige und SalondameEmily Lamb (1787–1869)

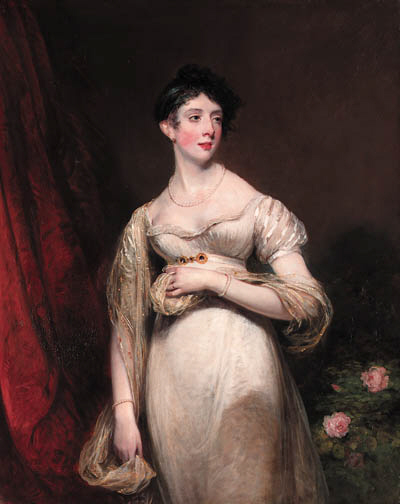
Emily Lamb (1787–1869)

- Lamb, Ernest, 1. Baron Rochester (1876–1955), britischer Politiker (Labour Party), Mitglied des House of Commons
- Lamb, Horace (1849–1934), britischer Mathematiker und Physiker
- Lamb, Hubert (1913–1997), englischer Klimatologe
- Lamb, Jeremy (* 1992), US-amerikanischer Basketballspieler
- Lamb, John (1840–1924), US-amerikanischer Politiker
- Lamb, John Edward (1852–1914), US-amerikanischer Jurist und Politiker
- Lamb, Joseph (1887–1960), US-amerikanischer Ragtime-Pianist und -Komponist
- Lamb, Katie (* 1997), amerikanische Sportkletterin
- Lamb, Larry (1929–2000), britischer Zeitungsredakteur
- Lamb, Larry (* 1947), britischer Schauspieler
- Lamb, Marcus (1957–2021), US-amerikanischer Unternehmer, Motivationstrainer, Buchautor sowie Prediger
- Lamb, Mark (* 1964), kanadischer Eishockeyspieler, -trainer und -funktionär
- Lamb, Mary Ann (1764–1847), englische Schriftstellerin
- Lamb, Matt (1932–2012), irisch-amerikanischer Maler und Friedensaktivist
- Lamb, Natalie (1932–2016), US-amerikanische Jazzmusikerin
- Lamb, Nigel (* 1956), britischer Kunstflieger
- Lamb, Paul (* 1955), britischer Bluesmusiker
- Lamb, Peadar (1929–2017), irischer Schauspieler in Theater, Film und Fernsehen
- Lamb, Richard-William (1907–1974), australischer Radrennfahrer
- Lamb, Thomas W. (1870–1942), US-amerikanischer Architekt
- Lamb, Todd (* 1971), US-amerikanischer Politiker
- Lamb, Ursula (1914–1996), US-amerikanische Lateinamerika-Historikerin
- Lamb, Wally (* 1950), US-amerikanischer Pädagoge und SchriftstellerWally Lamb (* 1950)

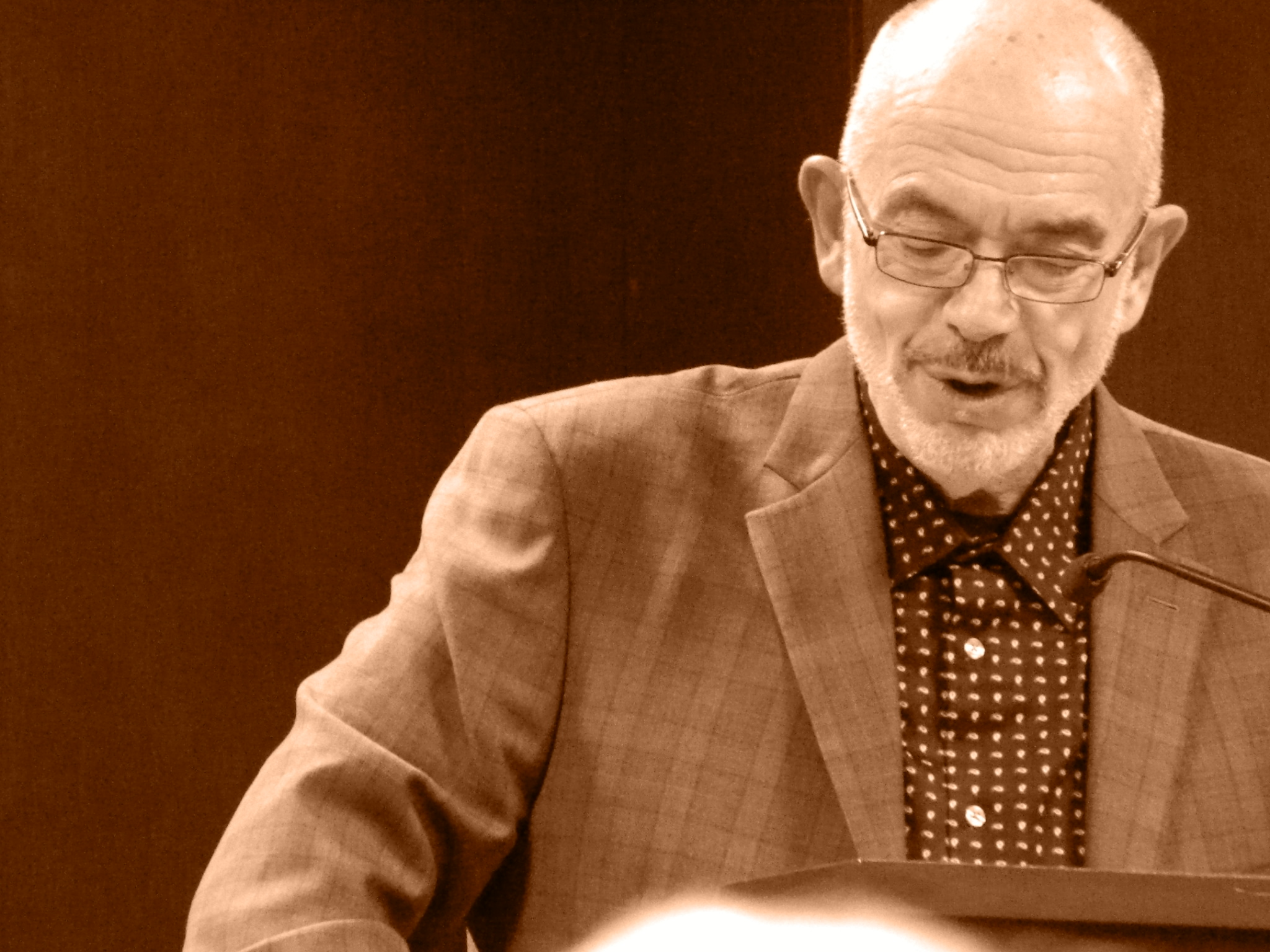
Wally Lamb (* 1950)

- Lamb, Walter Rangeley Maitland (1882–1961), britischer Klassischer Philologe und Übersetzer
- Lamb, Ward (* 1953), amerikanischer Maler
- Lamb, William F. (1883–1952), US-amerikanischer Architekt
- Lamb, William, 2. Viscount Melbourne (1779–1848), britischer Politiker, Mitglied des House of Commons, Innen- und PremierministerWilliam Lamb, 2. Viscount Melbourne (1779–1848)

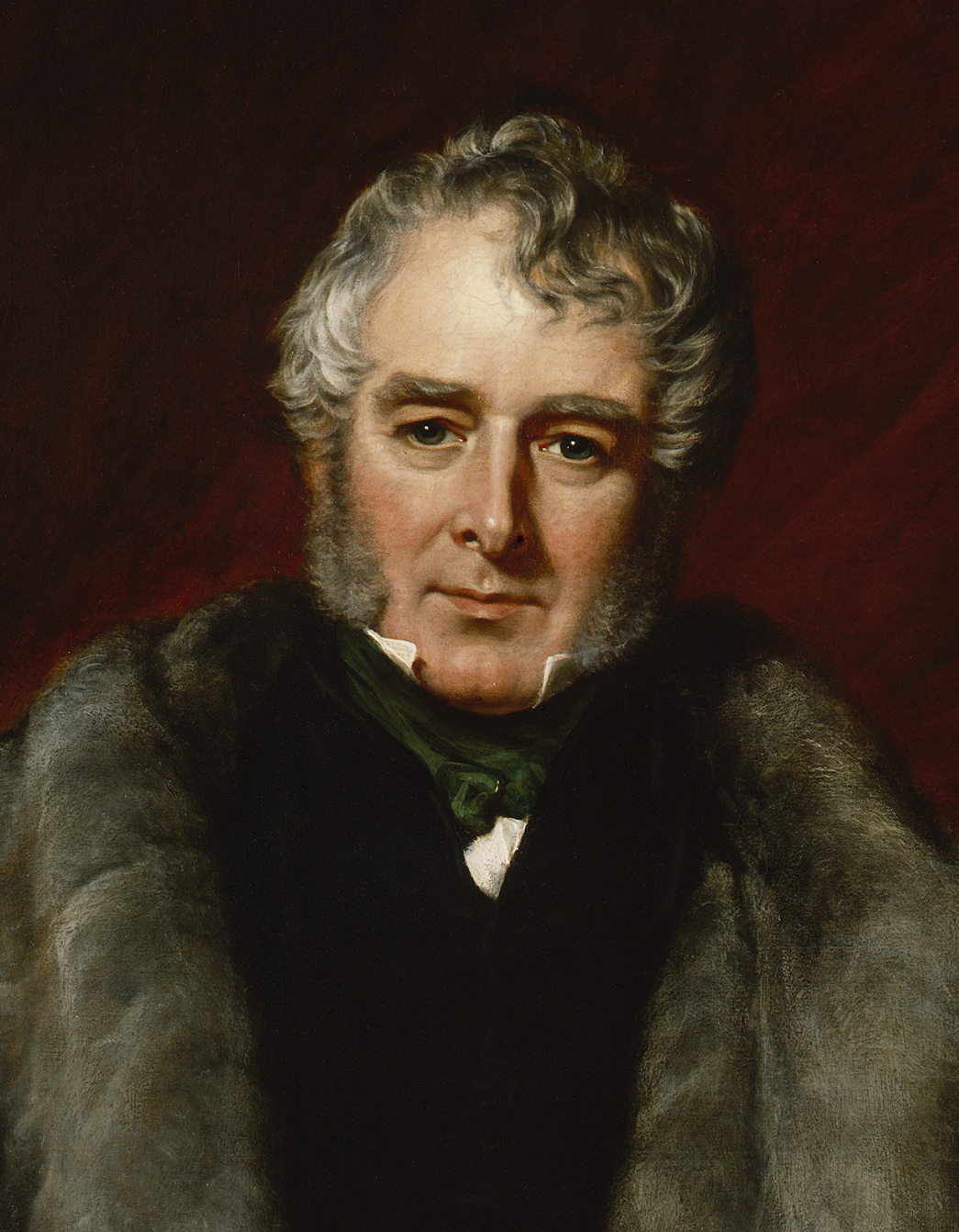
William Lamb, 2. Viscount Melbourne (1779–1848)

- Lamb, Willis Eugene (1913–2008), US-amerikanischer Physiker
- Lamb, Winifred (1894–1963), britische Archäologin

#### Lamba
- Lamba Doria († 1321), italienischer Admiral der Republik Genua
- Lamba, Isaac Chikwekwere (* 1945), malawischer Diplomat
- Lamba, Jacqueline (1910–1993), französische Malerin
- Lamba, Preeti (* 1995), indische Leichtathletin
- Lamba, Riccardo (* 1956), italienischer römisch-katholischer Geistlicher, Erzbischof von Udine
- Lambaart, Erwin van (* 1963), niederländischer Manager und Theater- und Fernsehproduzent
- Lambach, Walther (1885–1943), deutscher Gewerkschafter und Politiker (DNVP), MdR
- Lambacher, Alex (* 1996), deutsch-italienischer Eishockeyspieler
- Lambacher, Theophil (1899–1981), deutscher Mathematiker, Pädagoge und Kultusbeamter
- Lambæk, Jens (1899–1985), dänischer Turner
- Lamballe, Louis-Alexandre de Bourbon, prince de (1747–1768), Prinz aus dem Hause Bourbon
- Lambardakis, Augoustinos (* 1938), griechisch-orthodoxer Bischof, Metropolit von Deutschland und Exarch von Zentraleuropa
- Lambarki, Hayat (* 1988), marokkanische Hürdenläuferin
- Lambart, Bruno (1924–2014), deutscher Architekt
- Lambart, Evelyn (1914–1999), kanadische Trickfilmschafferin
- Lambart, Fred (1880–1946), kanadischer Bergsteiger
- Lambart, Harry (1876–1949), irischer Schauspieler und Regisseur
- Lambart, Richard, 6. Earl of Cavan († 1778), irischer Peer und britischer General
- Lambart, Rudolph, 10. Earl of Cavan (1865–1946), britischer Feldmarschall
- Lambauer, Heimo (* 1940), österreichischer Jurist und Rechtswissenschaftler

#### Lambd
- Lambdin, Dewey (1945–2021), US-amerikanischer Schriftsteller und Regisseur
- Lambdin, George Cochran (1830–1896), US-amerikanischer Maler
- Lambdin, James (1807–1889), US-amerikanischer Porträtmaler, Museumsdirektor und Kunstpädagoge

#### Lambe
- Lambe, Alfie (1932–1959), irisches Mitglied der Legion Mariens und Missionar in Südamerika
- Lambe, Anna (* 2000), kanadische Inuit-Schauspielerin
- Lambe, Charles (1900–1960), britischer Admiral of the Fleet, Erster Seelord
- Lambe, Eimear (* 1997), irische Ruderin
- Lambe, Jeanie (1940–2020), britische Jazzsängerin
- Lambe, Lawrence (1863–1919), kanadischer Geologe und Paläontologe
- Lambe, Lisa (* 1983), irische Sängerin
- Lambe, Reggie (* 1991), bermudischer Fußballspieler
- Lambe, T. William (1920–2017), US-amerikanischer Ingenieur der Geotechnik
- Lambe, Vincent (* 1980), irischer Filmregisseur, -produzent und Drehbuchautor

##### Lambea
- Lambeau, Curly (1898–1965), US-amerikanischer American-Football-Spieler und -Trainer
- Lambeaux, Jef (1852–1908), belgischer Bildhauer

##### Lambec
- Lambeck, Heino (1586–1661), deutscher Schreib- und Rechenlehrer, Mathematiker und Pädagoge
- Lambeck, Kurt (* 1941), niederländisch-australischer Geophysiker
- Lambeck, Martin (1934–2020), deutscher Physiker, Hochschullehrer und Autor
- Lambeck, Peter (1628–1680), deutscher Historiker und Bibliothekar
- Lambeck, Sandra (* 1993), deutsche Laiendarstellerin
- Lambeck, Silke (* 1964), deutsche Journalistin und Schriftstellerin

##### Lambel
- Lambelet, Frédéric (1817–1876), Schweizer Politiker und Unternehmer
- Lambelet, Georgios (1875–1945), griechischer Komponist und Musikschriftsteller
- Lambelet, Louis Constant (1827–1882), Schweizer Politiker
- Lambelet, Napoleon (1864–1932), griechisch-britischer Komponist
- Lambelet, Samuel (1663–1727), deutscher Münzeisenschneider und Medailleur
- Lambelle Langerfeld, Edith (1883–1968), US-amerikanische Tänzerin

##### Lamber
- Lamberg, Adam (* 1984), US-amerikanischer SchauspielerAdam Lamberg (* 1984)

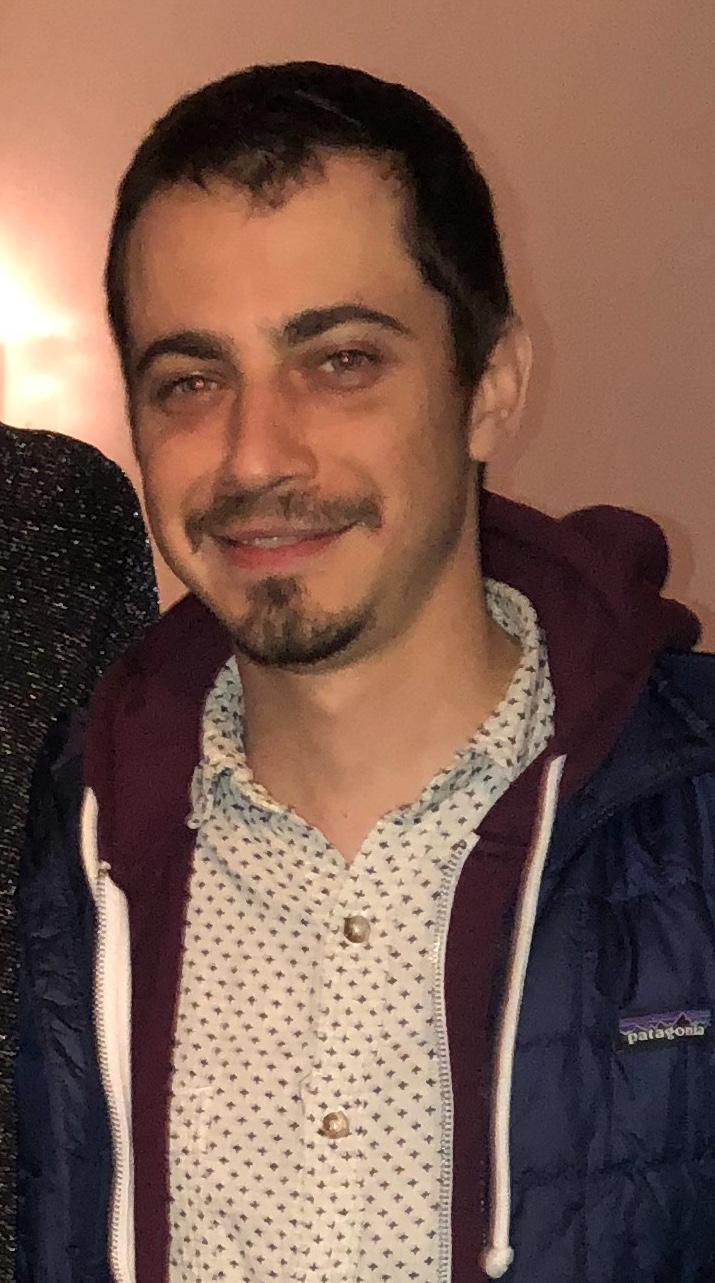
Adam Lamberg (* 1984)

- Lamberg, Anton Josef von (1687–1755), Weihbischof und Dompropst in Passau
- Lamberg, Christoph (1626–1680), deutscher gräflich-stolbergischer Hofprediger und Kirchenrat
- Lamberg, Christoph von († 1579), Bischof von Seckau
- Lamberg, Franz Alois von (1692–1732), Weihbischof in Passau
- Lamberg, Franz Anton von (1678–1759), deutscher Reichsfürst
- Lamberg, Franz Joseph von (1638–1712), deutscher Reichsfürst, Landeshauptmann von Österreich ob der Enns
- Lamberg, Franz Philipp von (1791–1848), österreichischer Feldmarschallleutnant
- Lamberg, Gustav Joachim von (1812–1862), österreichischer Adliger, Reichsfürst von Lamberg
- Lamberg, Hugo Raimund von (1833–1884), österreichischer Politiker, Landeshauptmann von Salzburg, Landtagsabgeordneter
- Lamberg, Johann Adam von (1677–1708), Hofkammerrat und Landjägermeister in Oberösterreich
- Lamberg, Johann Ferdinand von (1689–1764), kaiserlicher Hof- und Kammermusikdirektor
- Lamberg, Johann Jakob von (1561–1630), Bischof von Gurk (1603–1630)
- Lamberg, Johann Maximilian von (1608–1682), österreichischer Diplomat, Hofbeamter, Minister
- Lamberg, Johann Philipp von (1652–1712), Fürstbischof von Passau
- Lamberg, Johann Philipp von (1684–1735), kaiserlicher Kämmerer und Oberstlandjägermeister in Tirol
- Lamberg, Johann Raimund von (1662–1725), Weihbischof in Passau
- Lamberg, Johann Sokol von († 1410), mährischer Heerführer
- Lamberg, Joseph Dominikus von (1680–1761), Fürstbischof von Passau
- Lamberg, Karl (1840–1931), österreichischer Politiker
- Lamberg, Karl von (1570–1612), Erzbischof von Prag
- Lamberg, Leopold Joseph von (1654–1706), österreichischer Diplomat
- Lamberg, Leopold Matthias von (1667–1711), Oberstallmeister Kaiser Josephs I. und Landgraf von Leuchtenberg
- Lamberg, Maximilian Joseph von (1729–1792), österreichischer Schriftsteller
- Lamberg, Paula von (1887–1927), österreichische Skispringerin
- Lamberg, Peter (* 1935), deutscher Kommunalbeamter
- Lamberg, Robert F. (1929–2014), tschechoslowakisch-schweizerischer Journalist
- Lamberg, Sigismund von († 1488), Bischof von Laibach (Ljubljana)
- Lamberg, Wilhelm (1875–1930), deutscher Politiker (SPD)
- Lamberg-Skog, Karin (* 1961), schwedische Skilangläuferin
- Lambergen, Tiberius (1717–1763), niederländischer Mediziner und Botaniker
- Lamberger, Vala (1877–1953), deutsche Malerin und Zeichnerin
- Lamberink, Kyra (* 1996), niederländische Radsportlerin
- Lamberjack, Dominique (1878–1948), französischer Radsportler, Motorrad- und Automobilrennfahrer sowie Unternehmer
- Lambers, Annika (* 1992), deutsche Volleyballspielerin
- Lambers, Hansgert (1937–2024), deutscher Fotograf, Autor und Verleger
- Lambers, Helmut (* 1953), deutscher Pädagoge und Sozialpädagoge
- Lambers-Hacquebard, Ineke (1946–2014), niederländische Politikerin (D66)
- Lambersy, Werner (1941–2021), belgischer Dichter französischer Sprache
- Lambert, Abt des Klosters Waldsassen
- Lambert († 1030), Bischof von Krakau (Existenz unsicher)
- Lambert, zweiter Bischof von Semgallen und Selonien
- Lambert, polnischer Prinz
- Lambert (1420–1494), Seigneur von Antibes, Herr von Monaco (1457–1494)
- Lambert, Pianist, Komponist und ProduzentLambert

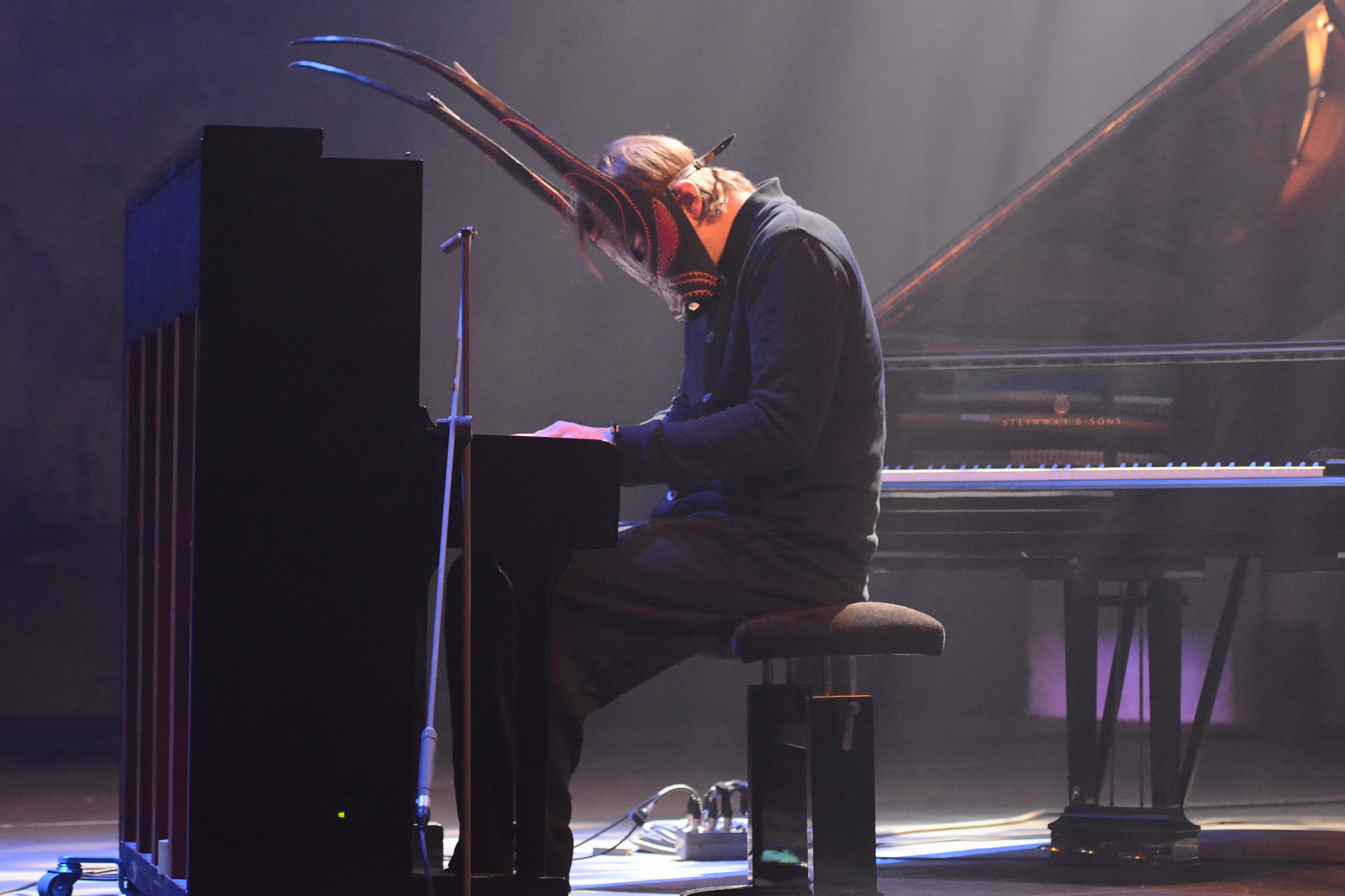
Lambert

- Lambert Chambers, Dorothy (1878–1960), englische Tennis- und Badmintonspielerin
- Lambert de Saint-Bertin († 1125), französischer Benediktiner und Gelehrter
- Lambert Filho, José (1929–2007), brasilianischer Geistlicher, römisch-katholischer Erzbischof von Sorocaba
- Lambert i Caminal, Joan Baptista (1884–1945), katalanischer Musikpädagoge und Komponist
- Lambert I. († 1015), Graf von Löwen
- Lambert I. von Nantes, fränkischer Graf, Herzog von Spoleto
- Lambert II. († 1054), Graf von Löwen und Brüssel
- Lambert II. von Nantes († 852), Graf von Nantes
- Lambert III. († 1101), römisch-katholischer Bischof von Krakau
- Lambert van Duren (1371–1418), Bürgermeister von Köln
- Lambert von Ardres († 1227), französischer Chronist
- Lambert von Arras († 1115), erster Bischof von Arras
- Lambert von Auxerre, Logiker des Mittelalters
- Lambert von Avignon, Franz (1487–1530), Franziskaner, evangelischer Theologe, hessischer Reformator
- Lambert von Barmstede († 1228), holsteinischer Adliger und Bischof von Ratzeburg
- Lambert von Ilsenburg († 1138), Bischof von Brandenburg
- Lambert von Konstanz († 1018), Bischof von Konstanz
- Lambert von Lens († 1054), Graf von Lens und Aumale
- Lambert von Lüttich, Bischof von Maastricht und Märtyrer
- Lambert von Luytge, Maler der Kölner Malerschule
- Lambert von Neuwerk († 1144), katholischer Heiliger
- Lambert von Spoleto († 898), römischer Kaiser (892/894–898)
- Lambert von Tuszien, Graf und Herzog von und Markgraf von Tuszien
- Lambert von Werle († 1500), Abt des Klosters Eldena
- Lambert von Zonnebeke, katholischer Geistlicher und Bischof von Tournai und Noyon (1116–1121)
- Lambert, Adam (* 1982), US-amerikanischer Sänger, Songwriter und MusicaldarstellerAdam Lambert (* 1982)

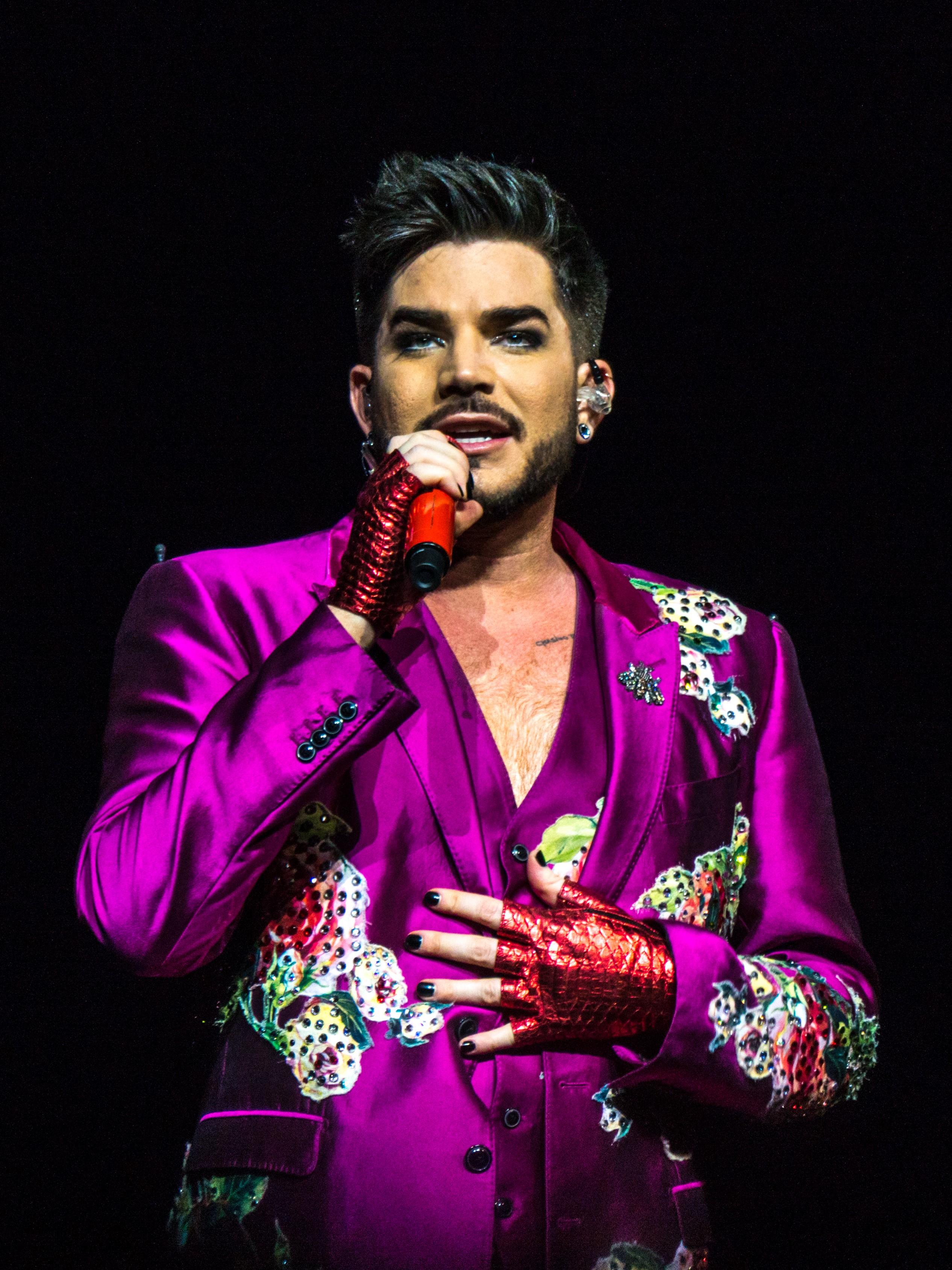
Adam Lambert (* 1982)

- Lambert, Adam (* 1997), australischer Snowboarder
- Lambert, Adeja (* 1996), US-amerikanische Volleyballspielerin
- Lambert, Adelaide (1907–1996), US-amerikanische Schwimmerin
- Lambert, Adélard (1867–1946), frankokanadischer Folklorist und Schriftsteller
- Lambert, Alain (1931–2008), französischer Schriftsteller und Cellist
- Lambert, Alan, US-amerikanischer Basketballtrainer
- Lambert, Albert (1865–1941), französischer Theater- und Stummfilmschauspieler
- Lambert, Albert Bond (1875–1946), US-amerikanischer Golfer und Luftfahrtpionier
- Lambert, Alexander (1863–1929), polnisch-amerikanischer Pianist, Komponist und Musikpädagoge
- Lambert, Amraal († 1864), namibischer traditioneller Führer
- Lambert, André (1851–1929), Schweizer Architekt
- Lambert, André (1884–1967), Schweizer Grafiker und Maler
- Lambert, Andreas († 1894), namibischer traditioneller Führer
- Lambert, Andrew (* 1956), britischer Marinehistoriker
- Lambert, Anne-Louise (* 1955), australische Schauspielerin
- Lambert, Arthur (1891–1983), deutscher Leichtathletiktrainer
- Lambert, August (1916–1945), deutscher Pilot und Ritterkreuzträger im Zweiten Weltkrieg
- Lambert, Aylmer Bourke (1761–1842), englischer Botaniker
- Lambert, Bernhard Maria (1931–2014), belgischer Benediktiner-Abt
- Lambert, Betty (1894–1969), belgisch-schweizerische Adlige und Fluchthelferin
- Lambert, Bob (1874–1956), irischer Badminton- und Cricketspieler
- Lambert, Charles (* 1900), britischer Reporter
- Lambert, Charles de (1865–1944), russisch-stämmiger Flugpionier
- Lambert, Charles Lucièn († 1896), US-amerikanischer Komponist
- Lambert, Chris (* 1981), britischer Sprinter
- Lambert, Christophe (1964–2016), französischer Unternehmer und Filmproduzent
- Lambert, Christophe (* 1969), französischer Schriftsteller
- Lambert, Christophe (* 1985), deutscher Judoka
- Lambert, Christophe (* 1987), Schweizer Fußballspieler
- Lambert, Christopher (* 1957), französisch-amerikanischer SchauspielerChristopher Lambert (* 1957)

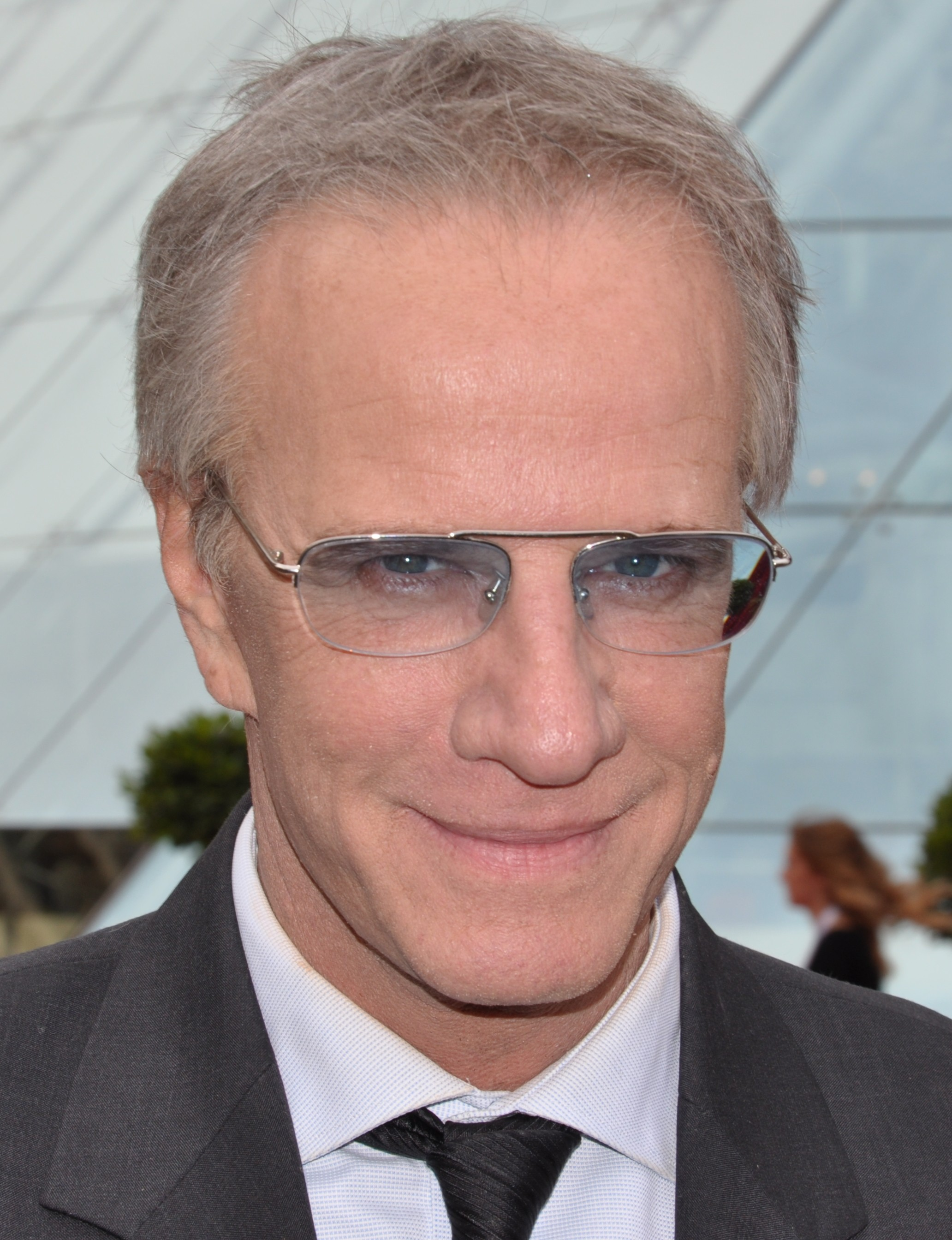
Christopher Lambert (* 1957)

- Lambert, Claude Guillaume (1726–1794), französischer Richter und Minister
- Lambert, Constant (1905–1951), englischer Dirigent und Komponist
- Lambert, Dan (* 1970), kanadischer Eishockeyspieler
- Lambert, Daniel (1770–1809), englischer schwerster Mann der WeltDaniel Lambert (1770–1809)

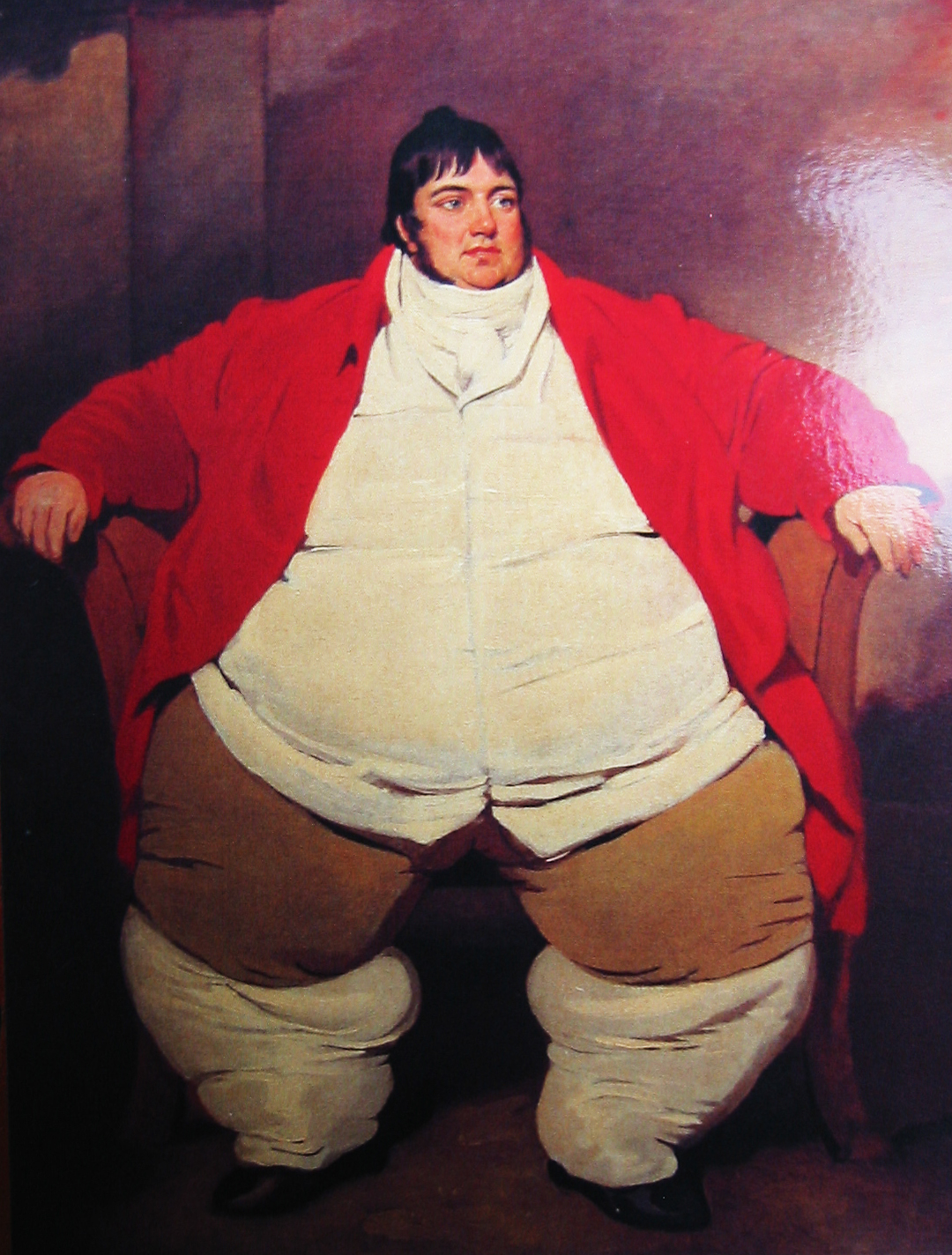
Daniel Lambert (1770–1809)

- Lambert, Dave (1917–1966), US-amerikanischer Jazz-Sänger und Arrangeur
- Lambert, Dave (* 1949), britischer Gitarrist und Singer-Songwriter
- Lambert, David (* 1992), US-amerikanischer Schauspieler
- Lambert, David L. (* 1939), britisch-amerikanischer Astronom
- Lambert, Denny (* 1970), kanadischer Eishockeyspieler und -trainer
- Lambert, Donald (1904–1962), US-amerikanischer Jazz-Pianist
- Lambert, Eduard († 1896), namibischer traditioneller Führer
- Lambert, Edward Howard (1915–2003), US-amerikanischer Arzt und Neurophysiologe
- Lambert, Eleanor (1903–2003), US-amerikanische Modejournalistin
- Lambert, Erwin (1909–1976), deutscher Maurermeister und NSDAP-Mitglied
- Lambert, Eugène (1825–1900), französischer Maler
- Lambert, Eve (* 1979), deutsche Schriftstellerin
- Lambert, Francis-Roland (1921–1997), US-amerikanischer römisch-katholischer Bischof von Port-Vila
- Lambert, François-Michel (* 1966), französischer Politiker, Mitglied der Nationalversammlung
- Lambert, Frank (1851–1937), französisch-US-amerikanischer Erfinder
- Lambert, Frank (* 1958), britischer Ornithologe und Ökologe
- Lambert, Franz (* 1948), deutscher Komponist und OrganistFranz Lambert (* 1948)

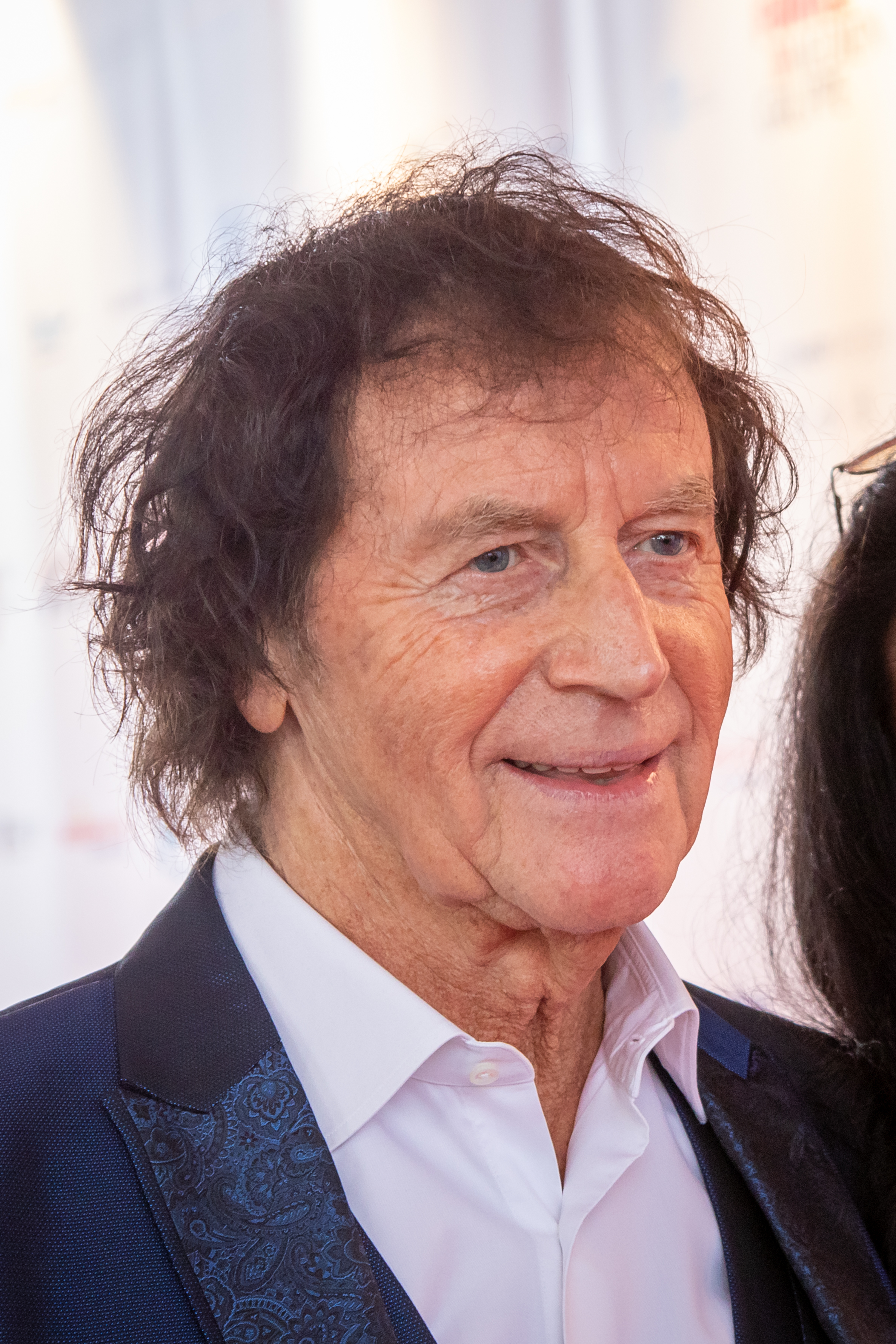
Franz Lambert (* 1948)

- Lambert, Fritz (1882–1952), Psychotherapeut der Autosuggestiven Krankheitsbekämpfung und Meisterschüler von Émile Coué
- Lambert, Gabrielle (* 1993), kanadische Fußballtorhüterin
- Lambert, Gavin (1924–2005), britisch-US-amerikanischer Schriftsteller, Drehbuchautor und Filmkritiker
- Lambert, Geoffrey C., US-amerikanischer Offizier, Generalmajor der US-Army
- Lambert, George (1900–1971), kanadischer Sänger und Musikpädagoge
- Lambert, George (1928–2012), US-amerikanischer Pentathlet und Fechter
- Lambert, George Washington (1873–1930), australischer Künstler
- Lambert, Gunther (1928–2015), deutscher Unternehmer, Designer und Einrichter
- Lambert, Gustav Richard (1846–1907), fernöstlicher und sächsischer Hoffotograf, Unternehmer
- Lambert, Hannes (* 1980), deutscher Sänger und Off-Sprecher
- Lambert, Hans-Georg (1939–2015), deutscher Fußballspieler
- Lambert, Helmut (1904–1944), deutscher SA-Brigadeführer und Regierungspräsident in Aurich
- Lambert, Jack (1902–1940), englischer Fußballspieler
- Lambert, Jack (1920–2002), US-amerikanischer Schauspieler
- Lambert, Jack (* 1952), US-amerikanischer Footballspieler
- Lambert, Jack (* 1999), englischer Fußballspieler
- Lambert, Jean (* 1950), britische Politikerin, MdEP
- Lambert, Jean-Nicolas (* 1708), französischer Lauten- und Geigenbauer
- Lambert, Jeannette (* 1965), kanadisch-niederländische Jazzsängerin
- Lambert, Jérôme (* 1957), französischer Politiker, Mitglied der Nationalversammlung
- Lambert, Johann Heinrich (1728–1777), deutscher Mathematiker und PhysikerJohann Heinrich Lambert (1728–1777)

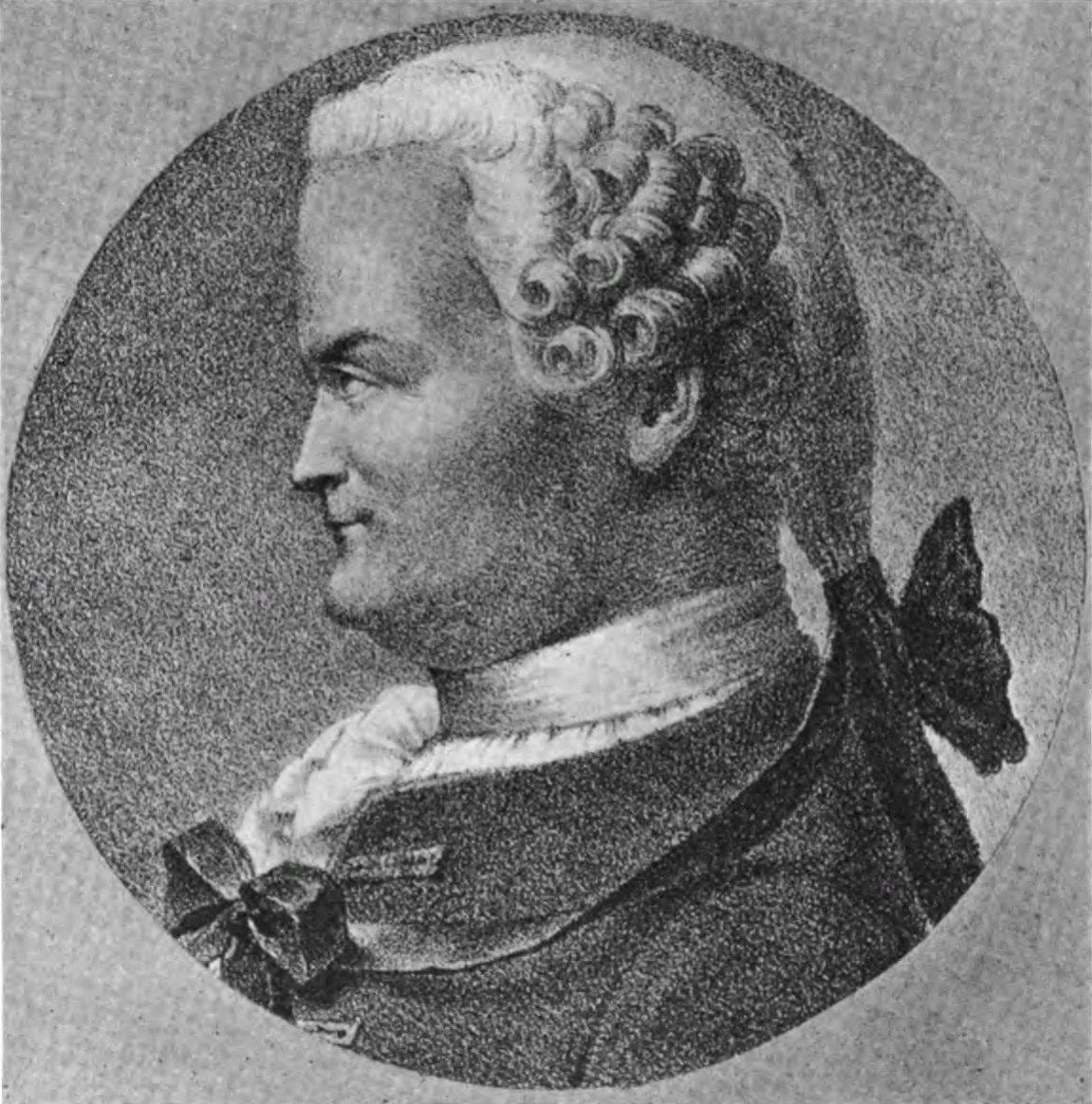
Johann Heinrich Lambert (1728–1777)

- Lambert, John (1619–1684), englischer Politiker und Soldat zu Zeiten des Englischen Bürgerkrieges und des Commonwealth
- Lambert, John (1746–1823), US-amerikanischer Politiker
- Lambert, John (1772–1847), britischer General in den Napoleonischen Kriegen und im Britisch-Amerikanischen Krieg (1812)
- Lambert, Jonathan (* 1973), französischer Filmschauspieler und Komiker
- Lambert, Joseph (* 1961), haitianischer Politiker und Staatspräsident
- Lambert, Jürgen (1936–2024), deutscher Politiker (CDU)
- Lambert, Keith (* 1947), britischer Radrennfahrer
- Lambert, Kevon (* 1997), jamaikanischer Fußballspieler
- Lambert, Kurt (1908–1967), deutscher Maler
- Lambert, Kylie (* 2004), belgische Leichtathletin
- Lambert, Lane (* 1964), kanadischer Eishockeyspieler und -trainer
- Lambert, Léopold (1854–1935), französischer Automatenbauer
- Lambert, Lloyd (1928–1995), amerikanischer Rhythm-and-Blues- und Jazz-Bassist
- Lambert, Lothar (* 1944), deutscher Filmregisseur
- Lambert, Lucien-Léon Guillaume (1858–1945), französischer Komponist und Pianist
- Lambert, Marcel (1876–1901), französischer Fußballspieler
- Lambert, Marcel (1919–2000), kanadischer Rechtsanwalt und Politiker
- Lambert, Margot (* 1999), französische Badmintonspielerin
- Lambert, Mark (* 1952), US-amerikanischer Schauspieler
- Lambert, Marthe (* 1936), französische Weitspringerin, Hürdenläuferin und Fünfkämpferin
- Lambert, Mary (* 1951), US-amerikanische Regisseurin
- Lambert, Maurice (1901–1964), britischer Bildhauer
- Lambert, Michael (* 1986), kanadischer Snowboarder
- Lambert, Michael J. (* 1944), US-amerikanischer Psychotherapieforscher
- Lambert, Michael R. K. (1941–2004), britischer Herpetologe und Ökologe
- Lambert, Michel (1610–1696), französischer Sänger und Komponist
- Lambert, Michel (* 1959), kanadischer Komponist und Schlagzeuger des Modern Creative
- Lambert, Mike (* 1974), US-amerikanischer Volleyball- und Beachvolleyballspieler
- Lambert, Miranda (* 1983), US-amerikanische Countrysängerin
- Lambert, Nathalie (* 1963), kanadische Shorttrackerin
- Lambert, Paul (* 1876), belgischer Reiter
- Lambert, Paul (* 1969), schottischer Fußballspieler und -trainerPaul Lambert (* 1969)

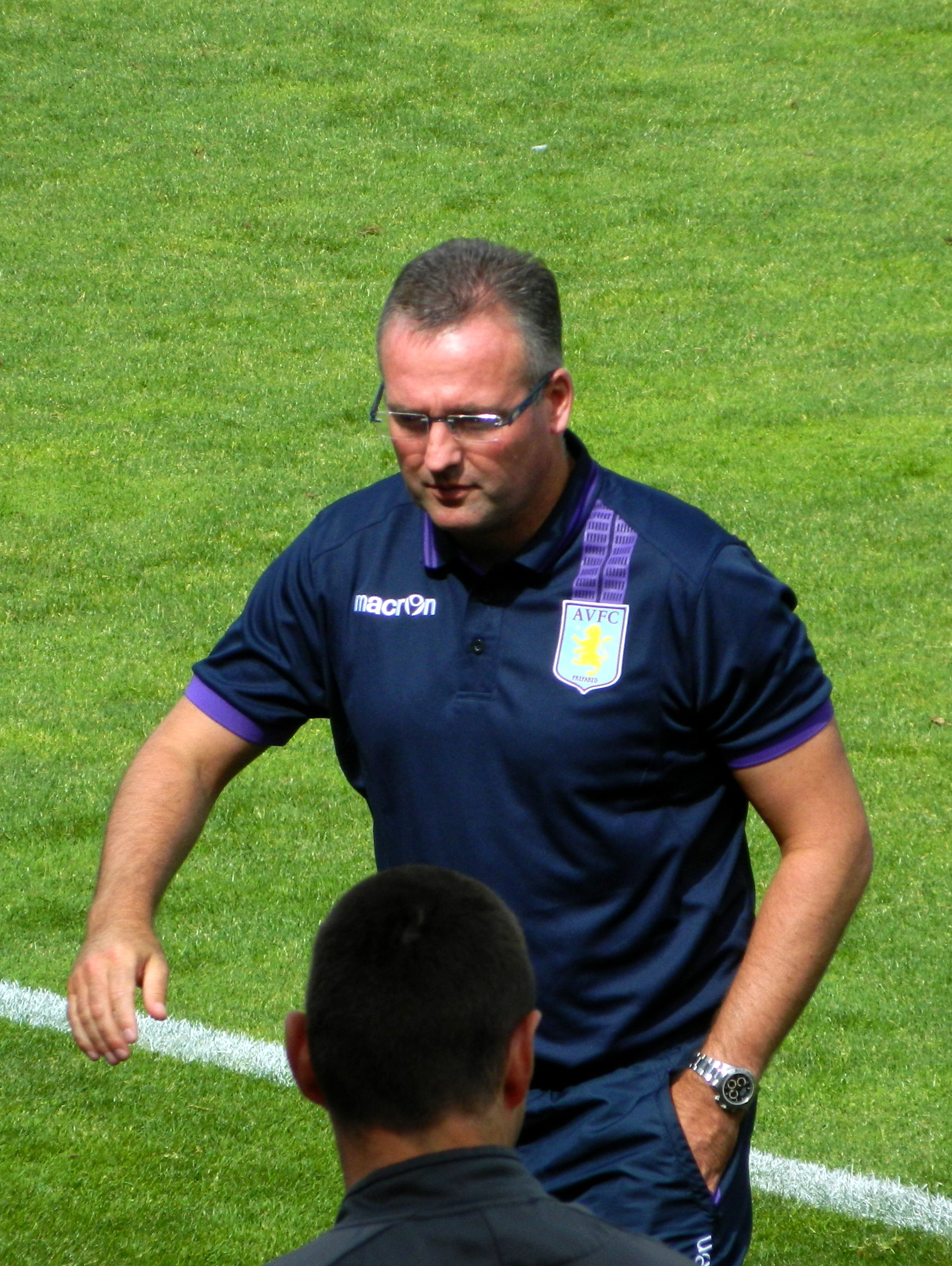
Paul Lambert (* 1969)

- Lambert, Paul, Spezialeffektkünstler
- Lambert, Paula (* 1974), deutsche Autorin und KolumnistinPaula Lambert (* 1974)

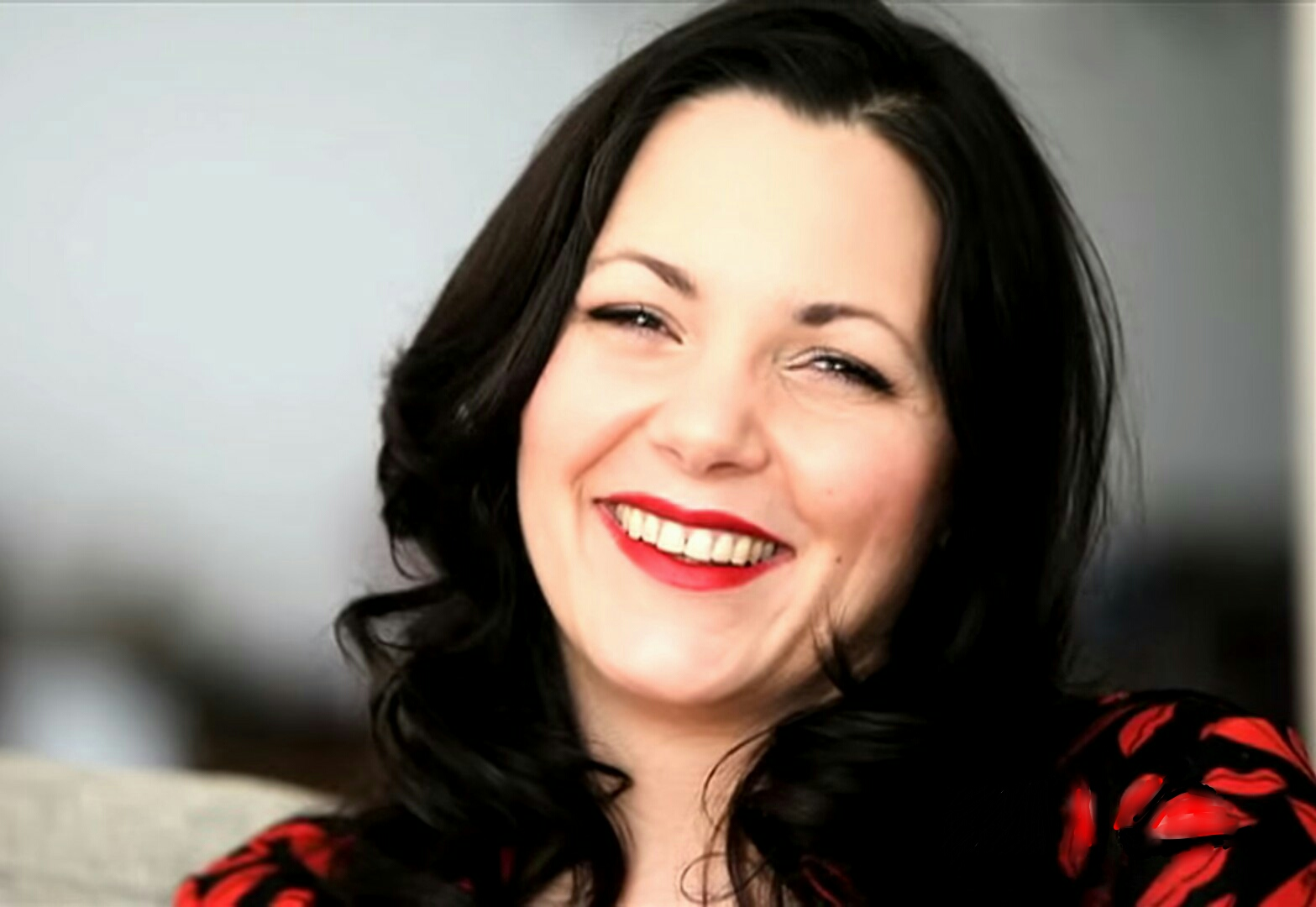
Paula Lambert (* 1974)

- Lambert, Pee Wee (1924–1965), US-amerikanischer Country-Musiker
- Lambert, Percy E. (1881–1913), englischer Automobilpionier und -rennfahrer
- Lambert, Peter (1859–1939), deutscher Rosenzüchter
- Lambert, Peter (* 1986), britischer Ruderer
- Lambert, Phyllis (* 1927), kanadische Architektin, Planerin und Philanthropin
- Lambert, Raoul (* 1944), belgischer Fußballspieler
- Lambert, Ray (1922–2009), walisischer Fußballspieler
- Lambert, Raymond (1914–1997), Schweizer Bergsteiger
- Lambert, Rickie (* 1982), englischer Fußballspieler
- Lambert, Scott (* 1970), US-amerikanischer Filmproduzent
- Lambert, Stefan (* 1981), österreichischer Fußballspieler
- Lambert, Stephen D. (* 1960), britischer Althistoriker und Epigraphiker
- Lambert, Thomas (* 1984), Schweizer Freestyle-Skisportler
- Lambert, Úrsula († 1860), kubanisch-haitianische Kaffeeplantagenmanagerin
- Lambert, Valérie (* 1988), kanadische Shorttrackerin
- Lambert, Walter Davis (1879–1968), US-amerikanischer Physiker, Mathematiker und Geodät
- Lambert, Walther (1908–1987), deutscher Verkehrswissenschaftler und Hochschullehrer
- Lambert, Wilfred George (1926–2011), britischer Altorientalist
- Lambert, Yumi (* 1995), belgisches Model
- Lambert, Yvon (* 1950), kanadischer Eishockeyspieler und -trainer
- Lambert-Butenschön, Karin (* 1957), deutsche Journalistin und Fernsehmoderatorin
- Lambert-Lang, Heidi (1937–2023), deutsche Juristin, Richterin am Bundesgerichtshof
- Lamberth, Emil (1896–1962), deutscher Offizier
- Lamberth, Royce C. (* 1943), US-amerikanischer Bundesrichter
- Lamberti, Edoardo (1895–1968), italienischer Kameramann beim heimischen, deutschen und portugiesischen Film
- Lamberti, Giorgio (* 1938), italienischer Opernsänger (Tenor)
- Lamberti, Giorgio (* 1969), italienischer Schwimmer
- Lamberti, Giulio (1895–1985), italienischer Ruderer
- Lamberti, Hermann-Josef (* 1956), deutscher Bankmanager
- Lamberti, Lara (* 1967), deutsch-italienische Schauspielerin, Schriftstellerin, Drehbuchautorin und Filmproduzentin
- Lamberti, Mariano (* 1967), italienischer Kurzfilm- und Spielfilmregisseur
- Lamberti, Medardo (1890–1986), italienischer Ruderer
- Lamberti, Paulus Friedrich (1815–1871), deutscher Verleger
- Lamberti, Stefano (1482–1538), italienischer Bildhauer und Notar
- Lamberti, Tony, US-amerikanischer Tontechniker
- Lambertin, Karl (* 1936), deutscher Fußballspieler
- Lambertini, Imelda (1322–1333), italienische Patronin der Ersten Heiligen Kommunion
- Lambertini, Lamberto (* 1946), italienischer Theaterschaffender und Filmregisseur
- Lambertini, Marco (* 1958), italienischer Chemiker und Umweltschützer
- Lambertini, Marta (1937–2019), argentinische Komponistin
- Lamberton, Benjamin P. (1844–1912), US-amerikanischer Konteradmiral
- Lamberton, Robert D. (* 1943), US-amerikanischer klassischer Philologe
- Lamberton, William († 1328), schottischer Geistlicher, Politiker und Diplomat
- Lamberts zu Cortenbach, Leonhard Joseph von († 1764), Bürgermeister der Reichsstadt Aachen
- Lamberts, Kurt (1911–1988), deutscher Elektroingenieur
- Lamberts, Philippe (* 1963), belgischer Politiker (Ecolo), MdEP und Co-Vorsitzender der Europäischen Grünpartei (seit 2006)
- Lamberts-Paulsen, Harry (1895–1928), deutscher Schauspieler
- Lambertson, Glen (1926–2020), US-amerikanischer Physiker
- Lambertson, William P. (1880–1957), US-amerikanischer Politiker
- Lambertus Sula († 1071), Bischof von Krakau
- Lambertus, Hendrik (* 1979), deutscher Schriftsteller
- Lambertus, Patricia (* 1970), deutsche Künstlerin
- Lamberty, Brunhilde, Sängerin
- Lamberty, Eberhard, deutscher Architekt und preußischer Baubeamter
- Lamberty, Horst (1931–2020), deutscher Offizier, zuletzt Brigadegeneral der Bundeswehr
- Lamberty, Mathieu (1911–1993), belgisch-luxemburgischer Komponist, Dirigent und Organist
- Lamberty, Pia (* 1984), deutsche SozialpsychologinPia Lamberty (* 1984)

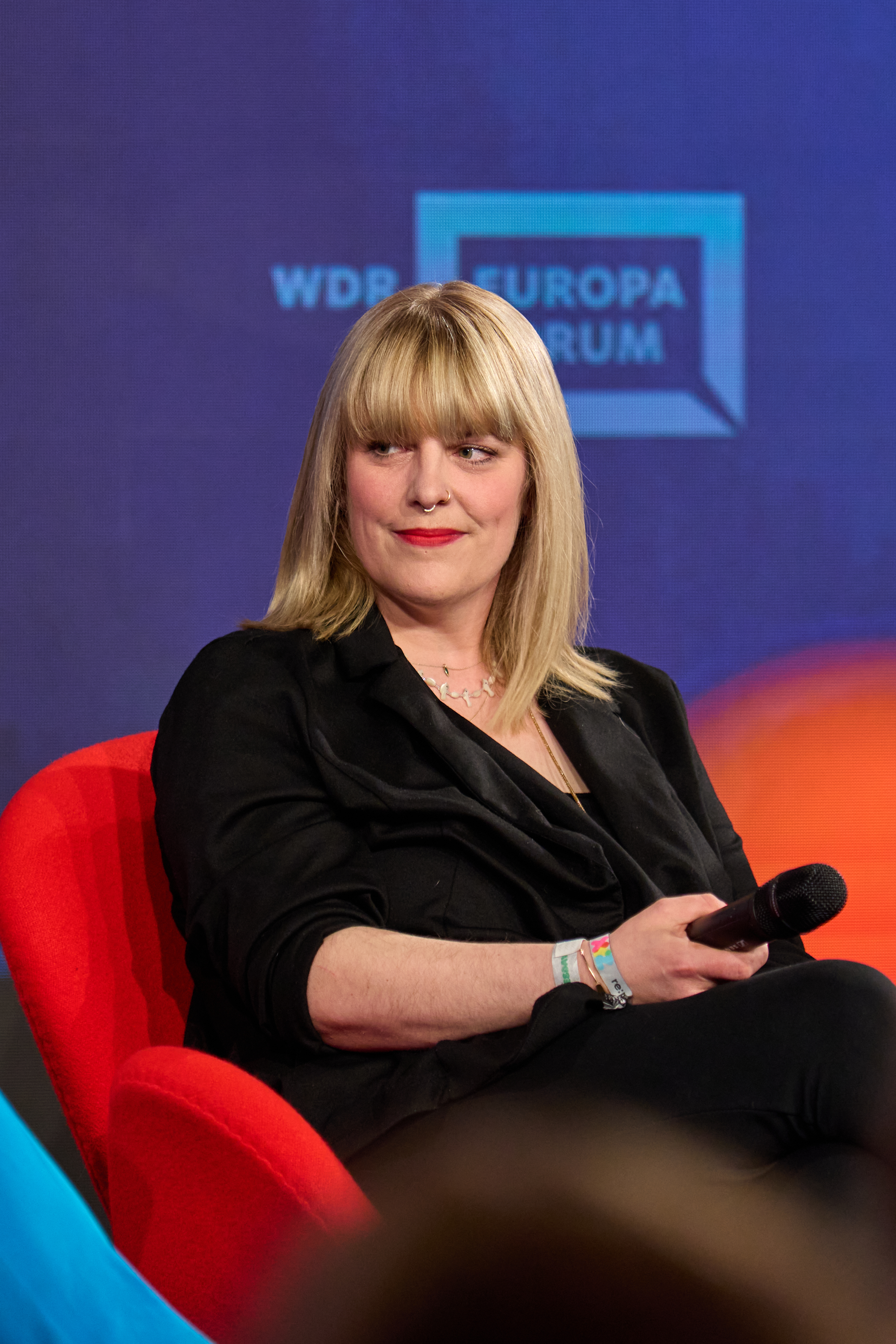
Pia Lamberty (* 1984)

- Lamberty, Tom (* 1961), deutscher Verleger
- Lambertz, Andreas (* 1984), deutscher Fußballspieler
- Lambertz, Carl (1910–1996), deutscher Maler und Grafiker
- Lambertz, Henning (* 1970), deutscher Schwimmer und Schwimmtrainer
- Lambertz, Henry (1834–1898), deutscher Printenfabrikant und Pâtissier
- Lambertz, Julia (* 1994), deutsche Volleyballspielerin
- Lambertz, Karl-Heinz (* 1952), belgischer Politiker, Ministerpräsident der Deutschsprachigen Gemeinschaft Belgiens (DG), Parlamentspräsident der Deutschsprachigen Gemeinschaft Belgiens
- Lambertz, Klaus (1940–2025), deutscher Fußballtorwart
- Lambertz, Maximilian (1882–1963), österreichischer Albanologe
- Lambertz, Patrick (* 1972), deutscher Fotograf
- Lamberz, Erich (* 1943), deutscher Altphilologe
- Lamberz, Werner (1929–1978), deutscher SED-Funktionär, MdV, Mitglied des Politbüros des ZK der SED

##### Lambes
- Lambèse, Stéphane (* 1995), französisch-haitianischer Fußballspieler
- Lambesis, Tim (* 1980), US-amerikanischer RockmusikerTim Lambesis (* 1980)

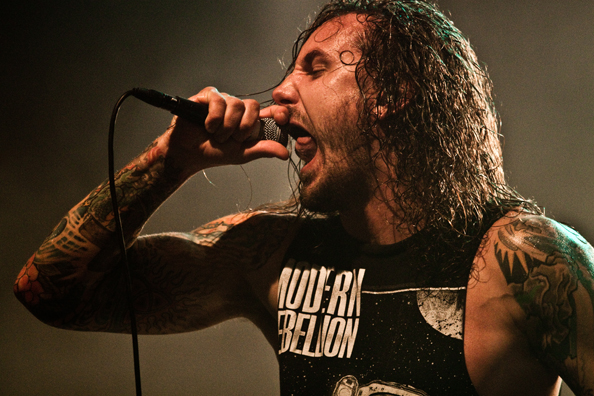
Tim Lambesis (* 1980)

##### Lambet
- Lambeth, Walter (1896–1961), US-amerikanischer Politiker
- Lambeti, Ellie (1926–1983), griechische Schauspielerin

#### Lambi
- Lambiasi, Francesco (* 1947), italienischer Geistlicher, emeritierter römisch-katholischer Bischof von Rimini
- Lambie, Ashton (* 1990), US-amerikanischer Radsportler
- Lambie, David (1925–2019), schottischer Politiker (Labour Party), Mitglied des House of Commons
- Lambie, Jim (* 1964), schottischer Künstler, DJ und Musiker
- Lambiel, Stéphane (* 1985), Schweizer EiskunstläuferStéphane Lambiel (* 1985)

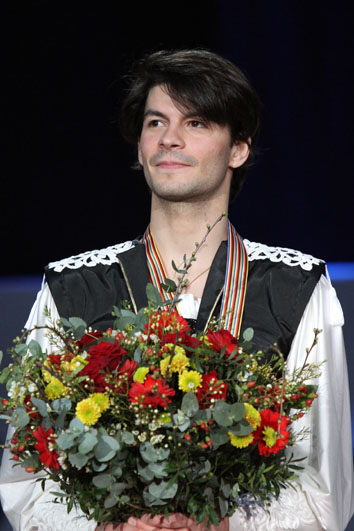
Stéphane Lambiel (* 1985)

- Lambiet, Florent (* 1995), belgischer Tischtennisspieler
- Lambil, Willy (* 1936), belgischer Comiczeichner
- Lambillion, Martinus (1912–1994), niederländischer Boxer
- Lambin, Daniela Mona (* 1991), estnische Fußballspielerin
- Lambin, Denis (1520–1572), französischer Humanist und Gelehrter
- Lambinet, Émile (1815–1877), französischer Landschaftsmaler
- Lambing, Norbert (* 1976), österreichischer Ruderer
- Lambinus, Uwe (1941–2019), deutscher Politiker (SPD), MdB
- Lambion, Heinrich (1855–1936), deutscher Erfinder und Unternehmer
- Lambiotte, France (1939–2023), französische Schauspielerin
- Lambiri, Eleni († 1960), griechische Komponistin und Dirigentin
- Lambiris, Angelo (* 1947), südafrikanischer Herpetologe

#### Lambl
- Lambl, Vilém Dušan (1824–1895), böhmischer Arzt
- Lamble, Martin (1949–1969), britischer Folkrockschlagzeuger
- Lamblin, Jacques (* 1952), französischer Veterinär und Politiker, Mitglied der Nationalversammlung

#### Lambo
- Lambo, Josh (* 1990), US-amerikanischer Fußballspieler und American-Football-Spieler
- Lambo, Nicola, jamaikanische Schauspielerin
- Lamboglia, María Florencia (* 1992), argentinische Sprinterin
- Lamboglia, Nino (1912–1977), italienischer Archäologe
- Lamboj, Anton (* 1956), österreichischer Biologe und Ichthyologe
- Lamboley, Jean-Jacques (1920–1999), französischer Radrennfahrer
- Lamboley, Paul H. (* 1940), amerikanischer Jurist und Mitglied der Regulierungsbehörde Interstate Commerce Commission (1984–1989)
- Lambor, Siegfried (* 1951), deutscher Fußballspieler
- Lamboray, Jean-Pierre (1882–1962), luxemburgischer Zeichner und Grafiker
- Lamborelle, Nathalie (* 1988), luxemburgische Radrennfahrerin
- Lamborghini, Elettra (* 1994), italienische TV-Persönlichkeit und Sängerin
- Lamborghini, Ferruccio (1916–1993), italienischer Autobauer und Vater der Automarke LamborghiniFerruccio Lamborghini (1916–1993)

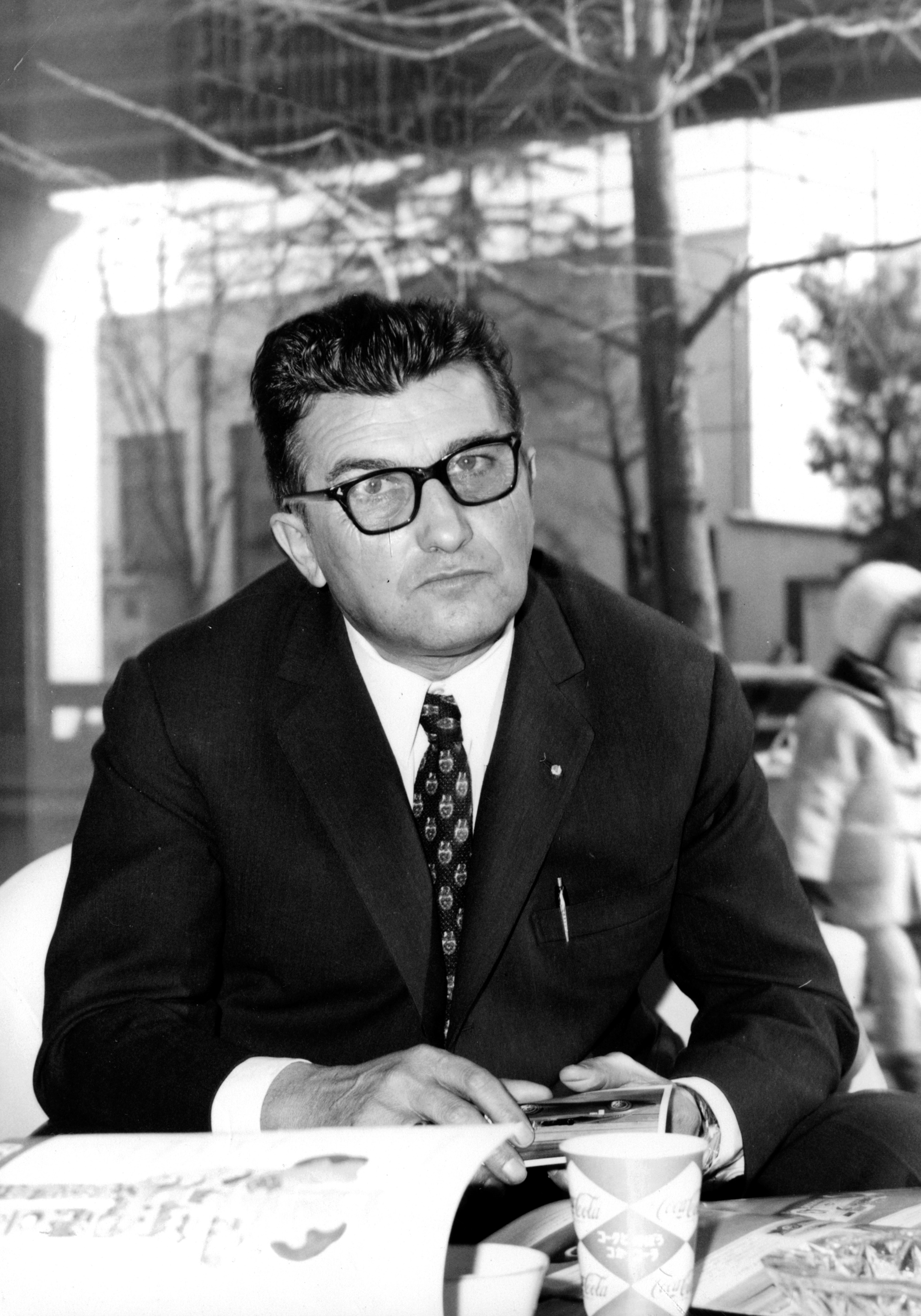
Ferruccio Lamborghini (1916–1993)

- Lamborghini, Leónidas (1927–2009), argentinischer Schriftsteller
- Lamborghini, Osvaldo (1940–1985), argentinischer Schriftsteller und Dichter
- Lamborn, Doug (* 1954), US-amerikanischer Politiker der Republikanischen Partei
- Lambot, Firmin (1886–1964), belgischer Radrennfahrer
- Lambot, Joseph-Louis (1814–1887), französischer Erfinder
- Lambotte, Albin (1866–1955), belgischer Chirurg
- Lambotte, Emma (1876–1963), belgische Autorin, Kunstsammlerin und -kritikerin
- Lambourne, Richard (* 1975), US-amerikanischer Volleyballspieler
- Lambourne, Robyn (* 1964), australische Squashspielerin
- Lambourne, Tessie (* 1971), kiribatische Politikerin und Diplomatin
- Lamboy, Guillaume de († 1659), Heerführer und GeneralGuillaume de Lamboy († 1659)

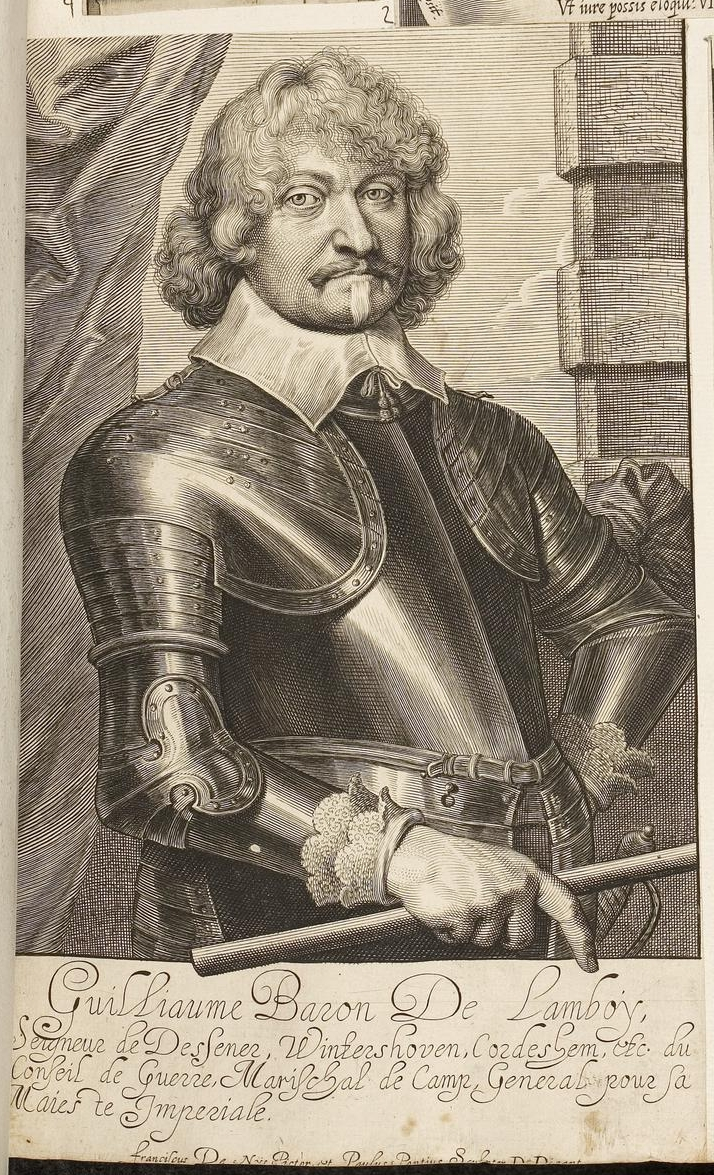
Guillaume de Lamboy († 1659)

- Lamboy, Paul (1927–2000), deutscher Unternehmer und Politiker (CDU), MdL Rheinland-Pfalz

#### Lambr
- Lambraki-Plaka, Marina (1939–2022), griechische Kunsthistorikerin, Archäologin und Leiterin der Nationalgalerie
- Lambrakis, Grigoris (1912–1963), griechischer Arzt und Politiker
- Lambrakis, Harris (* 1976), griechischer Nayspieler
- Lambranzi, Gregorio, italienischer Tanzmeister
- Lambre, Mercedes (* 1992), argentinische Schauspielerin, Sängerin und Tänzerin
- Lambre, Santiago (* 1975), mexikanischer Springreiter
- Lambrecht, Arnold (* 1903), deutscher Arzt und SS-Hauptsturmführer
- Lambrecht, Astrid (* 1967), deutsche Quantenphysikerin
- Lambrecht, Bernd (* 1964), deutscher Schauspieler, Musicaldarsteller, Hörspielsprecher und Synchronsprecher
- Lambrecht, Bernhard (1897–1971), deutscher Konditor, Schulgründer und Autor. Verfasser mehrerer Lehr- und Fachbücher über das Konditorenhandwerk
- Lambrecht, Bjorg (1997–2019), belgischer Radrennfahrer
- Lambrecht, Carl (1878–1941), deutscher Maler
- Lambrecht, Carl Friedrich Ferdinand (1758–1828), Mitglied der Reichsstände im Königreich Westphalen
- Lambrecht, Christine (* 1949), deutsche Autorin und Liedtexterin
- Lambrecht, Christine (* 1965), deutsche Politikerin (SPD), MdBChristine Lambrecht (* 1965)

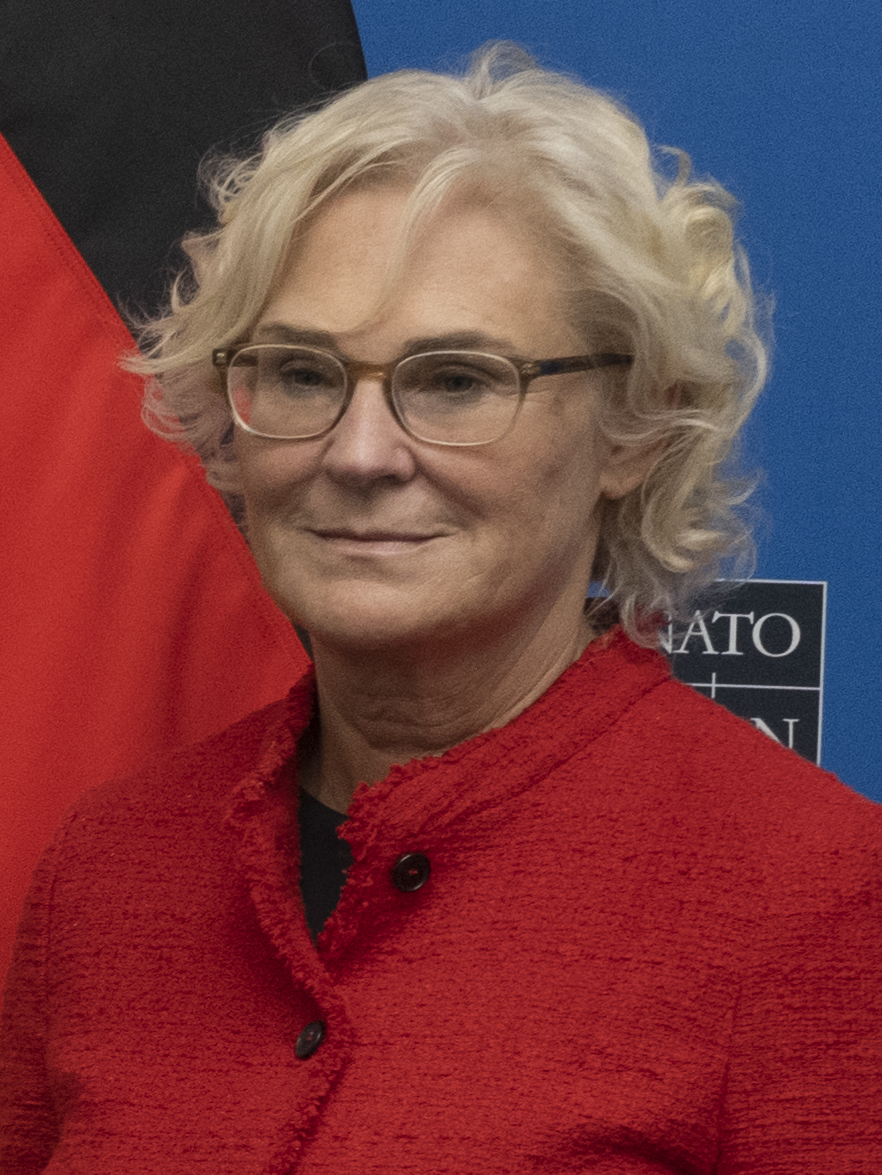
Christine Lambrecht (* 1965)

- Lambrecht, Claus (* 1951), deutscher Steuerrechtler und Richter
- Lambrecht, Félix (1819–1871), französischer Politiker
- Lambrecht, Guido (* 1968), deutscher Theater- und Filmschauspieler
- Lambrecht, Heinrich Gerhard (1812–1898), deutscher Schriftsteller
- Lambrecht, Joachim (1958–2023), deutscher freischaffender Künstler (Bildhauer und Keramiker) und Musiker (Schlagzeug)
- Lambrecht, Jörg Thomas (1950–2022), deutsch-schweizerischer Facharzt für Mund-, Kiefer- und Gesichtschirurgie
- Lambrecht, Jutta (* 1958), deutsche Musikwissenschaftlerin, Bibliothekarin und Archivleiterin
- Lambrecht, Kálmán (1889–1936), ungarischer Paläontologe
- Lambrecht, Karl (1813–1874), Mitglied der kurhessischen Ständeversammlung
- Lambrecht, Klaus (1912–1974), deutscher Journalist und Übersetzer
- Lambrecht, Lars (* 1944), deutscher Soziologe und Hochschullehrer
- Lambrecht, Moritz (* 1993), deutscher Handballspieler
- Lambrecht, Nanny (1868–1942), deutsche Schriftstellerin
- Lambrecht, Patricia Jean (1946–2016), US-amerikanische Kriminalautorin, Teil des Autorenduos P. J. Tracy
- Lambrecht, Roger (1916–1979), belgischer Radrennfahrer
- Lambrecht, Thomas (* 1966), deutscher Basketballspieler
- Lambrecht, Traci TeAmo (* 1967), US-amerikanische Kriminalautorin, Teil des Autorenduos P. J. Tracy
- Lambrecht, Wilhelm (1833–1904), deutscher Mechaniker und Unternehmer für meteorologische Messtechnik
- Lambrecht, Wolfgang (1944–2022), deutscher Chirurg, Kinderchirurg und Hochschullehrer
- Lambrechts, Burger (* 1973), südafrikanischer Kugelstoßer
- Lambrechts, Burger (* 1998), südafrikanischer Kugelstoßer
- Lambrechts, Erik (* 1984), belgischer Fußballschiedsrichter
- Lambrechts, Finn (1900–1956), norwegischer Generalleutnant
- Lambrechts, Jan (* 1938), belgischer Radrennfahrer
- Lambregt, Willy (1959–2019), belgischer Gitarrist
- Lambremont, Paul M. (1864–1930), US-amerikanischer Politiker
- Lambrichs, Jan (1915–1990), niederländischer Radrennfahrer
- Lambrichts, Paul (* 1954), belgischer Fußballspieler und -trainer
- Lambridis, Themistoklis (* 1984), US-amerikanisch-griechischer Eishockeyspieler
- Lambrigger, Thierry (* 1985), Schweizer Wasserskisportler
- Lambrinidis, Stavros (* 1962), griechischer Politiker (PASOK), MdEP
- Lambrino, Carol Mircea (1920–2006), erstgeborener Sohn des rumänischen Königs Carol II.
- Lambrino, Ioana (1898–1953), erste, morganatische Ehefrau des rumänischen Thronfolgers und späteren Königs Karl II.
- Lambrino, Télémaque (1878–1930), Pianist und Klavierpädagoge
- Lambrinoudakis, Vassilis (* 1939), griechischer Klassischer Archäologe
- Lambrior, Alexandru (1846–1883), rumänischer Ethnologe, Romanist, Rumänist und Grammatiker
- Lambriquet, Ernestine (1778–1813), französische Adlige
- Lambron, Marc (* 1957), französischer Schriftsteller, Journalist und Regierungsbeamter
- Lambros, Spyridon (1851–1919), griechischer Politiker und Ministerpräsident
- Lambrou, Andrew (* 1998), australischer Sänger
- Lambrou, Lambros (* 1977), zyprischer Fußballspieler
- Lambrou, Robert (* 1967), deutscher Politiker (AfD)Robert Lambrou (* 1967)

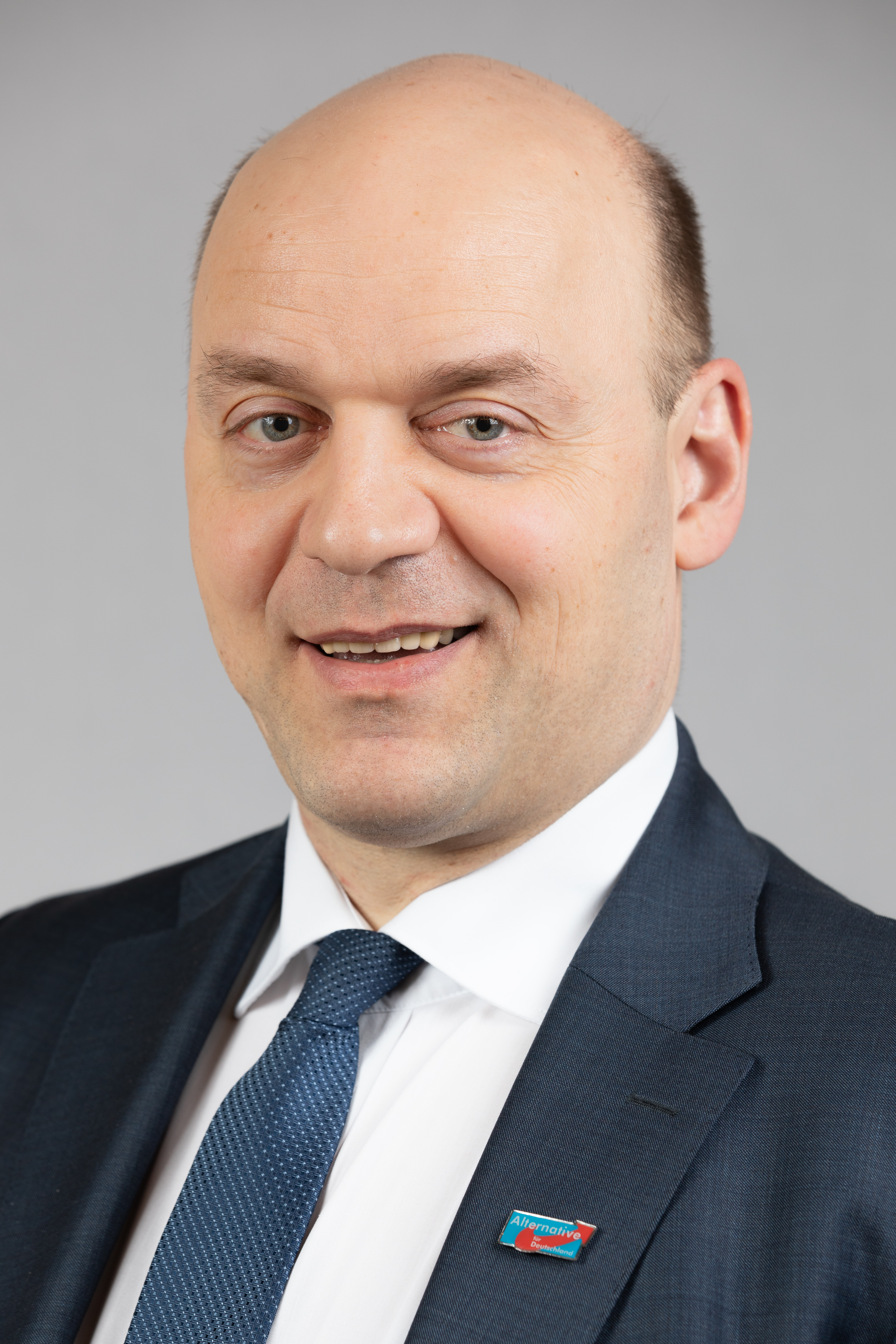
Robert Lambrou (* 1967)

- Lambrou, Thanassis (* 1962), griechischer Lyriker und Übersetzer
- Lambrou, Vasilis, Oberinspektor der griechischen Sicherheitspolizei
- Lambru, Fărâmiță (1927–1974), rumänischer Roma-Sänger und Akkordeonspieler
- Lambrughi, Mario (* 1992), italienischer Hürdenläufer
- Lambruschini, Alessandro (* 1965), italienischer Hindernisläufer
- Lambruschini, Armando (1924–2004), argentinischer Admiral und Mitglied der Militärdiktatur
- Lambruschini, Luigi (1776–1854), italienischer Kardinal und Staatssekretär Papst Gregor XVI.
- Lambruschini, Raffaello (1788–1873), italienischer Politiker und Pädagoge

#### Lambs
- Lambsdorff, Alexander Graf (* 1966), deutscher Politiker (FDP) und DiplomatAlexander Graf Lambsdorff (* 1966)

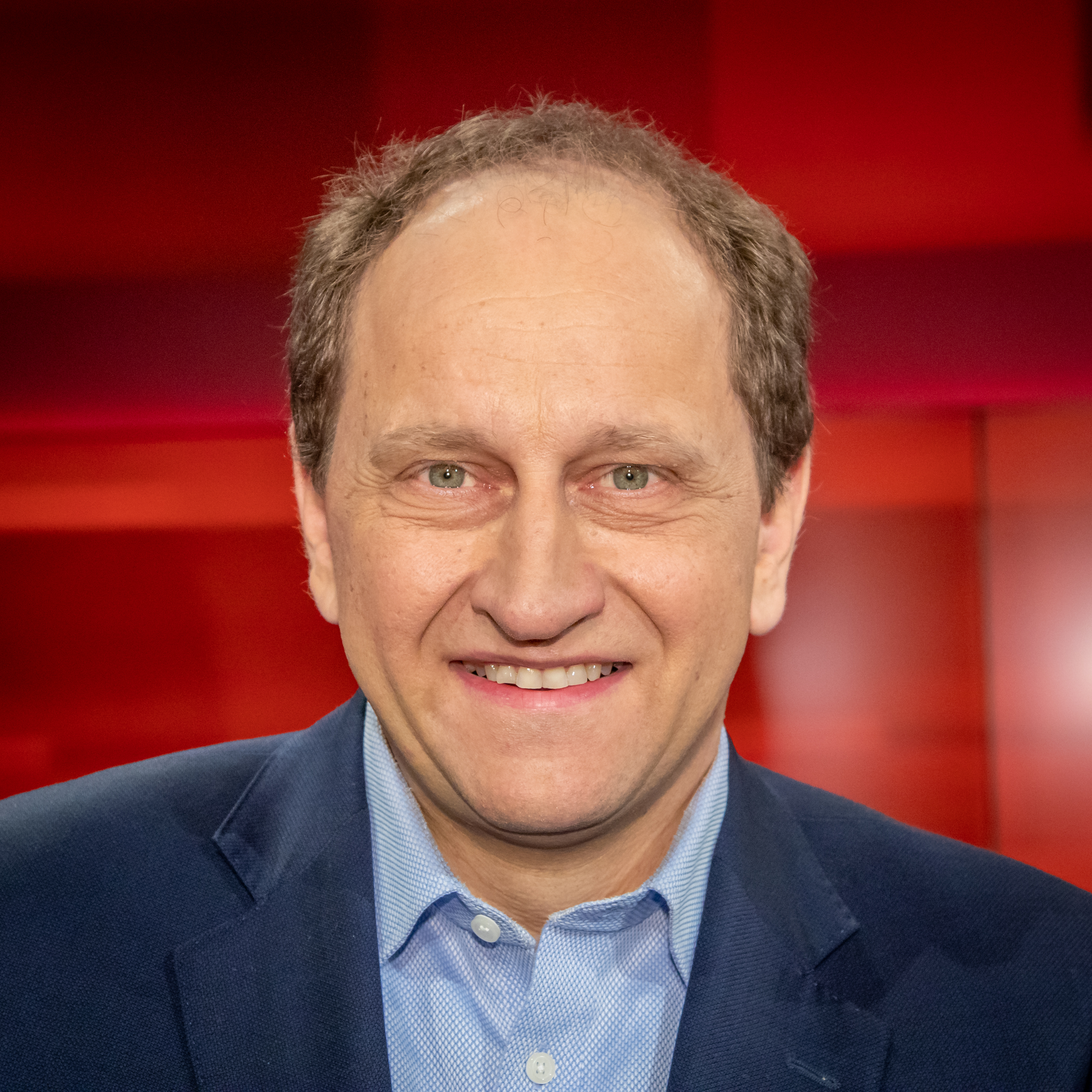
Alexander Graf Lambsdorff (* 1966)

- Lambsdorff, Alexandra Gräfin (* 1945), deutsche Volkswirtin
- Lambsdorff, Georg von (1863–1935), preußischer Verwaltungsjurist, Landrat und Regierungspräsident von Gumbinnen
- Lambsdorff, Gustav von (1867–1937), preußischer Generalleutnant
- Lambsdorff, Hagen Graf (* 1935), deutscher Diplomat, deutscher Journalist
- Lambsdorff, Johann Graf (* 1965), deutscher Volkswirt und Begründer des Korruptionswahrnehmungsindex
- Lambsdorff, Nikolaus Graf (* 1954), deutscher Diplomat
- Lambsdorff, Otto Graf (1926–2009), deutscher Politiker (FDP), MdB
- Lambsdorff, Udo Graf (1939–2011), deutscher Filmproduzent
- Lambsheim, Johannes von, Augustiner-Chorherr und geistlicher Schriftsteller
- Lambspring, Alchemist

#### Lambt
- Lambton, Anne (* 1954), englische Filmschauspielerin
- Lambton, Antony (1922–2006), britischer Politiker, Mitglied des House of Commons
- Lambton, John, 1. Earl of Durham (1792–1840), britischer Staatsmann der Whig-Partei
- Lambton, William (1756–1823), britischer Geodät

#### Lamby
- Lamby, Iwan (1885–1970), schwedischer Segler
- Lamby, Max (* 2003), deutscher Fußballspieler
- Lamby, Stephan (* 1959), deutscher TV-Autor und Produzent
- Lamby, Werner (1924–2015), deutscher Spitzenbeamte und Manager
- Lamby-Schmitt, Eva (* 1992), deutsche Hörfunkjournalistin

### Lamc
- Lamçe, Ervin (* 1972), albanischer Fußballspieler und -trainer
- Lamché, Wolfgang (* 1947), deutscher Bildhauer und Objektkünstler

### Lamd
- Lamdan, Hannah (1905–1995), israelische Politikerin
- Lamdassem, Ayad (* 1981), spanischer Langstreckenläufer marokkanischer Herkunft

### Lame
- Lamé, Gabriel (1795–1870), französischer Mathematiker und Physiker
- Lame, Jennifer, US-amerikanische Filmeditorin
- Lame, Khaby (* 2000), italienischer TikTokerKhaby Lame (* 2000)

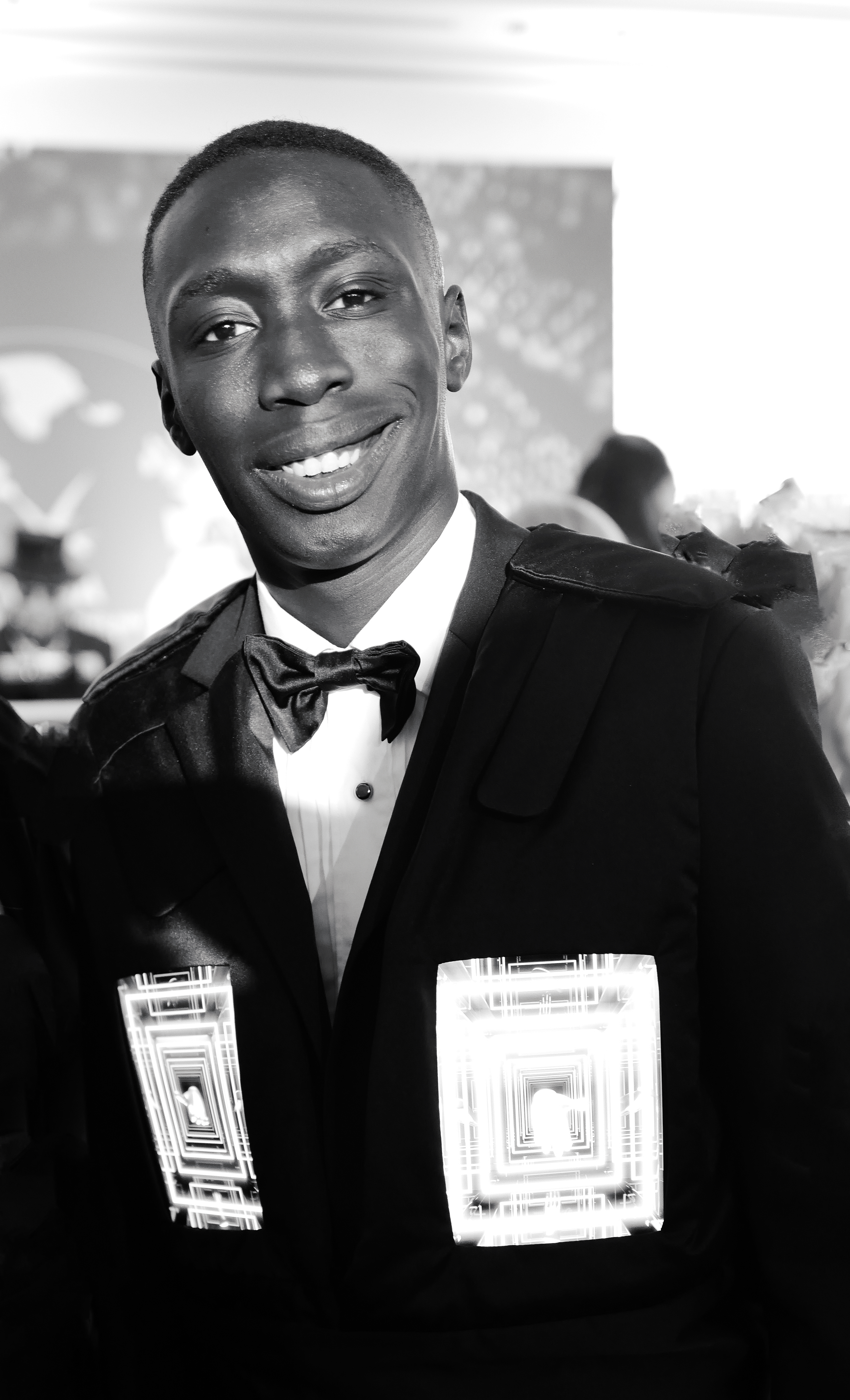
Khaby Lame (* 2000)

- Lamèch, Félix Chemla (1894–1962), französischer Meteorologe und Selenograph
- Lameck, Lucy (1934–1993), tansanische Politikerin
- Lameck, Michael (* 1949), deutscher Fußballspieler
- Lamein, Diane (* 1979), niederländische Handballspielerin
- Lameire, Marnix (* 1955), belgischer Radrennfahrer
- Lameko, Tuiloma Pule (1934–2018), samoanischer Politiker
- Lamel, Bernhard (* 1971), österreichischer Mathematiker
- Lämel, Leopold von (1790–1867), böhmischer Großhändler und Bankier in Prag und Wien
- Lämel, Simon von (1766–1845), österreichischer Großhändler und Bankier
- Lamela, Antonio (1926–2017), spanischer Architekt
- Lamela, Carmen (* 1961), spanische Richterin und Beamtin
- Lamela, Erik (* 1992), argentinischer FußballspielerErik Lamela (* 1992)

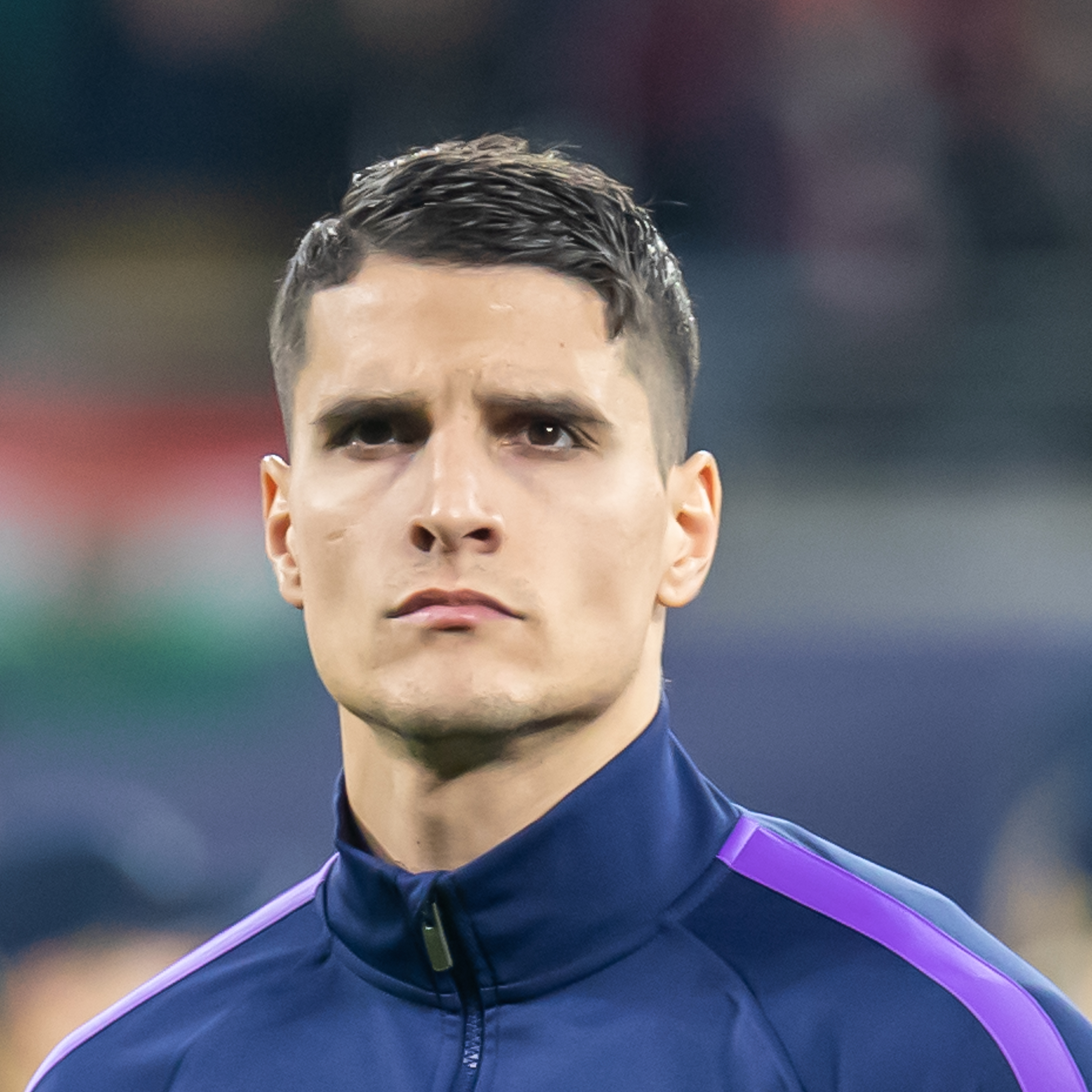
Erik Lamela (* 1992)

- Lamela, Joel (* 1971), kubanischer Leichtathlet
- Lamela, Yago (* 1977), spanischer Weitspringer
- Lamelas, David (* 1946), argentinischer Bildhauer und Filmkünstler
- Lamelas, Jordi (* 1970), andorranischer Fußballspieler
- Lameli, Alfred (* 1971), deutscher Germanist
- Lamell, Eve, deutsche Singer-Songwriterin, Schauspielerin und Autorin
- Lamely, Pierre (* 1981), deutscher Politiker (AfD)
- Lamennais, Félicité de (1782–1854), französischer katholischer Priester, Philosoph und Verfasser von politischen Schriften
- Lamens, Suzan (* 1999), niederländische Tennisspielerin
- Lamensdorf, Leonard (1930–2024), US-amerikanischer Schriftsteller
- Lament, Bolesława Maria (1862–1946), polnische Ordensschwester, Selige
- Lamer, Antonio (1933–2007), kanadischer Richter, Vorsitzender des Obersten Gerichtshofes
- Lamer, Hans (1873–1939), deutscher Klassischer Philologe und Gymnasiallehrer
- LaMer, Victor (1895–1966), US-amerikanischer Chemiker
- Lameraner, Michael (* 1977), österreichischer Verleger, Magazinherausgeber und UnternehmerMichael Lameraner (* 1977)

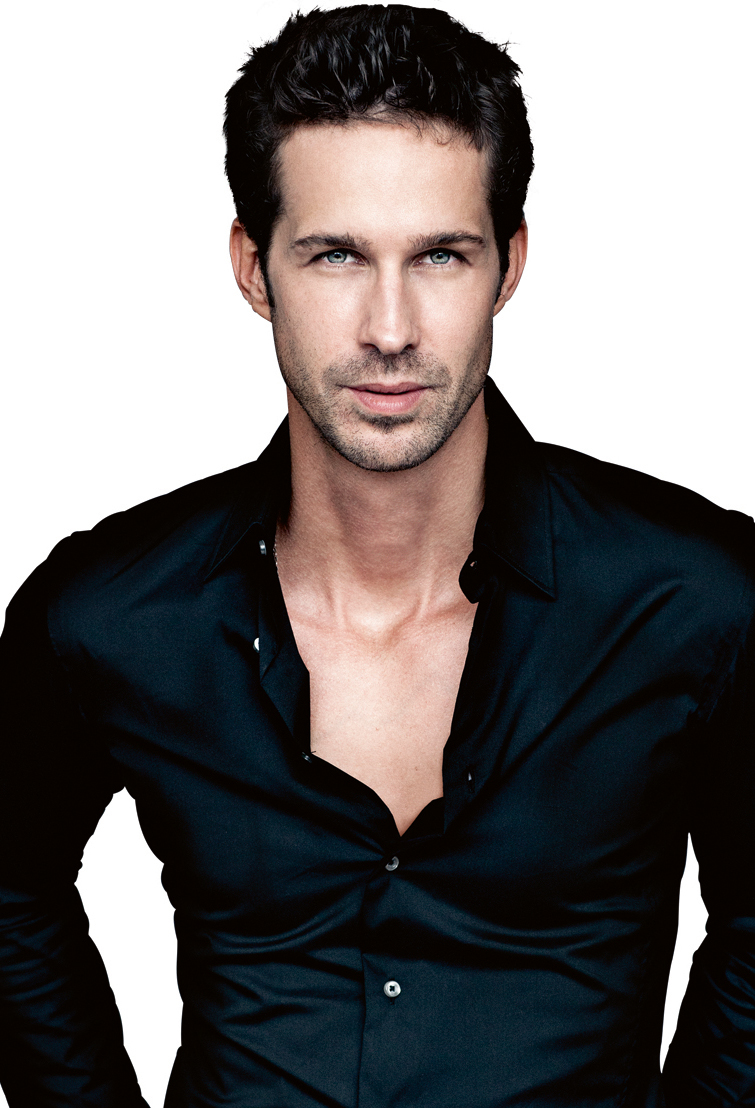
Michael Lameraner (* 1977)

- Lamerdin, Fritz (1911–1993), deutscher Forstbeamter
- Lameri, Angelo (* 1961), italienischer Theologe
- Lamerie, Paul de (1688–1751), englischer Goldschmied
- Lamers, Gerhard (1871–1964), deutscher Kirchenmaler
- Lamers, Gijsbert Hendrik (1834–1903), niederländischer reformierter Theologe
- Lamers, Han (* 1984), niederländischer Altphilologe
- Lamers, Hanns (1897–1966), deutscher Maler der klassischen Moderne
- Lamers, Hans (1926–2014), deutscher Jurist und Kommunalpolitiker
- Lamers, Heinrich (1864–1933), deutscher Kirchenmaler
- Lamers, Karl (1935–2022), deutscher Politiker (CDU), MdB
- Lamers, Karl A. (* 1951), deutscher Politiker (CDU), MdBKarl A. Lamers (* 1951)

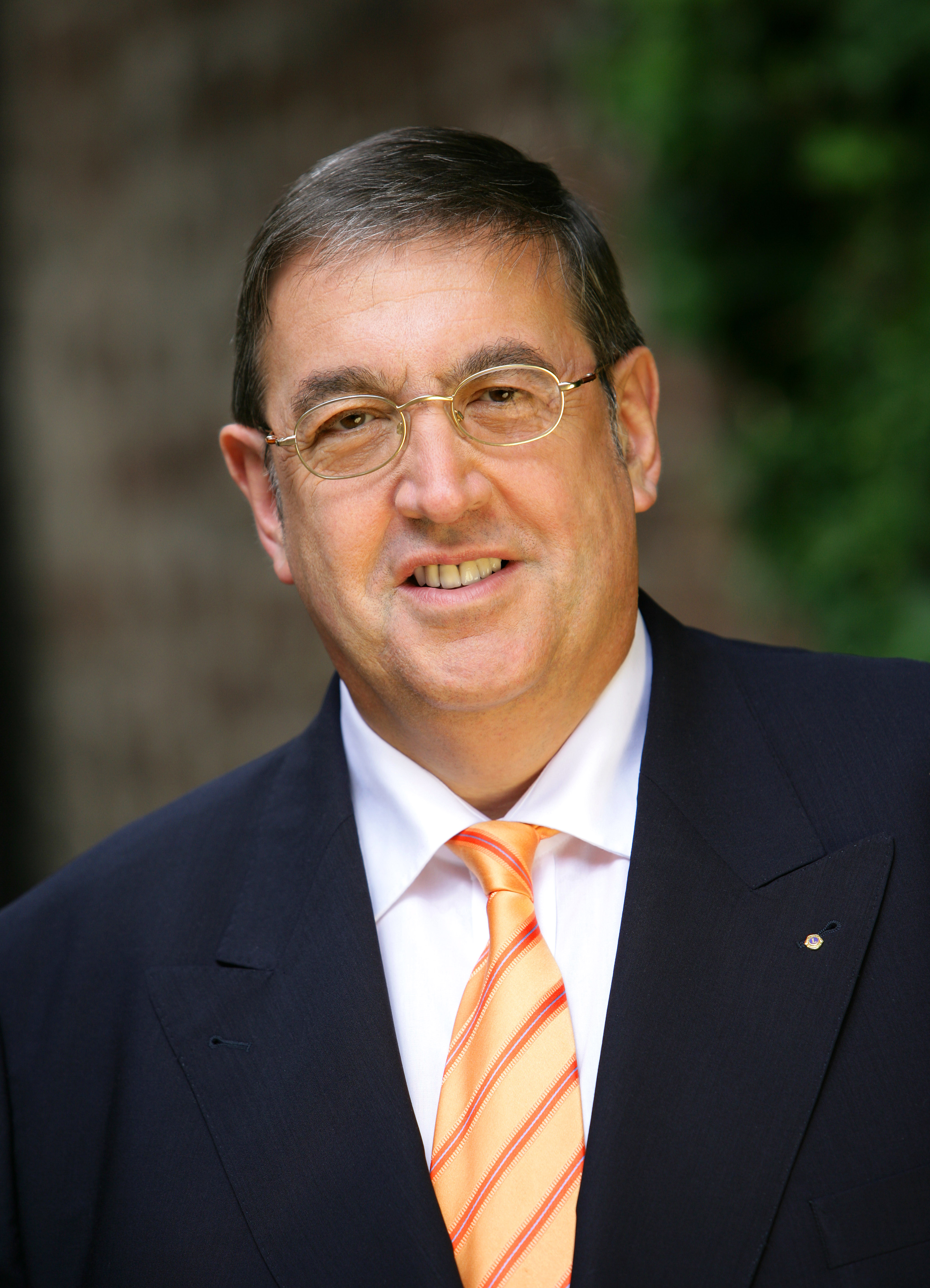
Karl A. Lamers (* 1951)

- Lamers, Loiza (* 1995), niederländisches Model
- Lamers, Monika (* 1941), deutsche Schriftstellerin
- Lamers, Rolf (1927–2016), deutscher Leichtathlet (Spezialist über 1500 Meter)
- Lames, Martin (* 1959), deutscher Sportwissenschaftler und Hochschullehrer
- Lamesic, Davor (* 1983), österreichischer Basketballspieler
- Lameth, Alexandre de (1760–1829), französischer Soldat und Politiker
- Lameth, Charles de (1757–1832), französischer General
- Lameth, Louis Charles de (1723–1761), französischer Adeliger und Feldmarschall
- Lametti, David (* 1962), kanadischer Rechtswissenschaftler und Politiker (Liberale Partei), Justizminister von Kanada
- Lametz, Maria Caroline Gibert de (1793–1879), Fürstin von Monaco
- Lamey, Andreas (1726–1802), Historiker und Bibliothekar
- Lamey, August (1772–1861), deutscher Lyriker, Dramatiker und Jurist
- Lamey, August (1816–1896), deutscher Politiker (NLP), MdR
- Lamey, Ferdinand (1852–1925), deutscher Bibliothekar, Lehrer und Schriftsteller
- Lamey, Hubert (1896–1981), deutscher Offizier, zuletzt Generalmajor im Zweiten Weltkrieg
- Lamey, Michael (* 1979), niederländischer Fußballspieler nigerianischer Abstammung
- Lamey, Paul (1938–2020), US-amerikanischer Bobsportler
- Lamey, Wilhelm (1854–1910), badischer Geheimer Regierungsrat
- Lameyer, Francisco (1825–1877), spanischer Grafiker, Maler, Radierer, Zeichner, Soldat und Reisender
- Lameyer, Johann Matthias (1752–1825), Bremer Kaufmann und Senator
- Lamezan, Albrecht von (1878–1947), deutscher Major, paramilitärischer Aktivist
- Lamezan, Ferdinand von (1843–1896), deutscher Diplomat
- Lamezan-Salins, Eduard (1835–1903), österreichischer Jurist und Rettungsfachmann

### Lamf
- Lamfalussy, Alexandre (1929–2015), ungarisch-belgischer Ökonom
- Lamford, Paul (* 1953), walisischer Spielexperte und Schachspieler
- Lamfrom, Hildegard (1922–1984), deutschamerikanische Molekularbiologin

### Lamg
- Lamgade, Chandra Kala (* 1993), nepalesische Kugelstoßerin
- Lamgi-Mari, Herrscher von Mari

### Lamh
- Lamhamedi, Adam (* 1995), marokkanischer Skirennläufer
- Lamhauge, Sámal Pætursson (1676–1755), färöischer Politiker, Løgmaður der Färöer (1706–1752)

### Lami
- Lami Dozo, Basilio Arturo (1929–2017), argentinischer Militär
- Lami Starnuti, Edgardo (1887–1968), italienischer Journalist, Politiker, Senator und Minister
- Lami, Alessandro (1949–2015), italienischer Klassischer Philologe
- l’Ami, Carlo (* 1966), niederländischer Fußballtorhüter und Torwarttrainer
- Lami, Eugène Louis (1800–1890), französischer Maler
- Lami, Giovanni (1697–1770), italienischer Rechtsgelehrter, Philologe und Bibliothekar
- Lami, Stanislas (1858–1944), französischer Bildhauer und Lexikograph
- Lamia, Hetäre des Themistokles
- Lamia, Hetäre und Geliebte des Demetrios PoliorketesLamia

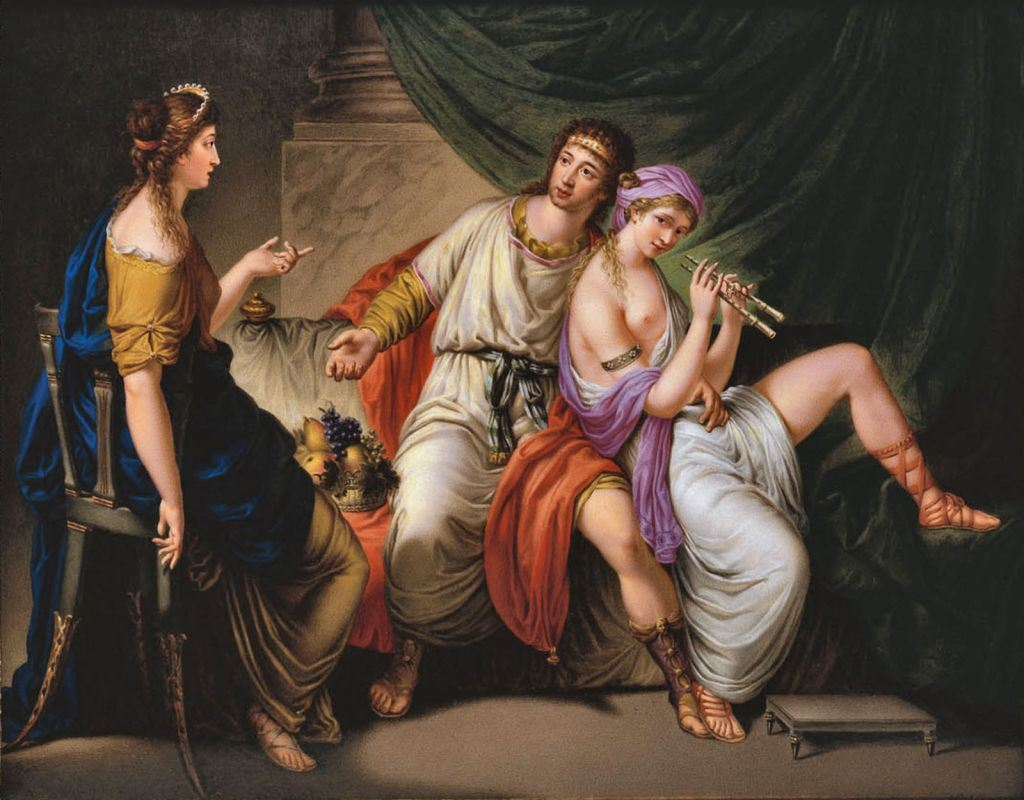
Lamia

- Lamia Silvanus, Lucius, römischer Suffektkonsul 145
- Lamia, Georges (1933–2014), französischer Fußballtorhüter
- Lamia, Jenna (* 1975), US-amerikanische Schauspielerin, Drehbuchautorin, Filmproduzentin und Synchronsprecherin
- Lamia, Lucius Aelius, römischer Feldherr
- Lamidi, Moses (* 1988), deutscher Fußballspieler
- Lamine Yamal (* 2007), spanischer FußballspielerLamine Yamal (* 2007)

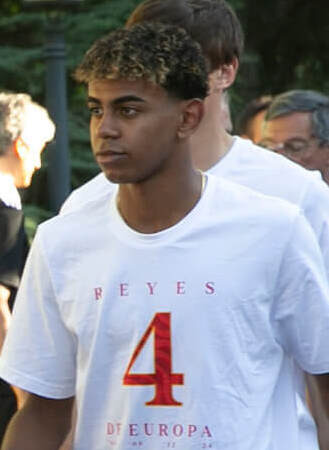
Lamine Yamal (* 2007)

- Lamine Zeine, Ali (* 1965), nigrischer Politiker
- Lamine, Issa, Politiker aus Niger
- Lamine, Peter Simon († 1817), deutscher Bildhauer
- Laming, Herbert, Baron Laming (* 1936), britischer Politiker und Verwaltungsbeamter
- Laming, Richard († 1879), englischer Arzt, Naturforscher, Erfinder, Chemiker und Industrieller
- Laming-Emperaire, Annette (1917–1977), französische Archäologin
- LaMinga, Betty, deutsche Sängerin, Schauspielerin und Autorin
- Laminger von Albenreuth, Wolf Maximilian (1634–1696), böhmischer Gutsherr und Unternehmer
- Laminger-Pascher, Gertrud (1911–2002), österreichische Altphilologin und Epigraphikerin
- Laminit, Anna († 1518), geistliche Betrügerin
- Lamirault, Fabien (* 1980), französischer Behindertensportler im Tischtennis
- Lamis von Megara, Anführer der griechischen Kolonisten auf Sizilien
- Lamison, Charles N. (1826–1896), US-amerikanischer Politiker
- Lamitié, Bernard (* 1946), französischer Leichtathlet
- Lamizana, Sangoulé (1916–2005), burkinischer Politiker

### Lamk
- Lamkel Zé, Didier (* 1996), kamerunischer Fußballspieler
- Lamker, Karl (* 1913), deutscher Jurist, Politiker (NPD, NSDP) und Fußballfunktionär
- Lamkin, John Tillman (1811–1870), US-amerikanischer Jurist, Politiker und Offizier

### Laml
- Lamla, Ernst (1888–1986), deutscher Physiker und Lehrer
- Lamla, Jörn (* 1969), deutscher Soziologe
- Lamla, Lukas (* 1983), deutscher Politiker (Piratenpartei)
- Lamla, Norbert (* 1950), deutscher Musicaldarsteller
- Lamlé, Dieter (* 1960), deutscher Diplomat

### Lamm
- Lamm, Agi (1914–1996), ungarisch-argentinische Grafikerin und Illustratorin
- Lamm, Albert (1873–1939), deutscher naturalistischer Maler
- Lamm, Ben (* 1981), US-amerikanischer Serienunternehmer
- Lamm, Claus (* 1973), österreichischer Psychologe und Hochschullehrer (Biologische Psychologie)
- Lamm, Dávid (* 1978), ungarischer Jazz- und Fusionmusiker (Gitarre, Komposition)
- Lamm, Florian (* 1984), deutscher Grafikdesigner und Typograf
- Lamm, Frank (* 1979), deutscher Kameramann
- Lamm, Fritz (1876–1942), deutscher Jurist und Vormund für elternlose jüdische Kinder in Berlin
- Lamm, Fritz (1911–1977), deutscher Sozialist
- Lamm, Hans (1913–1985), deutscher Journalist, Präsident der Israelitischen Kultusgemeinde München und Oberbayern
- Lamm, Heinrich (1908–1974), deutscher Mediziner und Pionier der Bildübertragung per Glasfaser
- Lamm, Herman (1890–1930), deutsch-amerikanischer Bankräuber
- Lamm, Josef Michael (1899–1976), österreichisch-israelischer Politiker, Verbandsfunktionär, Jurist
- Lamm, Lora (1928–2025), Schweizer Grafikerin
- Lamm, Louis (* 1871), deutscher Verleger und Antiquar
- Lamm, Marcus zum (1544–1606), deutscher Jurist und Kurpfälzer Kirchenrat
- Lamm, Martin (1929–1983), schwedischer Künstler und Karikaturist
- Lamm, Norman (1927–2020), US-amerikanischer Rabbiner, Philosoph und Hochschullehrer
- Lamm, Reto (* 1970), Schweizer Snowboarder
- Lamm, Richard (1935–2021), US-amerikanischer Politiker, Gouverneur von Colorado, und Schriftsteller
- Lamm, Robert (* 1944), US-amerikanischer Keyboarder, Gitarrist, Sänger und SongwriterRobert Lamm (* 1944)

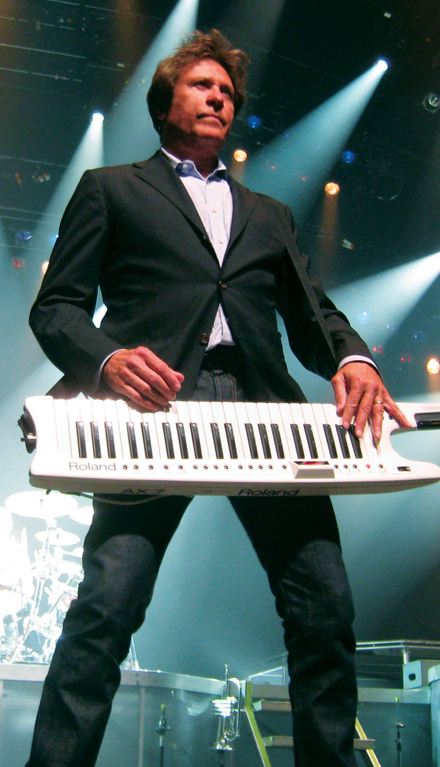
Robert Lamm (* 1944)

- Lamm, Rüdiger, deutscher Tennisspieler und Sportmanager
- Lamm, Uno (1904–1989), schwedischer Elektroingenieur
- Lammasch, Heinrich (1853–1920), österreichischer Staats- und Völkerrechtler, Politiker und letzter k.k. Ministerpräsident Österreichs
- Lamme, Arie Johannes (1812–1900), niederländischer Maler, Lithograf, Kunsthändler und Museumsdirektor
- Lamme, Benjamin G. (1864–1924), US-amerikanischer Elektroingenieur
- Lamme, Bertha (1869–1943), amerikanische Ingenieurin
- Lamme, Cornelia (1769–1839), niederländische Malerin
- Lamme, Dirk Arie (1839–1879), niederländischer Kunsthändler und Museumsdirektor
- Lämmel, Andreas (* 1959), deutscher Politiker (CDU), MdL, MdB
- Lammel, Ernst (1908–1988), deutscher Mathematiker und Hochschullehrer
- Lammel, Hans-Uwe (* 1952), deutscher Medizinhistoriker und Hochschullehrer
- Lammel, Inge (1924–2015), deutsche Musikwissenschaftlerin
- Lämmel, Johann (1644–1705), königlich-polnischer und kurfürstlich-sächsischer Geheimer Rat und Generalkriegszahlmeister sowie Rittergutsbesitzer
- Lämmel, Josef Otto (1891–1980), österreichischer Schriftsteller und Politiker
- Lämmel, Karl Heinrich (* 1910), deutscher Fotoreporter, Architektur- und Dokumentarfotograf
- Lämmel, Lukas (* 1997), deutscher Fußballspieler
- Lammel, Mario (* 1956), deutscher Fußballspieler
- Lämmel, Martin (* 1849), deutscher Kupferstecher, Kunstmaler und Graphiker, Inhaber eines Papierladens in Leipzig
- Lammel, Martina (* 1970), deutsche Designerin und Sachbuchautorin
- Lämmel, Moritz (* 1822), deutscher Kupfer- und Stahlstecher
- Lämmel, Petra (* 1974), deutsche Schauspielerin
- Lammel, Richard (1899–1951), deutscher Politiker (NSDAP), MdR
- Lämmel, Rudolf (1879–1962), Reformpädagoge und Schriftsteller
- Lämmel, Wilfried (1904–1974), deutscher NSDAP-Funktionär und Kreisleiter
- Lammen, Wim (* 1974), niederländischer Jazzmusiker
- Lammenett, Erwin (* 1964), deutscher Fachbuchautor
- Lammens, Albert (1890–1933), belgischer Tennisspieler
- Lammens, Hank (* 1966), kanadischer Eishockeyspieler und Segelsportler
- Lammens, Henri (1862–1937), belgischer Jesuit und Orientalist
- Lammens, Maarten (* 1982), deutscher Volleyball- und Beachvolleyballspieler
- Lammer, Andreas (* 1980), deutscher Arabist, Philosophiehistoriker und Graeco-Arabist
- Lammer, Auguste Caroline (1885–1937), österreichische Bankgründerin
- Lammer, Dominic (* 1992), Schweizer Eishockeyspieler
- Lammer, Eugen Guido (1863–1945), österreichischer Alpinist und alpiner Schriftsteller
- Lämmer, Manfred (* 1943), deutscher Hochschullehrer für Sportgeschichte
- Lammer, Max (1905–1966), österreichischer Schauspieler
- Lammer, Michael (* 1982), Schweizer Tennisspieler
- Lammer, Patrick (* 1980), österreichischer Schauspieler und Musiker
- Lammer, Peter (* 1963), österreichischer Radrennfahrer
- Lammerding, Heinz (1905–1971), deutscher SS-Gruppenführer, KriegsverbrecherHeinz Lammerding (1905–1971)

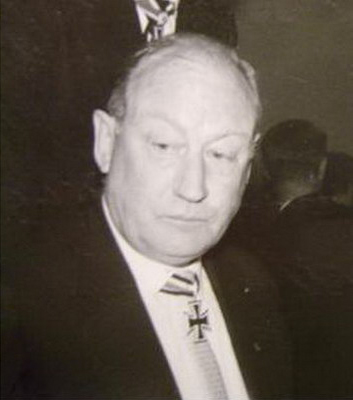
Heinz Lammerding (1905–1971)

- Lammeren, W. P. A. van (1908–1992), niederländischer Schiffbauingenieur
- Lämmerer, Johannes (1763–1831), deutscher Volksdichter
- Lämmerhirt, Alfred (1839–1899), deutscher Maschinenbauingenieur und Manager in der Montanindustrie
- Lämmerhirt, Johann Georg (1763–1813), deutscher Komponist und Hofbeamter
- Lämmerhirt, Kai (* 1973), deutscher Altorientalist
- Lämmerhirt, Rainer (* 1956), deutscher Autor und Kommunalpolitiker
- Lämmerhirt, Werner (1949–2016), deutscher GitarristWerner Lämmerhirt (1949–2016)

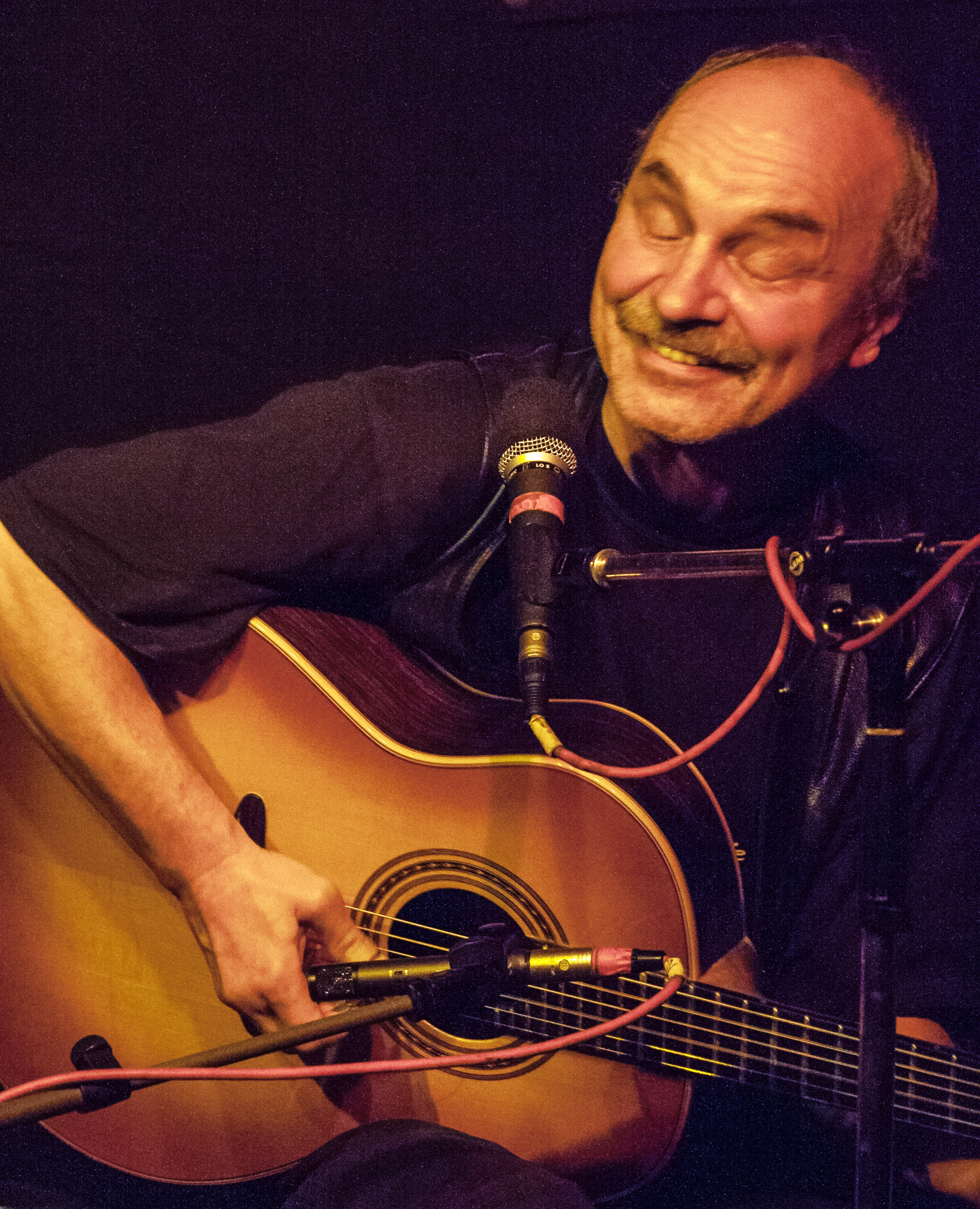
Werner Lämmerhirt (1949–2016)

- Lammerhuber, Lois (* 1952), österreichischer Fotograf und Autor
- Lämmermann, Frank (* 1976), deutscher Fernsehmoderator und Comedian
- Lämmermann, Hans (* 1891), erster deutscher Schulpsychologe
- Lämmermann, Karl (1914–1934), deutscher HJ-Führer
- Lämmermann, Stephan (* 1967), deutscher Fußballspieler
- Lammers, Aloys (1877–1966), deutscher Jurist, Verwaltungsbeamter und Politiker (Zentrum)
- Lammers, August (1831–1892), deutscher Politiker, Journalist und Schriftsteller
- Lammers, August (1898–1978), deutscher Politiker (FDP), MdL
- Lammers, Christoph (* 1976), deutscher Politik- und Sozialwissenschaftler
- Lammers, Claas-Hinrich (* 1962), deutscher Psychiater und Psychotherapeut
- Lammers, Clemens (1882–1957), deutscher Politiker (Zentrum), MdR
- Lammers, Cor (1928–2009), niederländischer Soziologe
- Lammers, Egbert (1908–1996), deutscher Künstler
- Lammers, Esmé (* 1958), niederländische Autorin und Filmregisseurin
- Lammers, Felix (* 1996), internationaler Rugby-Union-Spieler
- Lammers, Ferdinand (1795–1855), deutscher Jurist
- Lammers, Frank (* 1972), niederländischer Schauspieler und Regisseur
- Lammers, Gadso (1918–2011), deutscher Bauingenieur
- Lammers, Georg (1905–1987), deutscher Leichtathlet
- Lammers, Hans Heinrich (1879–1962), deutscher Reichskanzleichef und SS-ObergruppenführerHans Heinrich Lammers (1879–1962)

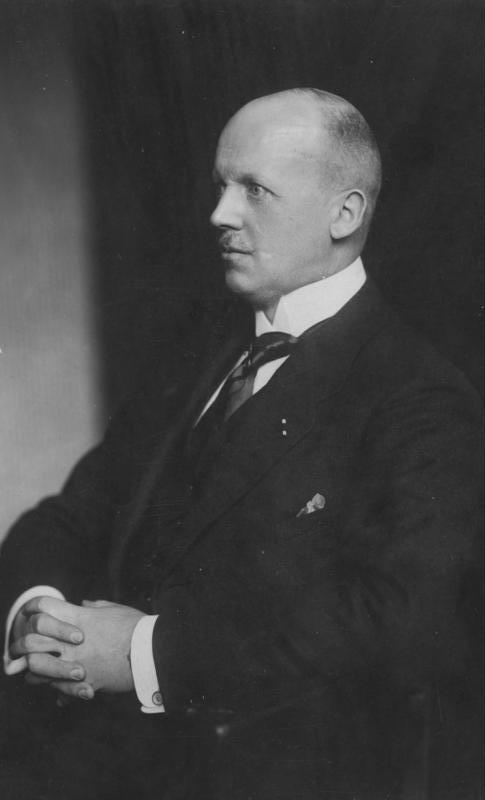
Hans Heinrich Lammers (1879–1962)

- Lammers, Heinrich (* 1951), deutscher Tischtennisspieler
- Lammers, Heinz (1929–2022), deutscher Pferdesportrainer, Reitmeister
- Lammers, Jan (1926–2011), niederländischer Sprinter
- Lammers, Jan (* 1956), niederländischer Formel-1-Fahrer
- Lammers, Jan (* 1995), niederländischer Fußballspieler
- Lammers, Johanna Anthonia (1787–1874), niederländische Stifterin von Hofjes und Wohltäterin
- Lammers, John (* 1986), kanadischer Eishockeyspieler
- Lammers, Josef (1922–2012), deutscher Fußballspieler und -trainer
- Lammers, Karl Christian (* 1943), dänischer Neuzeithistoriker
- Lammers, Kim (* 1981), niederländische Feldhockeyspielerin
- Lammers, Konrad (1948–2019), deutscher Wirtschaftswissenschaftler und Hochschullehrer
- Lammers, Lothar (1926–2012), deutscher Lottospielerfinder
- Lammers, Marc (* 1969), niederländischer Hockeytrainer
- Lammers, Markus (* 1986), deutscher Schachspieler
- Lammers, Martin (* 1939), deutscher Ordensgeistlicher, emeritierter Bischof der Territorialprälatur Óbidos
- Lammers, Mathilde (1837–1905), Frauenrechtlerin
- Lammers, Pär (* 1982), deutscher Jazzmusiker, Komponist und Produzent
- Lammers, Sam (* 1997), niederländischer Fußballspieler
- Lammers, Thorvald (1841–1922), norwegischer Komponist, Opernsänger (Bariton) und Chorleiter
- Lammers, Walther (1914–1990), deutscher Historiker
- Lammersdorf, Johann Anton (1758–1822), deutscher Hofmedicus, Vorsitzender der Naturhistorischen Gesellschaft Hannover
- Lammersdorf, Ludwig Christian Konrad († 1791), deutscher Geburtshelfer, Chirurg und Lehrer
- Lammerskitten, Clemens (* 1957), deutscher Politiker (CDU), MdL
- Lammert, Christian (* 1969), deutscher Politologe
- Lämmert, Eberhard (1924–2015), deutscher Germanist und Literaturwissenschaftler
- Lammert, Eckhard (* 1971), deutscher Molekularbiologe und Biochemiker
- Lammert, Edmund (1847–1921), deutscher Klassischer Philologe und Gymnasiallehrer
- Lammert, Erich (1912–1997), deutscher Volkskundler, Heimatforscher und Arzt
- Lammert, Frank (* 1965), deutscher Mediziner
- Lammert, Friedrich (1890–1956), deutscher Altphilologe und Historiker
- Lämmert, Jaschka (* 1974), österreichische Theater- und Filmschauspielerin
- Lammert, Kurt (* 1942), deutscher Eishockeyspieler
- Lammert, Luise (1887–1946), deutsche Meteorologin
- Lammert, Mark (* 1960), deutscher Maler, Zeichner und Bühnenbildner
- Lammert, Matthias (* 1968), deutscher Politiker (CDU), MdL
- Lammert, Minna (1852–1921), deutsche Opernsängerin (Mezzosopran)
- Lammert, Norbert (* 1948), deutscher Politiker (CDU), MdBNorbert Lammert (* 1948)

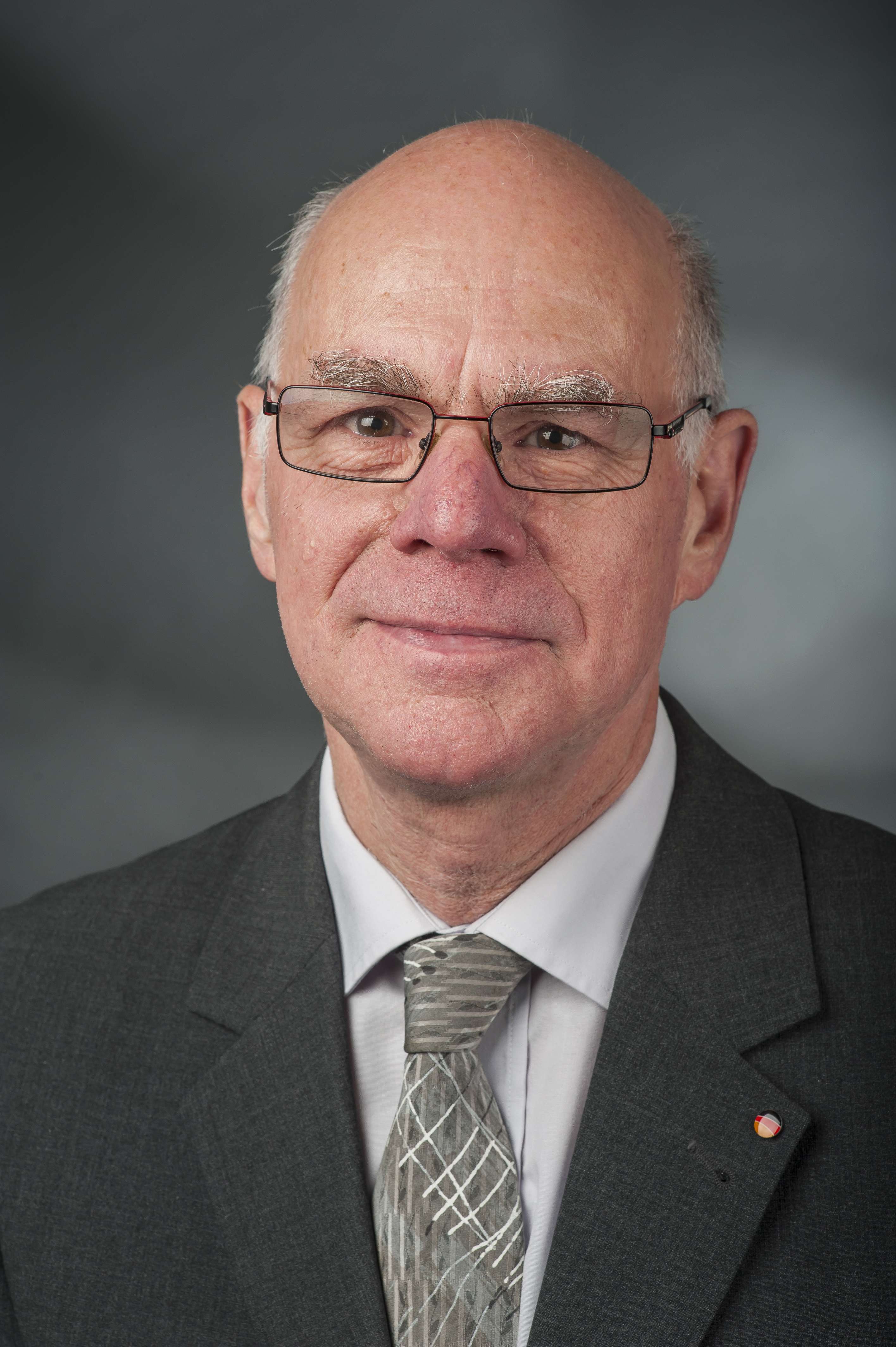
Norbert Lammert (* 1948)

- Lammert, Petra (* 1984), deutsche Bobsportlerin und Leichtathletin
- Lammert, Will (1892–1957), deutscher Bildhauer
- Lammertink, Jos (1958–2024), niederländischer Radrennfahrer
- Lammertink, Martjan (* 1971), niederländischer Ornithologe
- Lammertink, Maurits (* 1990), niederländischer Straßenradrennfahrer
- Lammertink, Steven (* 1993), niederländischer Radrennfahrer
- Lammerts, Annelous (* 1993), niederländische Kitesurferin
- Lammerts, Johan (* 1960), niederländischer Radrennfahrer
- Lammerz, Josef (1930–2014), deutscher Komponist, Organist und Chorleiter
- Lämmerzahl, Claus (* 1956), deutscher Physiker
- Lämmerzahl, Walter (1911–1981), deutscher Chirurg
- Lammesspringe, Heinrich von († 1386), deutscher Chronist, Begründer der Magdeburger Schöppenchronik
- Lammeyer, Ferdinand (1899–1995), deutscher Maler und Kunsthochschulrektor
- Lammikko, Juho (* 1996), finnischer Eishockeyspieler
- Lamming, Clive (* 1938), französischer Historiker
- Lamming, George (1927–2022), barbadischer Schriftsteller
- Lamminger, Johann Thomas (1757–1805), deutscher Soldat im Amerikanischen Unabhängigkeitskrieg und Hof-Buchdrucker in Hannover
- Lammio, Pentti (1919–1999), finnischer Eisschnellläufer
- Lammla, Uwe (1961–2024), deutscher Dichter und Verleger
- Lämmle, August (1876–1962), schwäbischer MundartdichterAugust Lämmle (1876–1962)

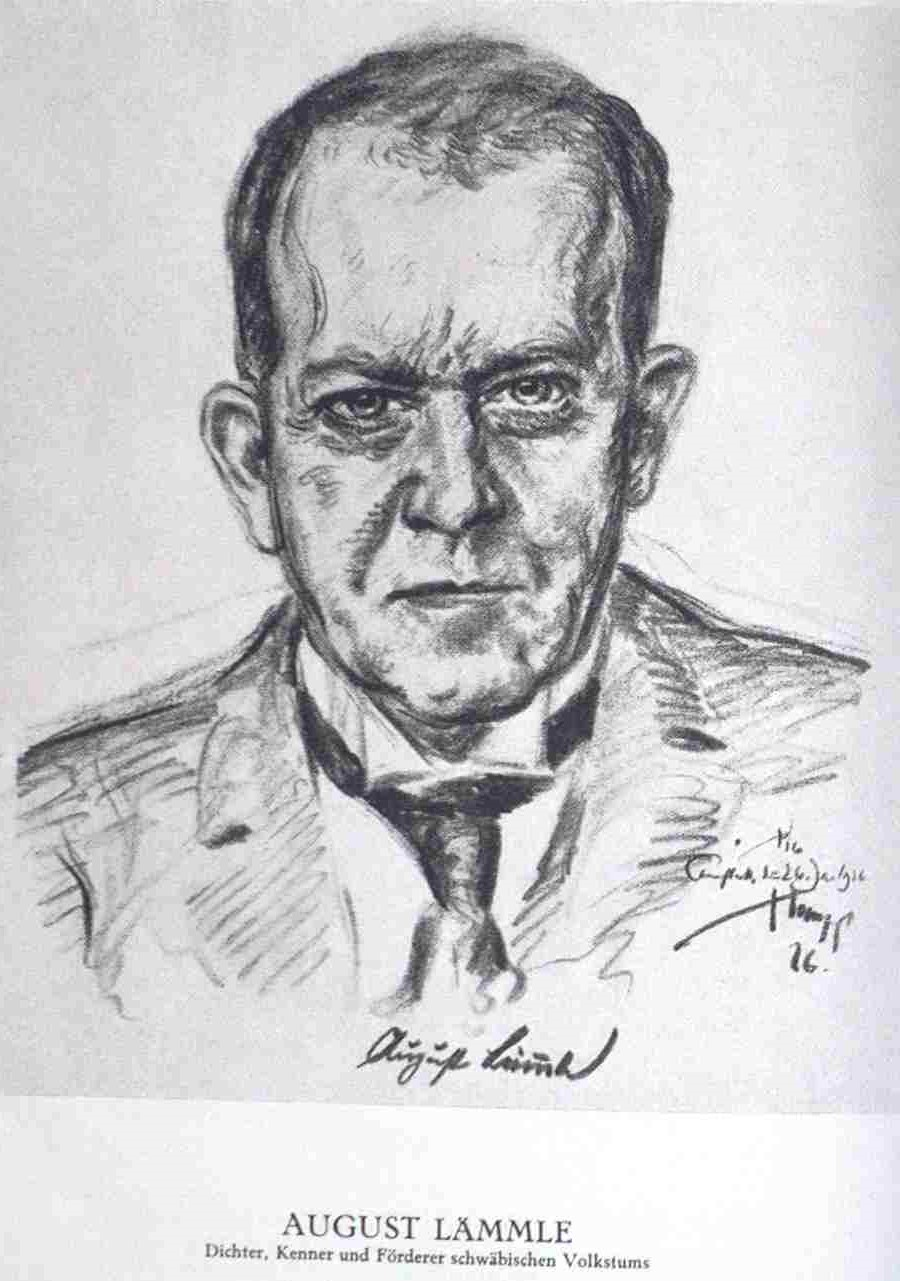
August Lämmle (1876–1962)

- Lämmle, Brigitte (* 1946), deutsche Fernsehpsychologin
- Lämmle, Claus (* 1959), deutscher Maler, Konzeptkünstler und Designer
- Lämmle, Gabriel (1851–1925), deutscher Bildhauer
- Lämmle, Josef Anton (1861–1934), deutscher Verwaltungsbeamter
- Lämmle, Jürgen (* 1952), deutscher politischer Beamter (SPD)
- Lämmle, Paul (1892–1945), deutscher Jurist und Richter am Volksgerichtshof in Berlin
- Lämmle, Wolfgang (1941–2019), deutscher Künstler und Kunstfälscher
- Lämmlein, Arthur (1899–1964), deutscher Bauingenieur
- Lämmler, Bartholomäus (1809–1865), Schweizer Maler
- Lämmli, Dominique (* 1964), Schweizer Hochschullehrerin und Künstlerin
- Lammons, Nathaniel (* 1993), US-amerikanischer Tennisspieler
- Lammot, Eugene (1899–1987), US-amerikanischer Politiker
- Lammy, David (* 1972), britischer Politiker der Labour PartyDavid Lammy (* 1972)

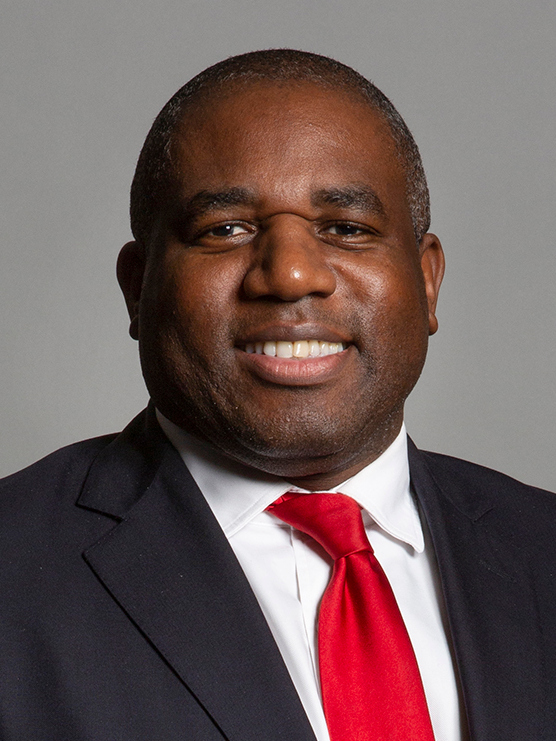
David Lammy (* 1972)

### Lamn
- Lamnabhi-Lagarrigue, Françoise (* 1953), französische Mathematikerin und Physikerin
- Lamneck, Arthur P. (1880–1944), US-amerikanischer Politiker
- Lamnek, Horst (* 1977), österreichischer Sänger
- Lamnek, Siegfried (* 1943), deutscher Soziologe

### Lamo
- Lamo, Adrian (* 1981), US-amerikanischer Hacker
- Lamo, Regina de (1870–1947), spanische Pianistin, Musik- und Gesangslehrerin, Intellektuelle und Aktivistin
- Lamoen, Denisse van (* 1979), chilenische Bogenschützin
- Lamoglia, André (* 1997), brasilianischer Schauspieler
- Lamohr, Marshall W. (* 1959), deutscher Posaunist
- Lamoignon de Blancmesnil, Guillaume de (1683–1772), Kanzler von Frankreich
- Lamoignon, Guillaume de (1617–1677), Erster Präsident des Parlements von Paris
- Lamola, Ronald (* 1983), südafrikanischer Politiker, amtierender Präsident der ANC Youth League (seit 2012)
- LaMolinara, Anthony, Regisseur, Drehbuchautor, Animator und Filmtechniker
- Lamoller, Michel (* 1984), deutscher bildender Künstler
- Lamon, Francesco (* 1994), italienischer Radsportler
- Lamon, Georgie (1934–2016), Schweizer Manager, Autor und Politiker (SP)
- Lamon, Jeanne (1949–2021), kanadische Violinistin der historischen Aufführungspraxis
- Lamon, Nicole (* 1971), Schweizer Journalistin und Bundesratssprecherin
- Lamon, Philippe (* 1978), Schweizer Schriftsteller
- Lamon, Sophie (* 1985), Schweizer Fechterin
- Lamond, Don (1920–2003), US-amerikanischer Jazzschlagzeuger
- Lamond, Frederic (1868–1948), schottischer Pianist, Komponist und Musikpädagoge
- Lamond, Mary Jane (* 1960), kanadische Folk-Musikerin
- Lamonica, Daryle (1941–2022), US-amerikanischer Footballspieler
- Lamonowa, Jewgenija Alexejewna (* 1983), russische Florettfechterin
- Lamont, Bruce, US-amerikanischer Musiker
- Lamont, Charles (1895–1993), US-amerikanischer Regisseur
- Lamont, Daniel Scott (1851–1905), US-amerikanischer Politiker
- Lamont, Donal (1911–2003), nordirischer römisch-katholischer Bischof
- Lamont, Duncan (1918–1978), schottischer Schauspieler
- Lamont, Duncan (1931–2019), britischer Jazzmusiker
- Lamont, Forrest (1881–1937), kanadischer Opernsänger (Tenor) und Gesangspädagoge
- Lamont, Johann (* 1957), schottische Politikerin
- Lamont, Johann von (1805–1879), schottisch-deutscher Astronom und Physiker
- Lamont, John (* 1976), schottischer Politiker
- Lamont, Michèle (* 1957), kanadische und US-amerikanische Soziologin
- Lamont, Molly (1910–2001), britische Theater- und Filmschauspielerin
- Lamont, Ned (* 1954), US-amerikanischer PolitikerNed Lamont (* 1954)

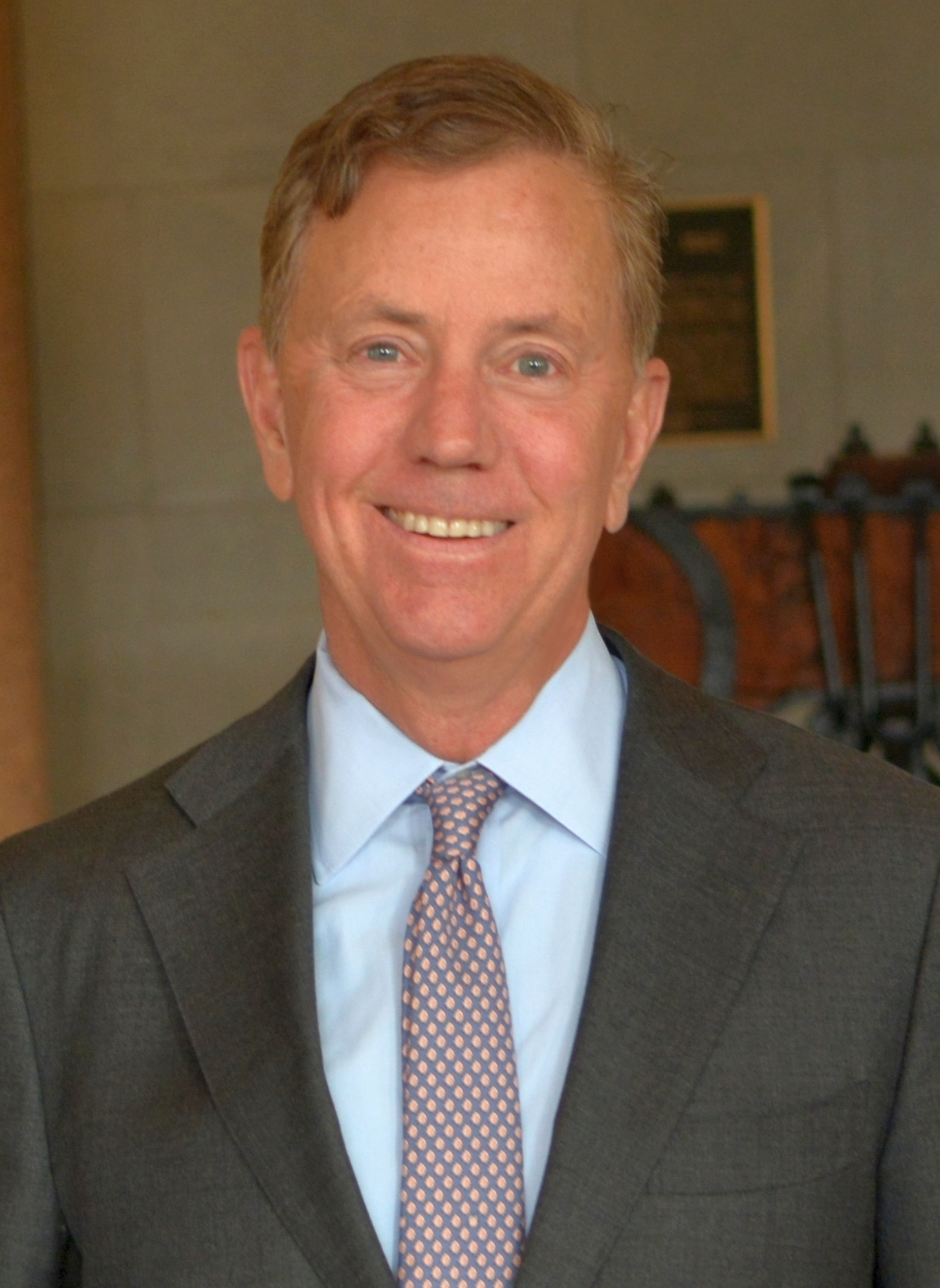
Ned Lamont (* 1954)

- Lamont, Neil (* 1961), britischer Filmarchitekt
- Lamont, Norman (* 1942), britischer Politiker (Conservative Party), Mitglied des House of Commons
- Lamont, Peter (1929–2020), britischer Art Director und Production Designer
- Lamont, Robert P. (1867–1948), US-amerikanischer Politiker
- Lamontagne, Gilles (1919–2016), kanadischer Politiker, Vizegouverneur von Québec
- Lamontagne, John D. (* 1970), US-amerikanischer General
- Lamontagne, Maurice (1917–1983), kanadischer Politiker, Ökonom und Hochschullehrer
- LaMontagne, Ray (* 1973), US-amerikanischer MusikerRay LaMontagne (* 1973)

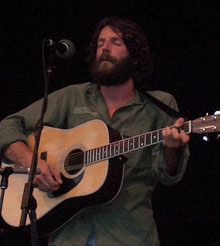
Ray LaMontagne (* 1973)

- Lamontagne, Yvette (1898–1992), kanadische Cellistin und Musikpädagogin
- Lamorgese, Luciana (* 1953), italienische Spitzenbeamtin und Politikerin
- Lamoricière, Louis Juchault de (1806–1865), französischer General und Staatsmann
- Lamoriello, Lou (* 1942), US-amerikanischer Eishockeyfunktionär
- Lamorinière, François (1828–1911), belgischer Maler
- Lamorisse, Albert (1922–1970), französischer Regisseur
- Lamormaini, Wilhelm (1570–1648), Jesuit
- Lamorte, Aldo (* 1957), uruguayischer Politiker
- LaMorte, Robia (* 1970), US-amerikanische Schauspielerin
- Lamote de Grignon i Bocquet, Joan (1872–1949), spanischer Pianist, Dirigent und Komponist
- Lamote de Grignon i Ribas, Ricard (1899–1962), katalanischer Dirigent und Komponist
- Lamote, Rénelle (* 1993), französische Leichtathletin
- Lamoth, Peter (1908–1995), rumänischer Physiker, Hochschullehrer und Interessenvertreter der Rumäniendeutschen
- Lamothe, Arthur (1928–2013), französisch-kanadischer Filmregisseur und -produzent
- Lamothe, François de (1928–2011), französischer Filmarchitekt
- Lamothe, Joseph, Präsident von Haiti
- Lamothe, Laurent (* 1972), haitianischer Politiker
- Lamothe, Ludovic (1882–1953), haitianischer Pianist und Komponist
- Lamothe, Marc (* 1974), kanadischer Eishockeytorwart
- Lamotke, Klaus (1936–2022), deutscher Mathematiker
- Lamott, Anne (* 1954), US-amerikanische Schriftstellerin
- Lamott, Franziska (* 1947), deutsche Soziologin und forensische Psychotherapeutin
- LaMotta, Jake († 2017), US-amerikanischer MittelgewichtsboxerJake LaMotta († 2017)

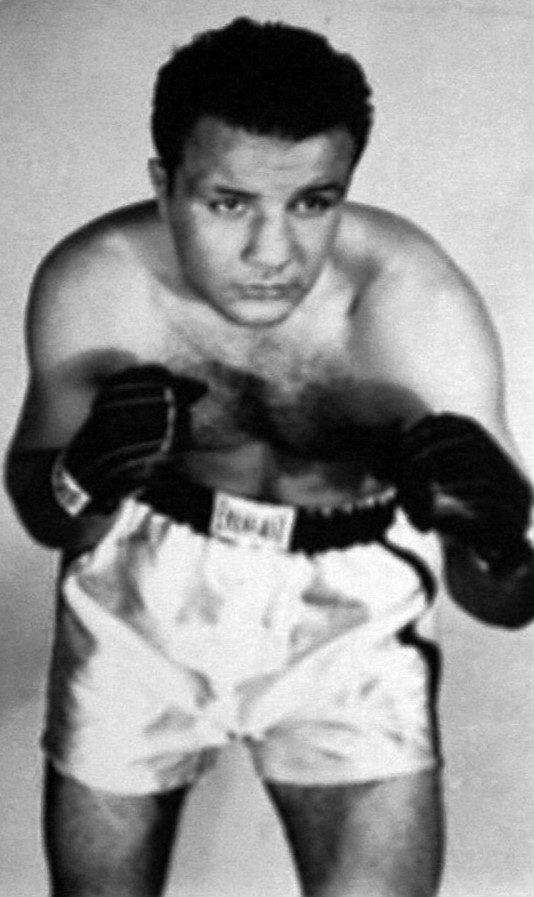
Jake LaMotta († 2017)

- LaMotta, John (1939–2014), US-amerikanischer Schauspieler
- Lamotte, Étienne (1903–1983), belgischer Philologe und Indologe
- Lamotte, Fabian (* 1983), deutscher Fußballspieler
- Lamotte, Franz († 1780), flämischer Violinist und Komponist
- Lamotte, Hans Henry (1922–2003), deutscher Kaufmann und Unternehmer
- Lamotte, Martin (* 1947), französischer Schauspieler, Drehbuchautor und Filmregisseur
- Lamotte, Maxime (1920–2007), französischer Evolutionsbiologe, Feldnaturforscher und Herpetologe
- Lamotte, Maximilian Joseph von (1809–1887), bayerischer Verwaltungsbeamter, Ritter des Verdienstordens der Bayerischen Krone
- Lamotte, Otto (* 1951), deutscher Unternehmer und Präses der Handelskammer Bremen
- Lamouche, Jeanne (1920–2022), französische Leichtathletin
- Lamouchi, Sabri (* 1971), französischer Fußballspieler und -trainer
- Lamouille, Madeleine (1907–1993), Schweizer Zimmermädchen
- Lamouilly, Jean de, französischer Militär
- l’Amour laLove, Patsy, Geschlechterforscherin, Autorin, Vortragsrednerin und selbsternannte Polittunte
- Lamour, Dorothy (1914–1996), US-amerikanische FilmschauspielerinDorothy Lamour (1914–1996)

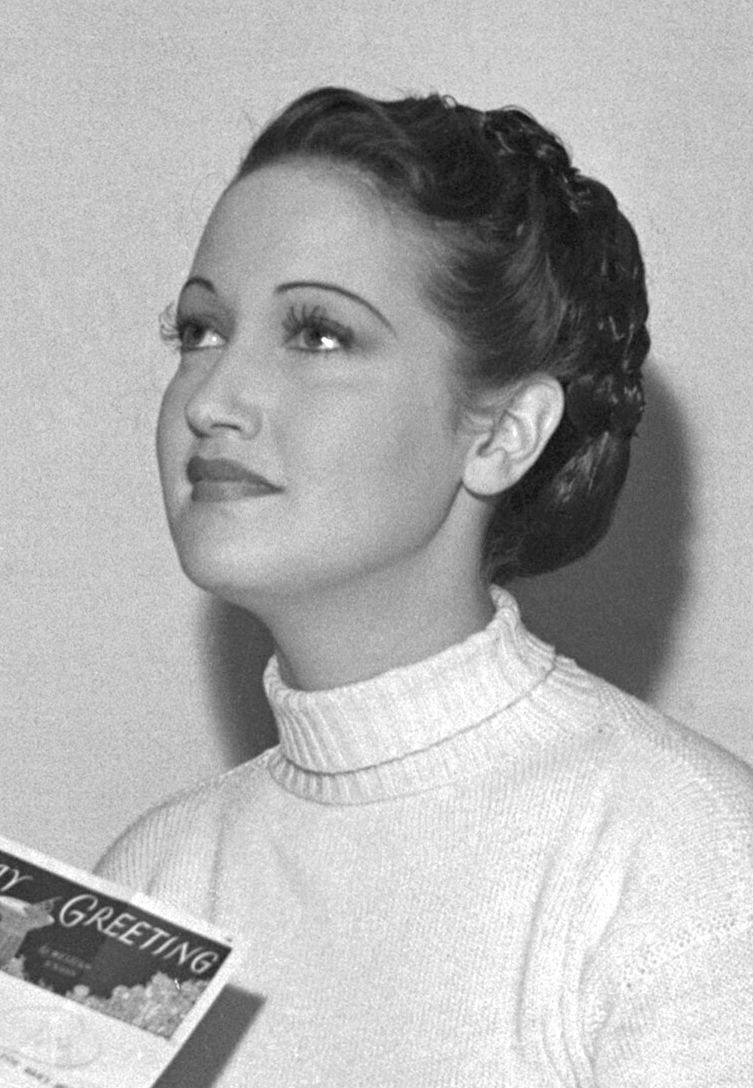
Dorothy Lamour (1914–1996)

- Lamour, Jean-François (* 1956), französischer Olympia-Fechter und Politiker, Mitglied der Nationalversammlung
- L’Amour, Louis (1908–1988), US-amerikanischer Schriftsteller
- Lamour, Louisa (* 1986), Schweizer Erotik- und PornodarstellerinLouisa Lamour (* 1986)

Louisa Lamour (* 1986)

- Lamourdedieu, Raoul (1877–1953), französischer Bildhauer und Medailleur
- Lamourette, Antoine-Adrien (1742–1794), französischer Lazarist, Theologe, Politiker und konstitutioneller Bischof
- Lamoureux, Abraham César († 1692), französischstämmiger Bildhauer und Steinmetz
- Lamoureux, Alfred (1876–1954), kanadischer Komponist und Musikpädagoge
- Lamoureux, Caro (1904–1998), kanadische Sängerin
- Lamoureux, Charles (1834–1899), französischer Dirigent und Violinist
- Lamoureux, Claude, französischstämmiger Bildhauer in Schweden und Dänemark
- Lamoureux, Claude (* 1962), kanadischer Geistlicher, römisch-katholischer Bischof von Gaspé
- Lamoureux, Jay (* 1995), kanadischer Radsportler
- Lamoureux, Jean-Philippe (* 1984), US-amerikanischer Eishockeytorwart
- Lamoureux, Jocelyne (* 1989), US-amerikanische Eishockeyspielerin und -trainerin
- Lamoureux, Justin (* 1976), kanadischer Snowboarder
- Lamoureux, Mario (* 1988), US-amerikanischer Eishockeyspieler
- Lamoureux, Monique (* 1989), US-amerikanische Eishockeyspielerin und -trainerin
- Lamoureux, Robert (1920–2011), französischer Schauspieler, Regisseur, Drehbuchautor und Sänger
- Lamouroux, Jean Vincent Félix (1779–1825), französischer Botaniker und Zoologe
- Lamousé, Annette, deutsche Soziologin
- Lamousé-Smith, Willie B. (* 1935), ghanaisch-US-amerikanischer Soziologe
- Lamow, Andrei Leonidowitsch (* 1986), russischer Ski-Orientierungsläufer

### Lamp
- Lamp, Bernhard (1881–1920), deutscher Rechtsanwalt und Anarchist
- Lamp, Ernst (1850–1901), deutscher Astronom
- Lamp, Helmut (* 1946), deutscher Politiker (CDU), MdB
- Lamp, Karl (1866–1962), österreichischer Staatsrechtler
- Lamp, Michael (* 1977), dänischer Badmintonspieler
- Lamp, Sarah (* 1991), deutsche Handballspielerin
- Lamp, Stefanie (* 1989), österreichische Politikerin (SPÖ)

#### Lampa
- Lampa, Anton (1868–1938), österreichischer Physiker
- Lampa, Gerhart (1940–2010), deutscher Maler und Grafiker
- Lampa, Rachael (* 1985), US-amerikanische Sängerin christlicher Popmusik
- Lampadarios, Petros († 1777), griechischer Komponist
- Lampadius, Corinna (* 1971), deutsche Journalistin und Moderatorin
- Lampadius, Jakob (1593–1649), deutscher Jurist und braunschweig-lüneburgischer Staatsmann
- Lampadius, Stefan (* 1976), deutscher Schauspieler und Filmemacher
- Lampadius, Wilhelm Adolph (1812–1892), deutscher evangelisch-lutherischer Pfarrer und Autor
- Lampadius, Wilhelm August (1772–1842), deutscher Hüttentechniker, Chemiker und Agronom
- Lampaert, Yves (* 1991), belgischer Radrennfahrer
- Lampalzer, Gerda (* 1959), österreichische Medienkünstlerin, Medientheoretikerin, Hochschullehrerin und Feministin
- Lampalzer, Hans (1927–1990), österreichischer Lehrer und Dichter
- Lampard, Frank (* 1978), englischer Fußballspieler und -trainerFrank Lampard (* 1978)

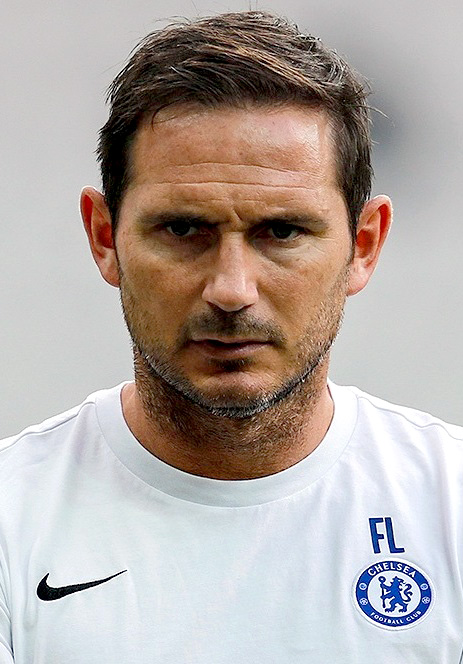
Frank Lampard (* 1978)

- Lampard, Frank senior (* 1948), englischer Fußballspieler
- Lamparska, Magdalena (* 1988), polnische Schauspielerin
- Lampart, Daniel (* 1968), Schweizer Ökonom und Gewerkschaftsfunktionär
- Lampart, Denise (* 1962), Schweizer Choreografin, Ausdruckstänzerin und Tanzlehrerin
- Lampart, Fabian (* 1971), deutscher Germanist
- Lampart, Reto (* 1968), Schweizer Koch
- Lampart, Theodor (1842–1893), deutscher Verleger
- Lamparter, Eduard (1860–1945), deutscher Theologe und Politiker
- Lamparter, Erwin (1923–1998), deutscher Politiker (SPD)
- Lamparter, Gregor († 1523), deutscher Hochschullehrer und Rektor der Universität Tübingen
- Lamparter, Gustav Heinrich von (1826–1898), württembergischer Oberamtmann und Regierungspräsident
- Lamparter, Helmut (1912–1991), deutscher evangelischer Theologe
- Lamparter, Johannes (* 2001), österreichischer Nordischer Kombinierer
- Lamparter, Nicolaus, Buchdrucker in Basel und Frankfurt (Oder)
- Lamparter, Omar (1917–2014), deutscher Jazz- und Unterhaltungsmusiker
- Lamparter, Thomas (* 1978), Schweizer Bobfahrer
- Lamparth, Hans-Peter (1946–2025), deutscher Fußballspieler
- Lampater, Leif (* 1982), deutscher Radrennfahrer

#### Lampe
- Lampe, Aadel (1857–1944), norwegische Frauenrechtlerin, Lehrerin und liberale Politikerin
- Lampe, Adolf (1897–1948), deutscher Ökonom
- Lampe, Alyssa (* 1988), US-amerikanische Ringerin
- Lampe, Axel, deutscher American-Football-Spieler
- Lampe, Bernhard (1947–2017), deutscher Ingenieurwissenschaftler und Professor für Regelungstechnik
- Lampe, Bodo (* 1955), deutscher Physiker und Schriftsteller
- Lampe, Carl (1804–1889), deutscher Unternehmer
- Lampe, Carlos (* 1987), bolivianischer Fußballspieler
- Lampé, Eduard (1886–1974), deutscher Internist
- Lampe, Emil (1840–1918), deutscher Mathematiker
- Lampe, Ernst (1886–1968), deutscher Pädagoge
- Lampe, Ernst-Joachim (* 1933), deutscher Jurist und Hochschullehrer
- Lampe, Felix (* 1974), deutscher Schauspieler
- Lampe, Franka (1969–2016), deutsche Akkordeonistin
- Lampe, Franz (1889–1917), deutscher Glaskünstler, Zeichner und Maler
- Lampe, Friedo (1899–1945), deutscher Schriftsteller, Bibliothekar und Verlagslektor
- Lampe, Friedrich Adolf (1683–1729), deutscher evangelisch−reformierter Pfarrer, Theologieprofessor, Autor und Kirchenlieddichter
- Lampe, Geoffrey William Hugo (1912–1980), britischer Theologe
- Lampe, Georg (1858–1916), deutscher Porträt- und Landschaftsmaler
- Lampe, Günter (1925–2003), deutscher Komponist
- Lampe, Günter (1931–2006), deutscher Schauspieler
- Lampe, Hans († 1604), Baumeister der deutschen Renaissance
- Lampe, Hans (* 1948), deutscher Schwimmer
- Lampe, Hans-Werner (* 1911), deutscher Forstamtmann
- Lampe, Heinrich (1746–1817), Bremer Senator und Bürgermeister
- Lampe, Heinrich (1773–1825), deutscher Jurist und Bremer Senator
- Lampe, Heinrich (1877–1928), deutscher Konteradmiral der Reichsmarine
- Lampe, Heinz (1896–1951), deutscher Politiker (NSDAP), MdR
- Lampe, Horst (1936–2021), deutscher Schauspieler und Synchronsprecher
- Lampe, Jens Bodewalt (1869–1929), amerikanischer Musiker (Komponist, Geiger, Orchesterleiter) des Ragtime
- Lampe, Joachim (* 1949), deutscher Jurist und Politiker (CDU)
- Lampe, Johann Bodo († 1802), Hof- und Regimentschirurg sowie Königlich Großbritannischer und Kurfürstlich Braunschweig-Lüneburgischer Leibchirurg
- Lampe, Johann Friedrich († 1751), deutsch-britischer Komponist
- Lampe, Johann Georg († 1813), deutscher lutherischer Theologe und Geistlicher
- Lampe, Johanne (1897–1996), deutsche Heimatforscherin
- Lampe, Juan Chabaya (1920–2019), arubanischer Komponist, Musiker und Dichter
- Lampe, Jutta (1937–2020), deutsche SchauspielerinJutta Lampe (1937–2020)

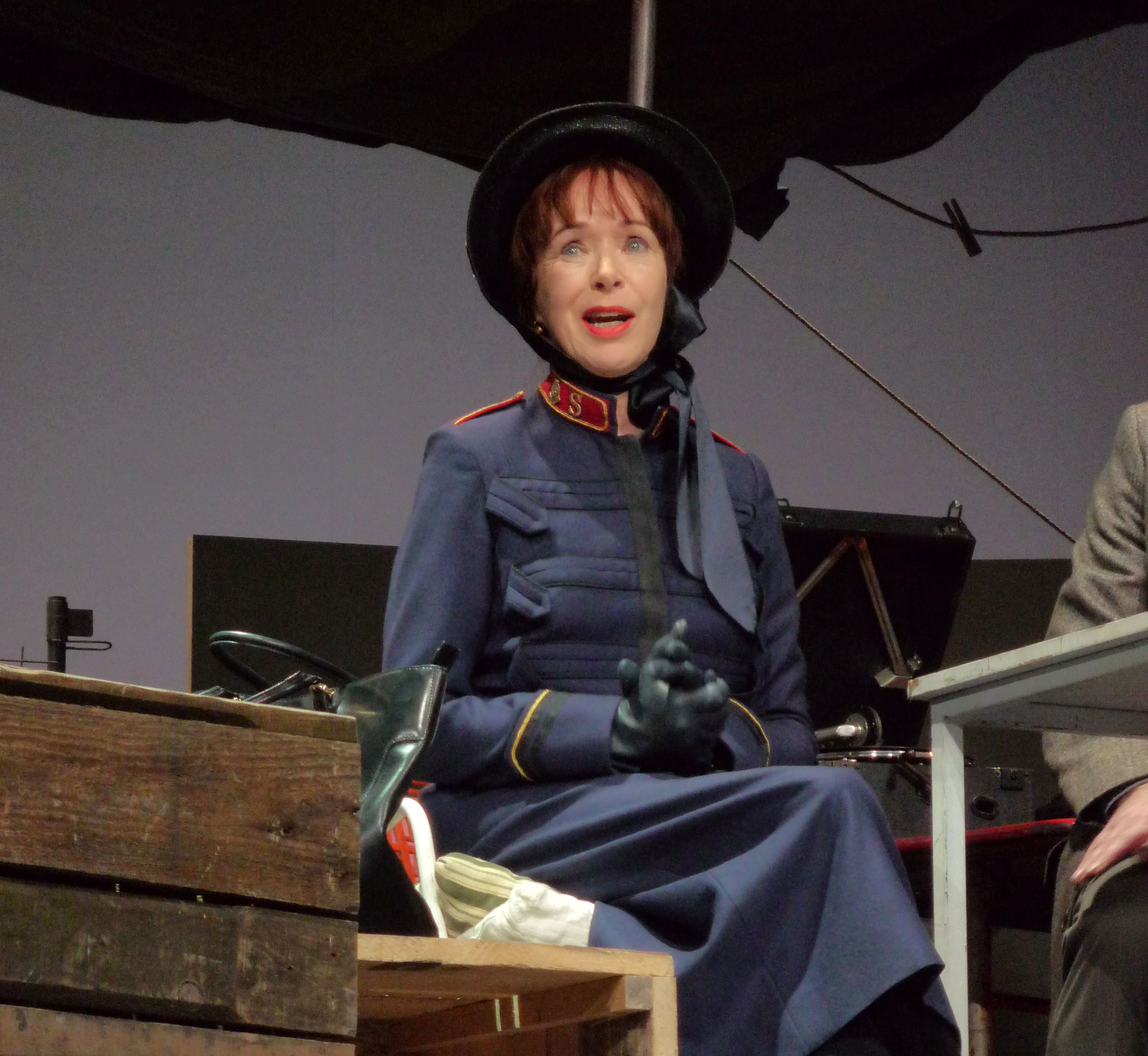
Jutta Lampe (1937–2020)

- Lampe, Karl-Ulrich (* 1937), deutscher Kapitän
- Lampe, Katrin (* 1976), österreichische Moderatorin, Schauspielerin und Sängerin
- Lampe, Maciej (* 1985), polnischer Basketballspieler
- Lampe, Markus (* 1977), deutscher Ökonom
- Lampe, Martin (1734–1806), deutscher Diener Immanuel Kants
- Lampe, Merle (* 1994), deutsche Handballspielerin
- Lampe, Michael (* 1967), deutscher bildender Künstler
- Lampe, Oliver (* 1974), deutscher Schwimmer und Gastronom
- Lampe, Oskar (1877–1961), deutscher Kaufmann in Deutsch-Südwestafrika und Südwestafrika
- Lampe, Otto (* 1951), deutscher Diplomat
- Lampe, Peter (* 1954), deutscher evangelischer Theologe und Neutestamentler
- Lampe, Reinhold (* 1932), deutscher Schauspieler
- Lampe, Renée (* 1963), deutsche Orthopädin
- Lampe, Roland (* 1959), deutscher Schriftsteller
- Lampe, Rosi (* 1947), deutsche Puppenspielerin
- Lampe, Udo (* 1934), deutscher Hochschullehrer
- Lampe, Viktor (1869–1932), deutscher Kirchenverwaltungsjurist
- Lampe, Walter (1942–2023), deutscher lutherischer Theologe
- Lampe, Walther (1872–1964), deutscher Pianist, Komponist und Hochschullehrer
- Lampe, Walther (1894–1985), deutscher Kirchenjurist
- Lampe, Werner (* 1952), deutscher Schwimmer und Unternehmer
- Lampe, Wolfgang (1953–2015), deutscher Bergbauingenieur, Sachbuchautor, Montanhistoriker und Archivar
- Lampeitl, Johann (* 1957), österreichischer Landesamtsdirektor-Stellvertreter und ehemaliger Bezirkshauptmann
- Lampejew, Wjatscheslaw Frolowitsch (1952–2003), sowjetischer Hockeyspieler
- Lampel, Josef (1850–1924), österreichischer Archivar und Historiker
- Lampel, Michael (* 1964), österreichischer Politiker (SPÖ), Mitglied des Bundesrates
- Lampel, Peter Martin (1894–1965), deutscher Dramatiker, Erzähler und Maler
- Lampel, Rusia (1901–1978), österreichisch-israelische Schriftstellerin
- Lampel, Samuel (* 1884), deutscher Kantor, Lehrer und Komponist
- Lampela, Elina (* 1998), finnische Stabhochspringerin
- Lampelmayer, Karl (* 1882), österreichischer Sprinter, Weit- und Dreispringer
- Lampen, Hans (1923–2005), deutscher Kommunalpolitiker (CDU), Bürgermeister von Dorsten
- Lampen, Heinrich (1914–1979), deutscher Mediziner
- Lampen, Ulrich (* 1963), deutscher Hörspielregisseur, -autor und -sprecher
- Lampens, Juliaan (1926–2019), belgischer Architekt
- Lampérier, Loïc (* 1989), französischer Eishockeyspieler
- Lamperim, Lauriane (* 1992), französische Trampolinturnerin
- Lampersbach, Egon (1917–1982), deutscher Unternehmer, Politiker (CDU), MdB
- Lampersberg, Gerhard (1928–2002), österreichischer Komponist und AutorGerhard Lampersberg (1928–2002)

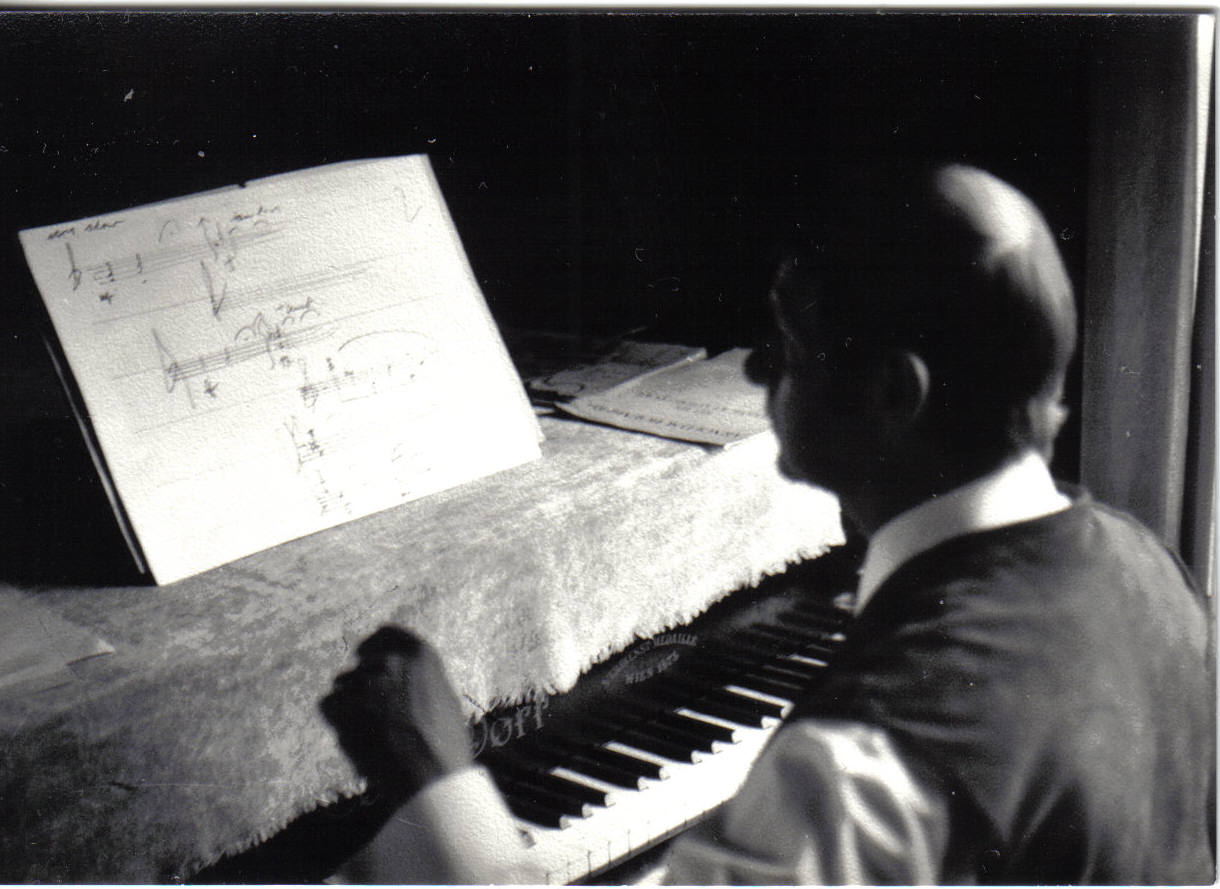
Gerhard Lampersberg (1928–2002)

- Lampersberger, Josef (* 1912), deutscher SPD-Funktionär und Widerstandskämpfer
- Lampert von Hersfeld, Geschichtsschreiber und Abt
- Lampert, Albert (1930–2019), Schweizer Architekt
- Lampert, Alois (1932–1977), Liechtensteiner Radsportler
- Lampert, Carl (1894–1944), österreichischer katholischer Priester, NS-OpferCarl Lampert (1894–1944)

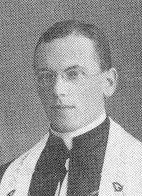
Carl Lampert (1894–1944)

- Lampert, Christian (* 1967), deutscher Hornist
- Lampert, Diane (1924–2013), US-amerikanische Liedtexterin und gelegentliche Drehbuchautorin
- Lampert, Dietmar (* 1966), liechtensteinischer Politiker (VU)
- Lampert, Erich (* 1930), deutscher Fußballspieler
- Lampert, Ernst (1912–1964), deutscher Leichtathlet
- Lampert, Felix (* 1982), deutscher Schauspieler
- Lampert, Florian (1863–1930), US-amerikanischer Politiker
- Lampert, Friedrich (1829–1901), deutscher evangelischer Pfarrer, Schriftsteller und Politiker
- Lampert, Fritz (* 1933), deutscher Arzt und Krebsforscher
- Lampert, Günter (* 1941), österreichischer Politiker (ÖVP), Vizepräsident des Vorarlberger Landtags
- Lampert, Harry (1916–2004), US-amerikanischer Cartoonist und Autor
- Lampert, Heinrich (1874–1933), deutscher Unternehmer
- Lampert, Hubert (* 1953), österreichischer Bildhauer und Konzeptkünstler
- Lampert, James Benjamin (1914–1978), US-amerikanischer Militär, General der US Army
- Lampert, Johann Georg (1882–1943), österreichischer Unternehmer und Politiker (CSP), Landtagsabgeordneter zum Vorarlberger Landtag
- Lampert, Jonas (* 1997), deutscher Schachspieler
- Lampert, Luise (1891–1962), deutsche Pädagogin
- Lampert, Marius (1902–1991), Schweizer Politiker (CVP)
- Lampert, Michael (* 1972), österreichischer Eishockeyspieler und -trainer und -funktionär
- Lampert, Michael (* 1990), Liechtensteiner Kickboxer
- Lampert, Peter (1951–2015), liechtensteinischer Politiker
- Lampert, Regina (1854–1942), österreichische SchriftstellerinRegina Lampert (1854–1942)

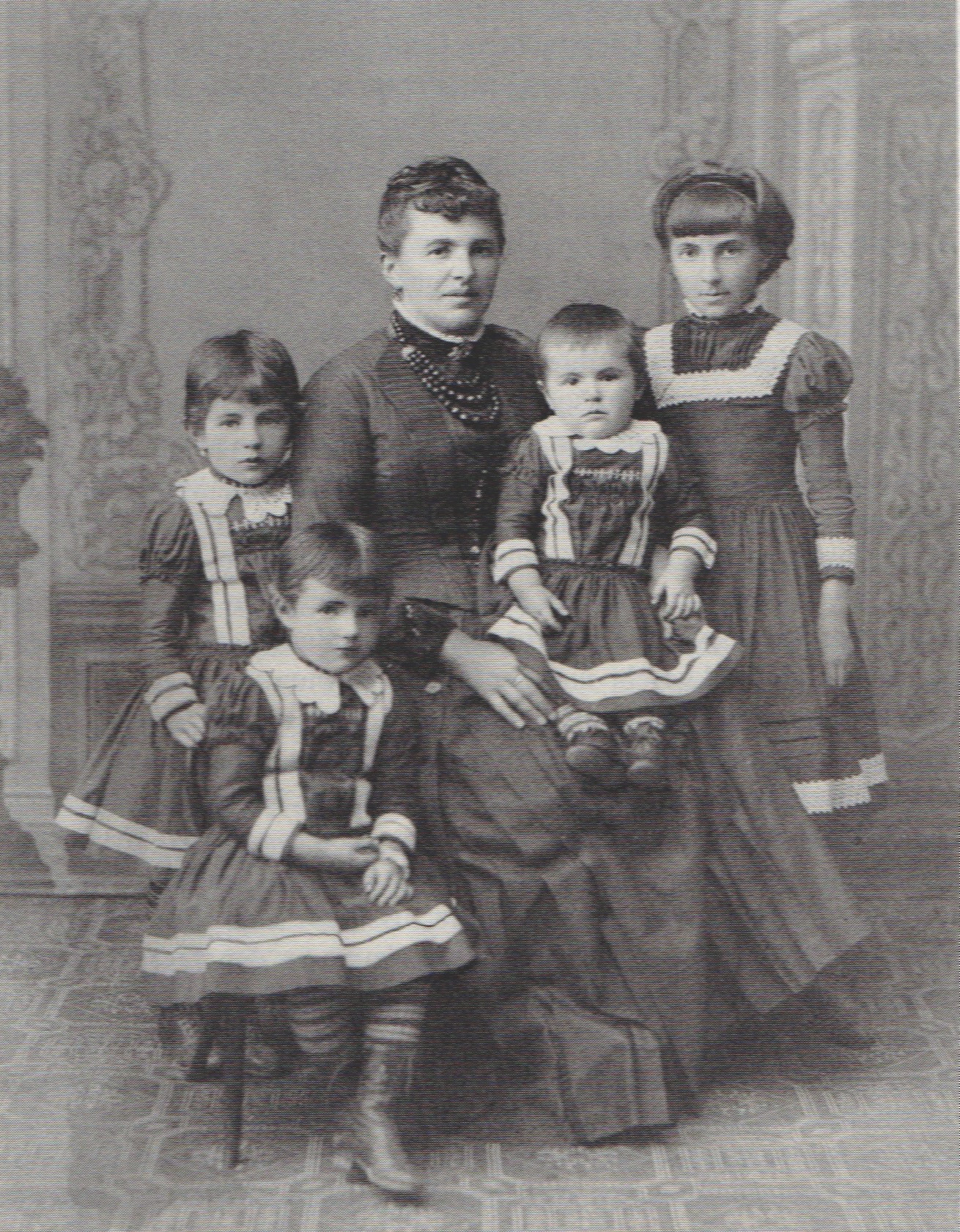
Regina Lampert (1854–1942)

- Lampert, Rudolf (1956–2021), liechtensteinischer Politiker
- Lampert, Steffen (* 1979), deutscher Rechtswissenschaftler und Hochschullehrer
- Lampert, Swantje (* 1973), österreichische Jazzmusikerin (Tenorsaxophon, Komposition)
- Lampert, Thomas (* 1958), deutscher Klarinettist
- Lampert, Thomas (1970–2020), deutscher Sozial- und Gesundheitswissenschaftler
- Lampert, Tom (* 1962), US-amerikanischer Politikwissenschaftler und Schriftsteller
- Lampert, Ulrich (1865–1947), Schweizer Rechtswissenschaftler
- Lampert, Wendelin (* 1970), liechtensteinischer Politiker (FBP)
- Lampert, Werner (* 1946), österreichischer Entwickler biologischer Lebensmittelmarken und Autor
- Lampert, Winfried (1941–2021), deutscher Ökologe, Hochschullehrer und ehemaliger Direktor am Max-Planck-Institut für Limnologie
- Lamperti, Francesco († 1892), italienischer Gesangslehrer
- Lamperti, Giovanni Battista (1839–1910), italienischer Gesangslehrer
- Lamperti, Luke (* 2002), US-amerikanischer Radrennfahrer
- Lampertico, Fedele (1833–1906), italienischer Nationalökonom und Politiker, Mitglied der Camera dei deputati
- Lampeter, Wilhelm (1916–2003), deutscher Agrarwissenschaftler und Hochschullehrer

#### Lamph
- Lamphere, Gilbert H. (* 1953), US-amerikanischer Investmentbanker und Manager
- Lamphere, Louise (* 1940), US-amerikanische Anthropologin

#### Lampi
- Lampi, Franz Xaver (1782–1852), österreichischer Maler
- Lampi, Johann Baptist der Ältere (1751–1830), italienischer Porträtmaler
- Lampi, Johann Baptist der Jüngere (1775–1837), österreichischer Porträtmaler
- Lampi, Philip J. (* 1944), US-amerikanischer Historiker und Wissenschaftler
- Lampi, Veli (* 1984), finnischer Fußballspieler
- Lampi, Vilho (1898–1936), finnischer Maler des Impressionismus
- Lampiano, Evasio (1888–1923), italienischer Automobilrennfahrer
- Lampič, Anamarija (* 1995), slowenische Skilangläuferin und Biathletin
- Lampič, Janez (* 1963), jugoslawischer Radrennfahrer
- Lampič, Janez (* 1996), slowenischer Skilangläufer
- Lampin, Georges (1901–1979), französischer Filmregisseur und Drehbuchautor
- Lampinen, Mari (* 1971), finnische Biathletin
- Lampinen, Mico (* 2006), finnischer Kugelstoßer
- Lampinen, Simo (* 1943), finnischer Rallyefahrer
- Lamping, Arnold T. (1893–1970), niederländischer Diplomat
- Lamping, Dieter (* 1954), deutscher Komparatist
- Lamping, Donna (1953–2011), kanadische Psychologin

#### Lampk
- Lampkin, Jeff (* 1961), US-amerikanischer Boxer und Weltmeister der IBF im Cruisergewicht

#### Lampl
- Lampl, Andreas (* 1961), österreichischer Wirtschaftsjournalist
- Lampl, Cody (* 1986), US-amerikanisch-deutscher Eishockeyspieler und -trainer
- Lampl, Franz (1883–1943), österreichischer Politiker (CSP), Abgeordneter zum Nationalrat
- Lampl, Fritz (1892–1955), österreichischer Schriftsteller und Glaskünstler
- Lampl, Harry (* 1987), österreichischer Schauspieler
- Lampl, Lorenz (* 1955), deutscher Mediziner und Oberstarzt
- Lampl, Roman (1900–1965), deutscher Landwirt, Verwaltungsbeamter und Politiker (Bayernpartei), MdB
- Lampl, Rudolf (1872–1948), österreichischer Jurist und Feuerwehrfunktionär
- Lampl, Sixtus (* 1941), deutscher Kunsthistoriker, Musikwissenschaftler und PublizistSixtus Lampl (* 1941)

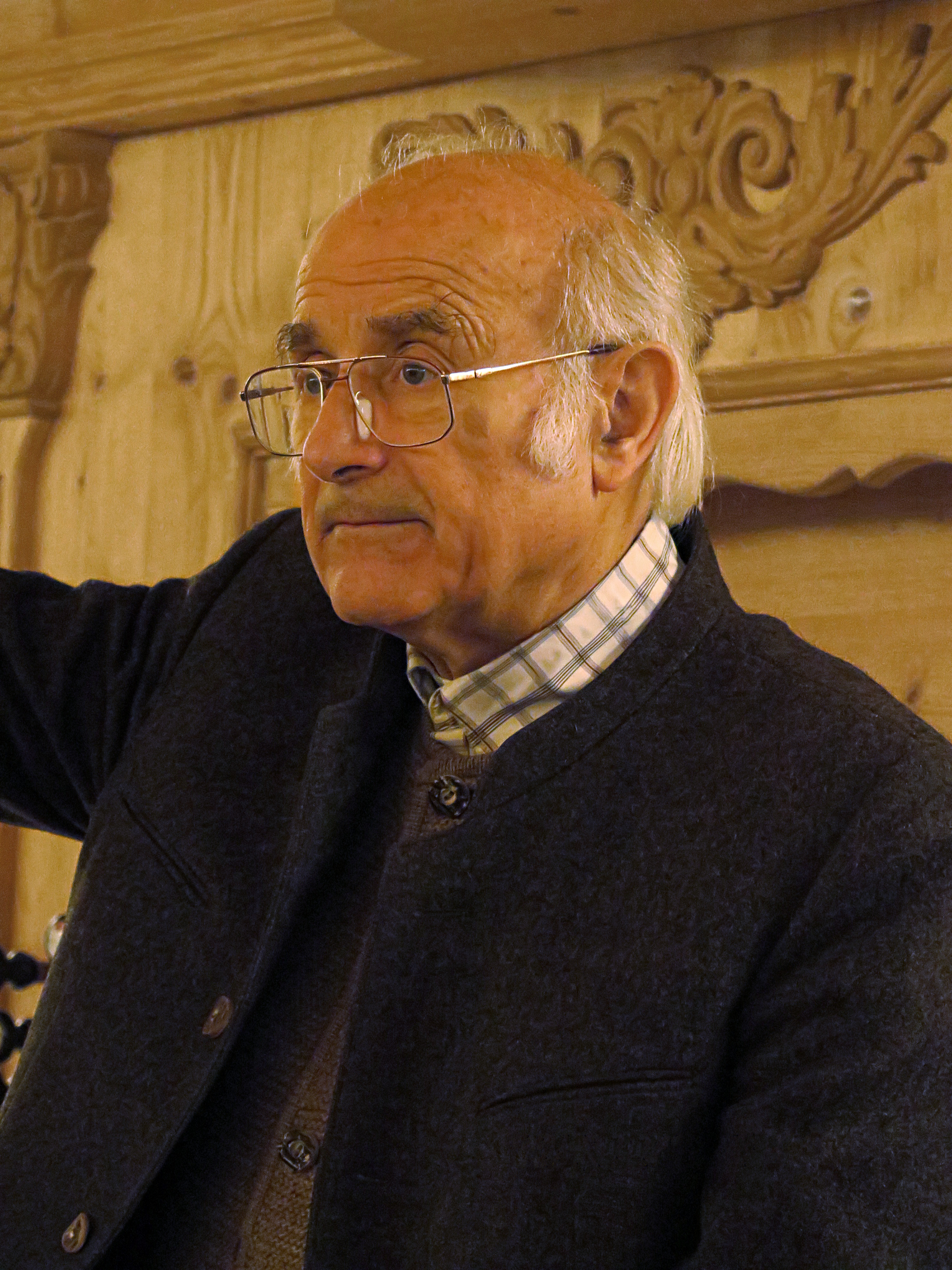
Sixtus Lampl (* 1941)

- Lamp’l, Walther (1891–1933), deutscher Politiker (SPD), MdHB
- Lampl-de Groot, Jeanne (1895–1987), niederländisch-österreichische Psychoanalytikerin
- Lampland, Carl Otto (1873–1951), US-amerikanischer Astronom
- Lamplugh, George William (1859–1926), britischer Geologe

#### Lampm
- Lampman, Archibald (1861–1899), kanadischer Lyriker
- Lampman, Bryce (* 1982), US-amerikanischer Eishockeyspieler
- Lampmann, Gustav (1885–1970), deutscher Architekt, preußischer Baubeamter und Architekturschriftsteller

#### Lampo
- Lampo, Hubert (1920–2006), flämischer Schriftsteller und Journalist
- Lampolia, Lucia (* 2001), deutsche Schauspielerin
- Lampon, Wahrsager
- Lampon, Angelito R. (* 1950), philippinischer Ordensgeistlicher, römisch-katholischer Erzbischof von Cotabato
- Lamponius, Marcus († 82 v. Chr.), Feldherr der Lukaner
- Lamport, Allan (1903–1999), kanadischer Politiker
- Lamport, Leslie (* 1941), US-amerikanischer Mathematiker, Informatiker und Programmierer und Entwickler von LaTeXLeslie Lamport (* 1941)

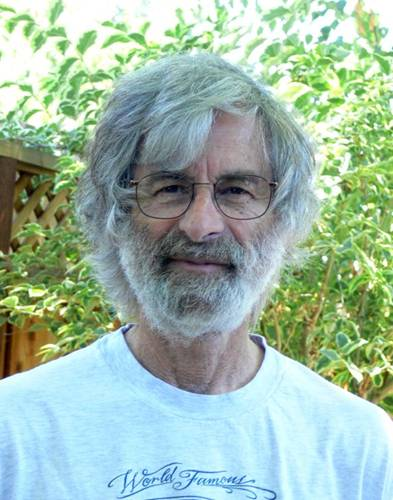
Leslie Lamport (* 1941)

- Lamport, William H. (1811–1891), US-amerikanischer Politiker

#### Lampr
- Lampreave, Chus (1930–2016), spanische Schauspielerin
- Lamprecht von Brunn († 1399), Bischof von Bamberg, Brixen, Speyer und Straßburg
- Lamprecht von Regensburg, Mystiker und Franziskaner
- Lamprecht, Anton (1901–1984), deutscher Maler
- Lamprecht, Axel (* 1956), deutscher Wirtschaftsinformatiker und Hochschullehrer
- Lamprecht, Bernd (* 1976), österreichischer Lungenfacharzt
- Lamprecht, Bettina (* 1977), deutsche SchauspielerinBettina Lamprecht (* 1977)

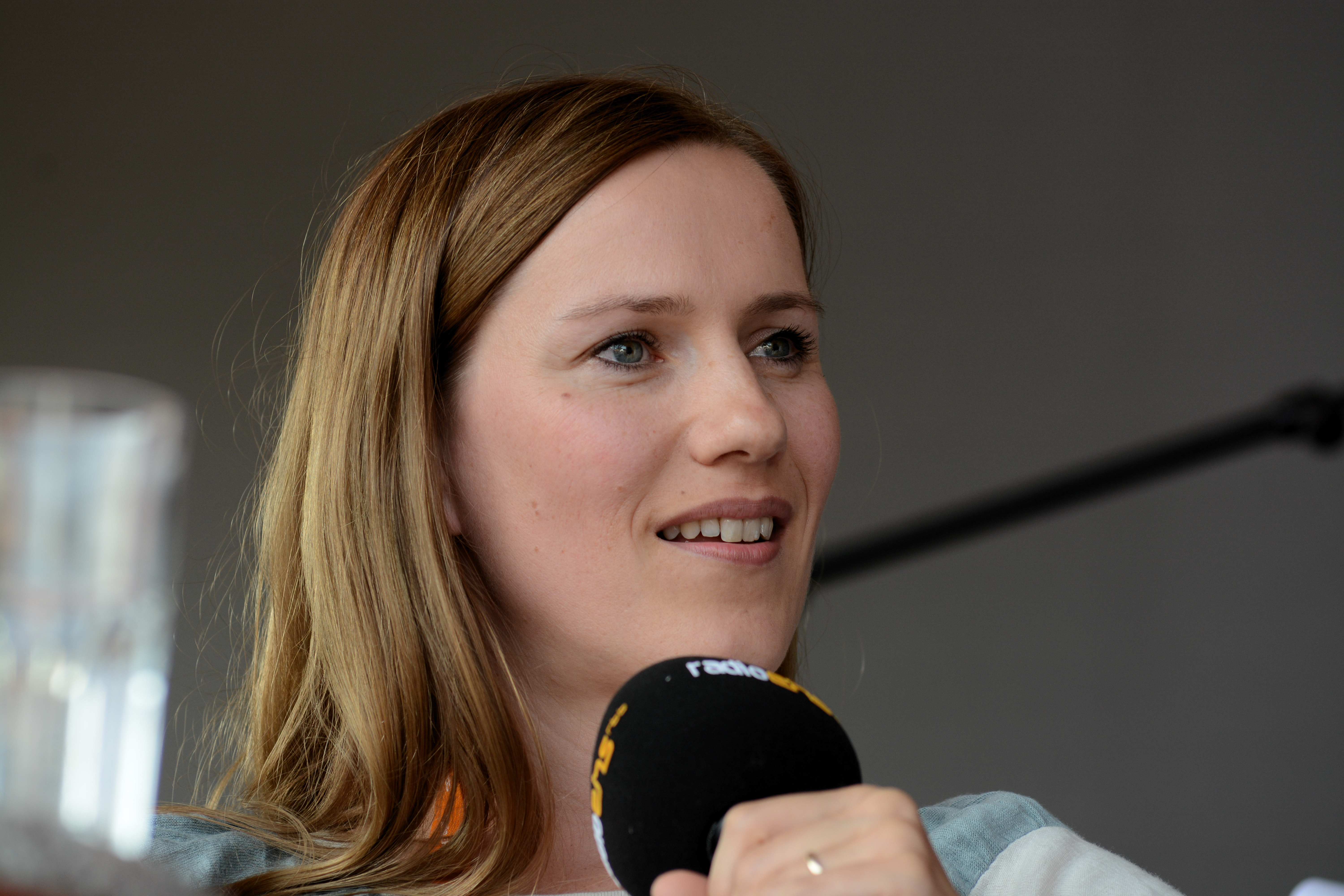
Bettina Lamprecht (* 1977)

- Lamprecht, Carl Hermann (1840–1881), Bürgermeister der Stadt Siegen
- Lamprecht, Christopher (* 1985), deutscher Fußballspieler
- Lamprecht, Diedrich Philipp August (1796–1882), deutscher Verwaltungsjurist und Bürgermeister von Bergedorf
- Lamprecht, Dietrich Gottfried (1726–1798), Jurist, Lübecker Ratsherr
- Lamprecht, Ebba (* 1963), deutsche Architektin
- Lamprecht, Eduard (1816–1884), deutscher Lehrer und Redakteur
- Lamprecht, Erich (1926–2003), deutscher Mathematiker und Hochschullehrer
- Lamprecht, Frank (* 1968), deutscher Schachspieler, -schriftsteller und -trainer
- Lamprecht, Franz (* 1951), deutscher Chorleiter und Dirigent
- Lamprecht, Friedrich (1893–1941), deutscher Geologe und Bergsteiger
- Lamprecht, Friedrich Daniel (1687–1772), deutscher lutherischer Theologe und Generalsuperintendent der Generaldiözese Bockenem
- Lamprecht, Fritz (1893–1961), deutscher Vizeadmiral der Kriegsmarine
- Lamprecht, Georg Friedrich von (1759–1820), preußischer Jurist, Wirtschaftswissenschaftler und Domänenrat
- Lamprecht, Gerhard (1897–1974), deutscher Regisseur
- Lamprecht, Gottfried (* 1948), österreichischer Fußballspieler
- Lamprecht, Günter (1930–2022), deutscher SchauspielerGünter Lamprecht (1930–2022)

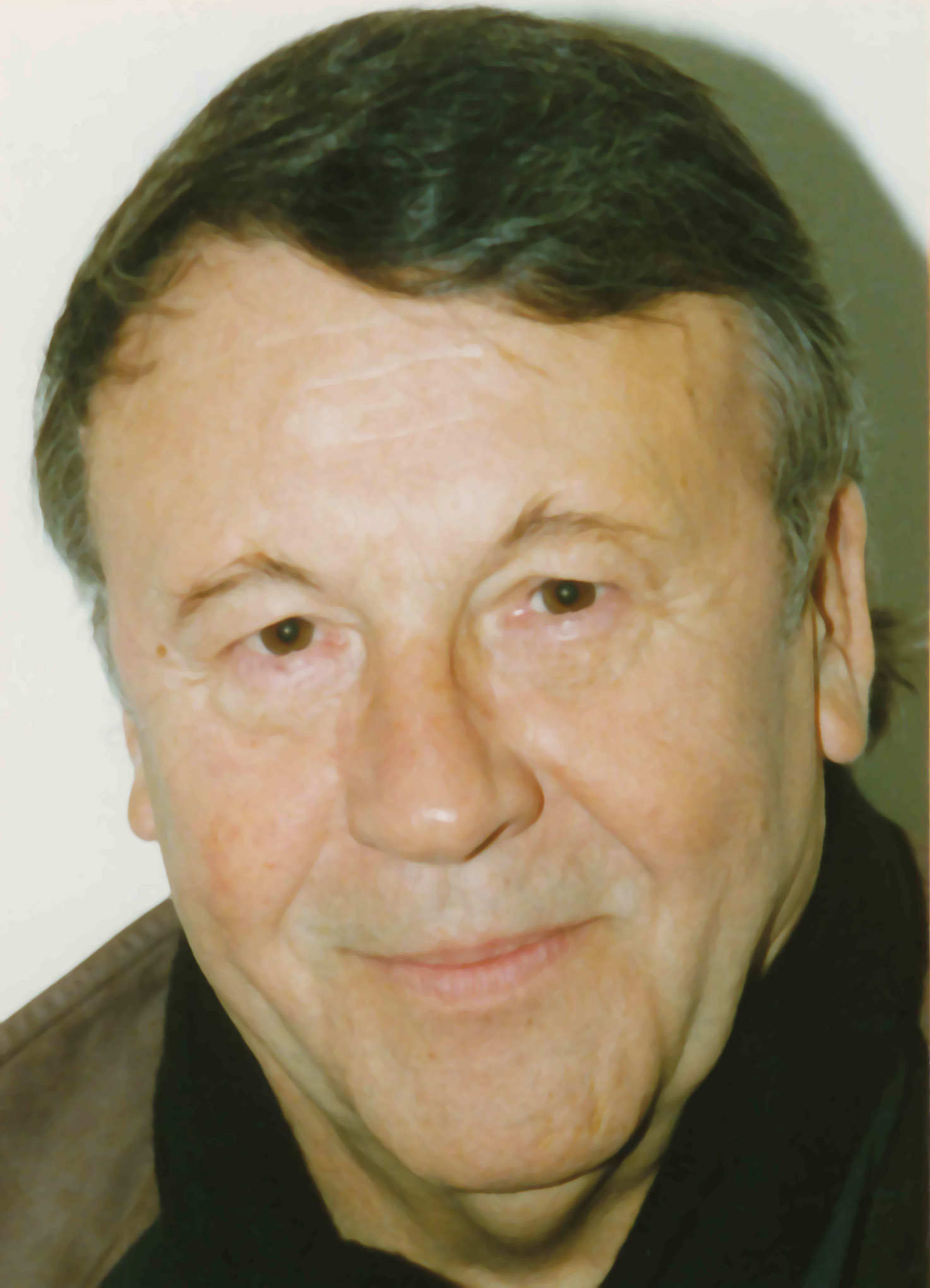
Günter Lamprecht (1930–2022)

- Lamprecht, Hans (1919–2012), schweizerisch-deutscher Forstwissenschaftler
- Lamprecht, Harald (* 1968), österreichischer Kameramann
- Lamprecht, Harald (* 1970), deutscher Theologe und Sektenbeauftragter
- Lamprecht, Helmut (1925–1997), deutscher Rundfunkredakteur und Lyriker
- Lamprecht, Hermann (1846–1909), deutscher Glasmacher und Ofenbauer
- Lamprecht, Jakob Friedrich (1707–1744), deutscher Schriftsteller und Journalist der Aufklärung
- Lamprecht, Johann Ev. (1816–1895), österreichischer Heimatkundler und Priester
- Lamprecht, Jürg (1941–2000), Schweizer Biologe
- Lamprecht, Karl (1856–1915), deutscher Historiker
- Lamprecht, Luis (* 1946), deutscher Schauspieler
- Lamprecht, Lukas (1869–1941), österreichischer Mundartschriftsteller und Komponist
- Lamprecht, Marius (* 1990), deutscher Theater- und Filmschauspieler
- Lamprecht, Paul Daniel (1755–1832), deutscher Jurist und Domherr
- Lamprecht, Philipp (* 1970), deutscher Rechtswissenschaftler
- Lamprecht, Philipp Caspar (1695–1757), deutscher Rechtswissenschaftler und Ratsherr der Hansestadt Lübeck
- Lamprecht, Rolf (1930–2022), deutscher Journalist und Buchautor
- Lamprecht, Sabine (* 1967), italienisches Fotomodell
- Lamprecht, Seppl (1969–2010), italienischer Politiker (Südtiroler Volkspartei)
- Lamprecht, Stefan (1982–1995), deutsches Mordopfer
- Lamprecht, Stephan (* 1968), deutscher Sachbuchautor
- Lamprecht, Torsten (1968–1992), deutsches Mordopfer rechtsextremistischer Jugendlicher
- Lamprecht, Wilhelm (1838–1922), deutsch-amerikanischer Maler
- Lamprecht, Wolfgang (* 1964), österreichischer Autor
- Lampredi, Aurelio (1917–1989), italienischer Konstrukteur
- Lampreia, Luiz Felipe (1941–2016), brasilianischer Diplomat und Außenminister
- Lamprinos, Yorgos, griechischer Filmeditor
- Lamprokles, Sohn des Philosophen Sokrates
- Lampronti, Isaak (1679–1756), italienischer jüdischer Gelehrter und Rabbiner
- Lampropoulos, Giorgos (* 1999), griechischer Sprinter
- Lampropoulos, Vasilios (* 1990), griechischer Fußballspieler
- Lamprópulos, Maria (* 1981), argentinisch-griechische PokerspielerinMaria Lamprópulos (* 1981)

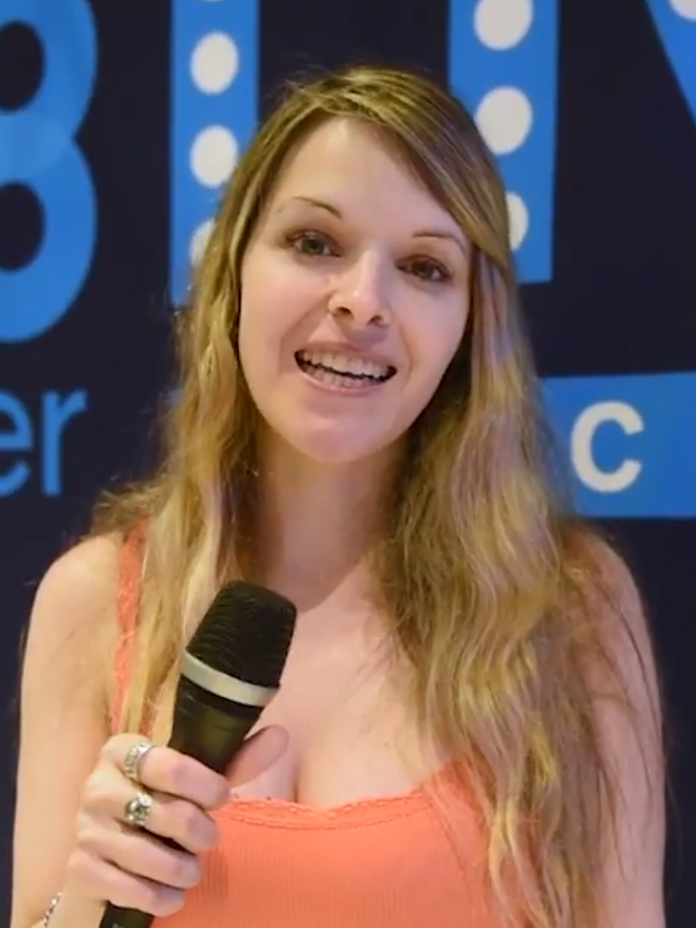
Maria Lamprópulos (* 1981)

#### Lamps
- Lamps, Gérard (* 1948), französischer Tontechniker
- Lampsins, Apollonius Jan Cornelis (1754–1834), niederländischer Aristokrat
- Lampsins, Cornelis (1600–1664), niederländischer Reeder, Großhändler, Politiker, Aristokrat und Landesherr
- Lampson, Butler (* 1943), US-amerikanischer Informatiker
- Lampson, Elbert L. (1852–1930), US-amerikanischer Politiker
- Lampson, Elmar (* 1952), deutscher Komponist
- Lampson, Matt (* 1989), US-amerikanischer Fußballspieler
- Lampson, Miles, 1. Baron Killearn (1880–1964), britischer Diplomat
- Lampson, Nick (* 1945), US-amerikanischer Politiker

#### Lampt
- Lamptey, Joseph (* 1974), ghanaischer Fußballschiedsrichter
- Lamptey, Nii (* 1974), ghanaischer Fußballspieler
- Lamptey, Tariq (* 2000), ghanaisch-englischer Fußballspieler
- Lampton, Michael (1941–2023), US-amerikanischer Astronaut

#### Lampu
- Lampugnani, Agostino, italienischer Benediktiner und Schriftsteller
- Lampugnani, Giovanni Battista (1708–1788), italienischer Komponist, Cembalist und Gesangslehrer
- Lampugnani, Vittorio Magnago (* 1951), italienischer Architekt
- Lampugnano, Manfioli († 1396), italienischer Bischof

### Lamr
- Lamrabet, Rachida (* 1970), belgische Schriftstellerin
- Lamrani, Abdallah (1946–2019), marokkanischer Fußballspieler
- Lamrani, Mohammed Karim (1919–2018), marokkanischer Politiker, Premierminister von Marokko
- Lamred, Christian (* 1980), deutscher Freestyle-Frisbee-Spieler und -funktionär

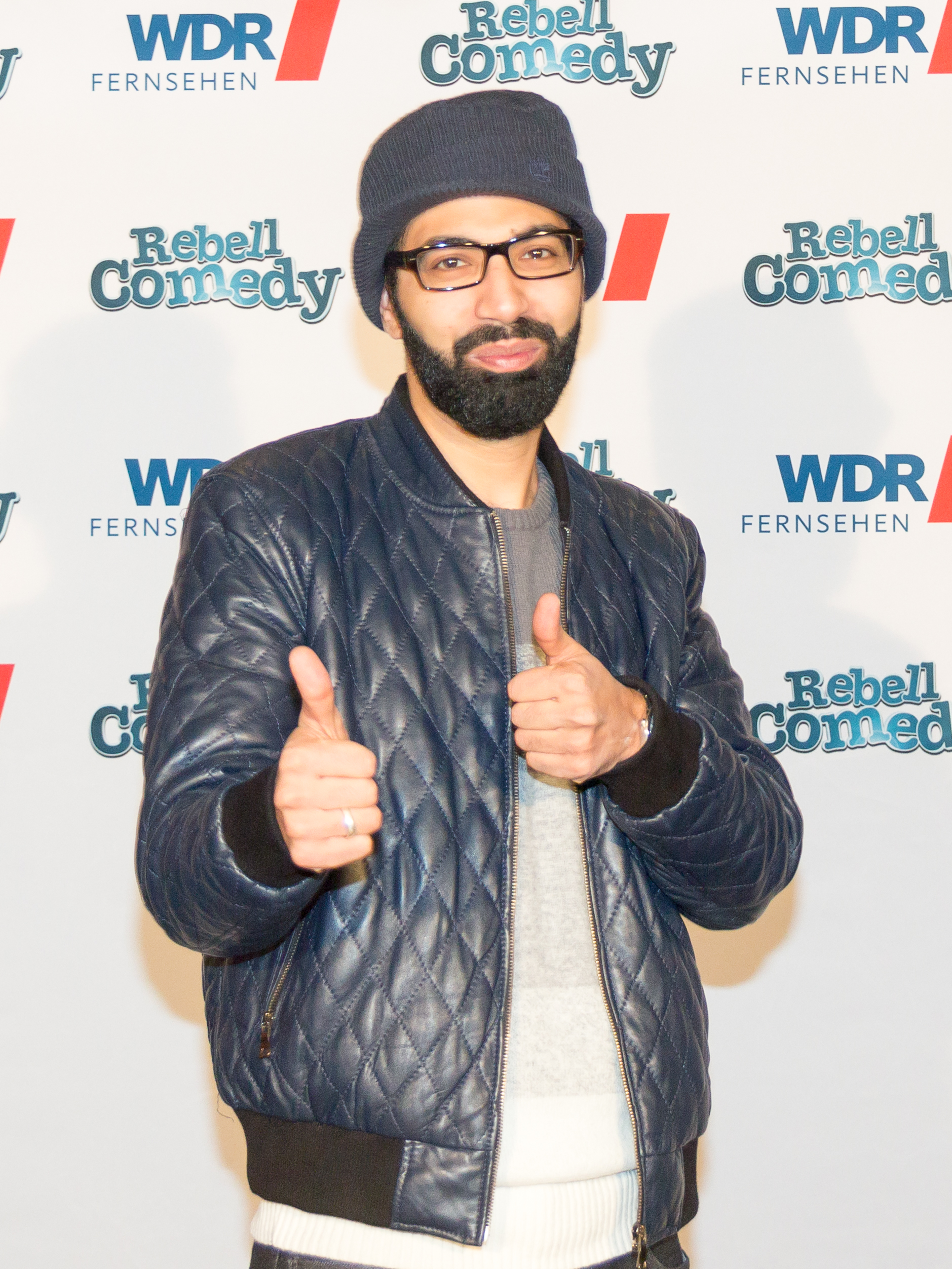
Benaissa Lamroubal (* 1979)

- Lamroubal, Benaissa (* 1979), ComedianBenaissa Lamroubal (* 1979)

### Lams
- Lamsa, George († 1975), assyrischer Schriftsteller, Lehrer und Bibelübersetzer
- Lamsbach, Ruth (* 1950), deutsche Behindertensportlerin
- Lamsdorf, Wladimir Nikolajewitsch (1845–1907), russischer Diplomat und Staatsmann deutschbaltischer Abstammung
- Lamsfuß, Mark (* 1994), deutscher Badmintonspieler
- Lamsfuß, Sylvia (1951–2023), deutsche Journalistin und Schriftstellerin
- Lamside, Johannes († 1460), deutscher Theologe und Magister der freien Künste
- Lamster, Regine (* 1954), deutsche Schauspielerin und Hörspielsprecherin
- Lamsweerde, Inez van (* 1963), niederländische Modefotografin
- Lamszus, Wilhelm (1881–1965), deutscher Reformpädagoge und pazifistischer Schriftsteller

### Lamt
- Lamti, Marc (* 2001), tunesisch-deutscher Fußballspieler

### Lamu
- Lamure, Marie (* 2001), französische Skirennläuferin

### Lamw
- Lamwaka, Beatrice, ugandische Autorin und Menschenrechtsaktivistin

### Lamy
- Lamy Chappuis, Jason (* 1986), französischer Nordischer Kombinierer
- Lamy Chappuis, Ronan (* 1993), französischer Skispringer
- Lamy, Alexandra (* 1971), französische SchauspielerinAlexandra Lamy (* 1971)

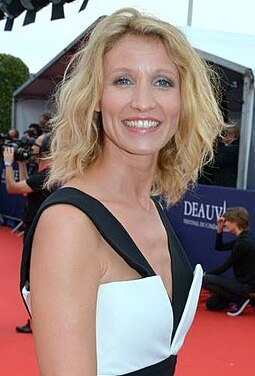
Alexandra Lamy (* 1971)

- Lamy, Amédée-François (1858–1900), französischer Kolonialist und Militär
- Lamy, Audrey (* 1981), französische Schauspielerin
- Lamy, Benoît (1945–2008), belgischer Filmregisseur und Drehbuchautor
- Lamy, Bernard (1640–1715), französischer Philosoph und Mathematiker
- Lamy, Claude Auguste (1820–1878), französischer Chemiker und Physiker
- Lamy, Ernest Eleonor Pierre (1828–1900), französischer Fotograf, Fotopapierfabrikant und Erfinder
- Lamy, Étienne (1845–1919), französischer Politiker, Journalist, Historiker und Mitglied der Académie française
- Lamy, Fernand (1881–1966), französischer Dirigent, Komponist und Musikpädagoge
- Lamy, Filipa (* 1980), portugiesische Badmintonspielerin
- Lamy, François (* 1959), französischer Politiker (PS), Mitglied der Nationalversammlung
- Lamy, James (1928–1992), US-amerikanischer Bobfahrer
- Lamy, Jean-Édouard (1853–1931), französischer römisch-katholischer Geistlicher, Mystiker und Ordensgründer
- Lamy, Jean-Pierre (1945–1970), französischer Schauspieler
- Lamy, Jennifer (* 1949), australische Sprinterin
- Lamy, Johann Peter, Kupferstecher, Stichverleger und Kunsthändler in Bern
- Lamy, Joseph Alfred (1850–1919), französischer Streichinstrumenten-Bogenbauer
- Lamy, Pascal (* 1947), französischer Politiker
- Lamy, Pedro (* 1972), portugiesischer RennfahrerPedro Lamy (* 1972)

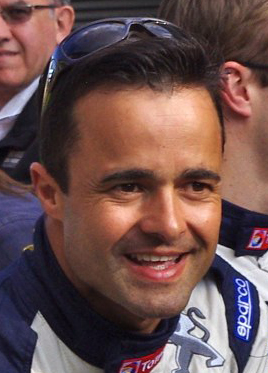
Pedro Lamy (* 1972)

- Lamy, Petra (* 1961), deutsche Schauspielerin und Sängerin
- Lamy, Theophil (1871–1938), deutscher katholischer Priester und Autor
- Lamyaghri, Nadir (* 1976), marokkanischer Fußballtorhüter